# リンカーン・コンチネンタル

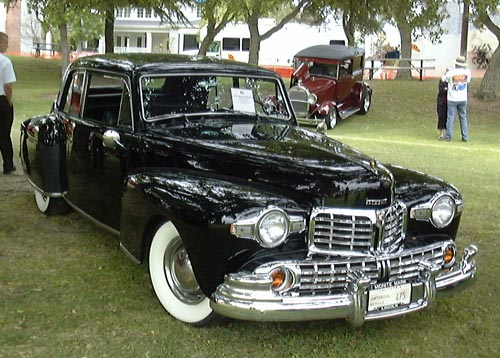
1948 Lincoln Continental

リンカーン・コンチネンタル（Lincoln Continental）は、アメリカ合衆国の自動車メーカーフォード・モーターがリンカーンブランドで製造・販売していたフルサイズ・ミッドサイズカーの高級乗用車である。このモデルは、エドセル・フォードが1939年、休暇用の個人用車両としてリンカーン・ゼファーのコンバーチブルを求めた際、リンカーンの潜在的な購入者を惹きつけるための試作車を作った事がきっかけで導入された。このモデルラインの名前の由来となるエクステリアには、リアマウントのスペアタイヤなど、ヨーロッパ大陸風のスタイリングが施されている。

## 概要
リンカーン・コンチネンタルは9世代55年以上にわたって生産され、10世代に渡ってブランドを確立してきた。リンカーンのモデルラインの中で、コンチネンタルはフラッグシップからベーストリムセダンまで、いくつかの役割を担ってきた。1961年から1976年まで、リンカーンはコンチネンタルを高級モデルとして販売した。また、このモデルラインは3度休止している。1949年から1955年までの間、コンチネンタルは一時的に休止した。1981年には、1982年の7代目コンチネンタルに合わせて、フラッグシップのコンチネンタルはリンカーン・タウンカーに改名された。2002年以降、コンチネンタルはなくなり、2009年にはリンカーン・MKSにフラッグシップの役割の大部分が置き換えられ、2017年にはコンチネンタルとしては歴代最新にして歴代最後となる10代目モデルがMKSに取って代わった。
初代コンチネンタルが本格的な生産を開始した事で、パーソナル・ラグジュアリーカーという全く新しい自動車セグメントを生み出した。第二次世界大戦後、このセグメントは、スポーツカーよりも大きなクーペやコンバーチブル、性能やハンドリングよりも機能、スタイリング、快適性を重視したグランドツーリングカーへと進化して行った。1956年から1957年まで、コンチネンタルの名は、短命だったコンチネンタル部門の名前となり、フォード・モーター・カンパニーの世界的なフラッグシップとして1956年から1957年のコンチネンタル・マークIIを販売していた。フォードは1969年にコンチネンタル・マーク・シリーズを発表し、1998年まで6世代にわたって生産した。
リンカーン・コンチネンタルは、パーソナル・ラグジュアリーカー・セグメントの創造とともに、アメリカの自動車史においていくつかのデザインの頂点に立つ事になった。コンチネンタルは、V12エンジンを搭載した最後の工場生産のアメリカ車（1948年）、アメリカ車最後の4ドアコンバーチブル（1967年）、そしてダウンサイジング（1980年モデル）が行われた最後のアメリカ車である。

## エドセル・フォードのための試作車（1939年）
リンカーン・コンチネンタルは、フォード・モーター社長のエドセル・フォードのための私用車として誕生した。1938年、フォードは1939年3月の休暇に備え、チーフスタイリストのE.T. (ボブ) グレゴリーにワンオフのデザインを依頼した。グレゴリーは流線型のデザインだったリンカーン・ゼファーを出発点に、ボディを一新したコンバーチブルのデザインをスケッチした。
初代コンチネンタルクーペの開発が始まった当時、リンカーンはそれまでのリンカーン・Kシリーズのクーペ、セダン、リムジンの生産を中止し、非常に限定的なリムジンであるリンカーン・カスタムとより小型のリンカーン・ゼファーのクーペとセダンを生産しており、1939年には新たにマーキュリー・エイトも登場していた。フォードは1929年から1932年に販売されたリンカーン・ヴィクトリアのクーペとコンバーチブルの人気を復活させたいと考えていたが、コンチネンタルはヨーロッパのスタイリングの影響を反映させた、より現代的なアプローチをとっていた。
エドセル・フォードの試作車は、リンカーン・ゼファーのコンバーチブルに似たデザインで、従来のフロントガラスの形状をしているにもかかわらず、標準的なリンカーンよりも7インチ近く低くなっていた。車高の大幅な低下に伴いランボードは完全に消えた。ゼファーとは対照的に（リンカーン・Kシリーズからの大きな変化として）ボンネットはフェンダーとほぼ水平になっていた。車のスタイリングを重視するために、車のクロームトリムは主にフロントグリルに限定され、ドアハンドルの代わりにプッシュボタンでドアを開く様になっていた。リンカーン・ゼファーと同様に267立方インチのV12エンジンを搭載し、前後横方向のリーフスプリングと油圧式ドラムブレーキを装備していた。
このデザインは多くのアメリカの自動車デザインで長く用いられる2つの要素を導入する事になる。 この試作車のボンネットラインがV12エンジンの上に低くなり、客室が後方に移動した事で、当時のストリームライン・モダンのトレンドを忠実になぞるのではなく、より古い時代の「ロングフッド、ショートデッキ」のボディ構成との共通点を持つ事になった。トランクスペースが狭くなった結果、スペアタイヤはトランクの後ろに取り付けられた。アメリカ車では姿を消したが、ヨーロッパ車は外付けのカバー付きスペアタイヤが引き続き主流だった。
グレゴリーがデザインした試作車は、エドセル・フォードがフロリダで使う期限までに予定通り生産された。裕福な友人たちの関心は高く、エドセルは1000台売れるとミシガン州に電報を送った。リンカーンをベースとした試作車はヨーロッパに感化されたデザインにちなみ「コンチネンタル」と名付けられた。
すぐにリンカーン・コンチネンタルの生産が開始され、大多数の「カブリオレ」コンバーチブルと少数のクーペが生産された。2ダースの1939年型と400台の1940年型のボディパネルは手打ちで製造された。機械プレス用の金型が作られたのは1941年になってからである。少数の限定生産にとどまった1939年型は一般的に「1940年コンチネンタル」と呼ばれている。

## 初代 （1940年 - 1948年）

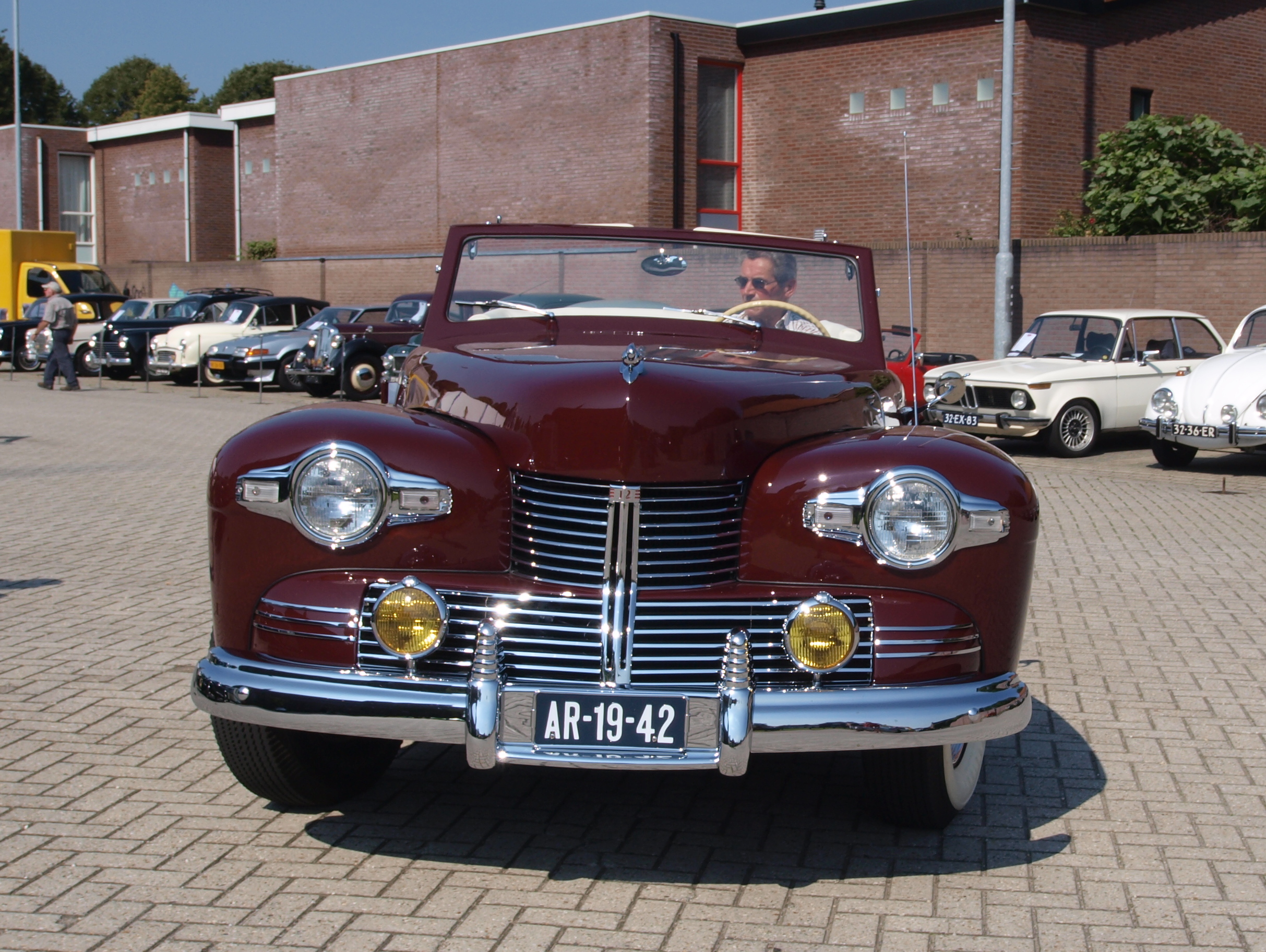
オランダのナンバープレートが付いた1942年型コンチネンタル。このタイプは第二次世界大戦による生産停止まで200台しか作られなかった。

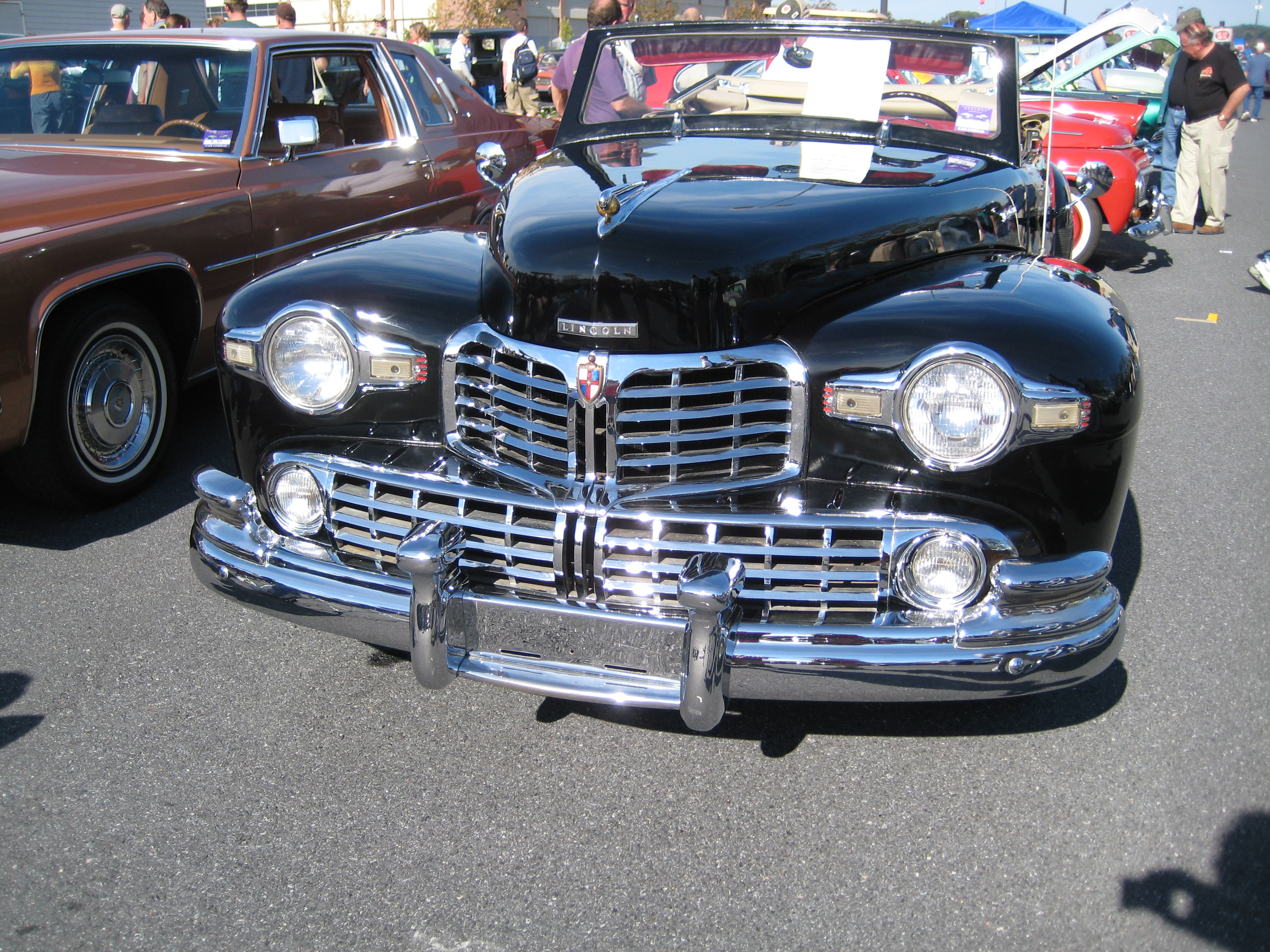
戦後のコンチネンタル

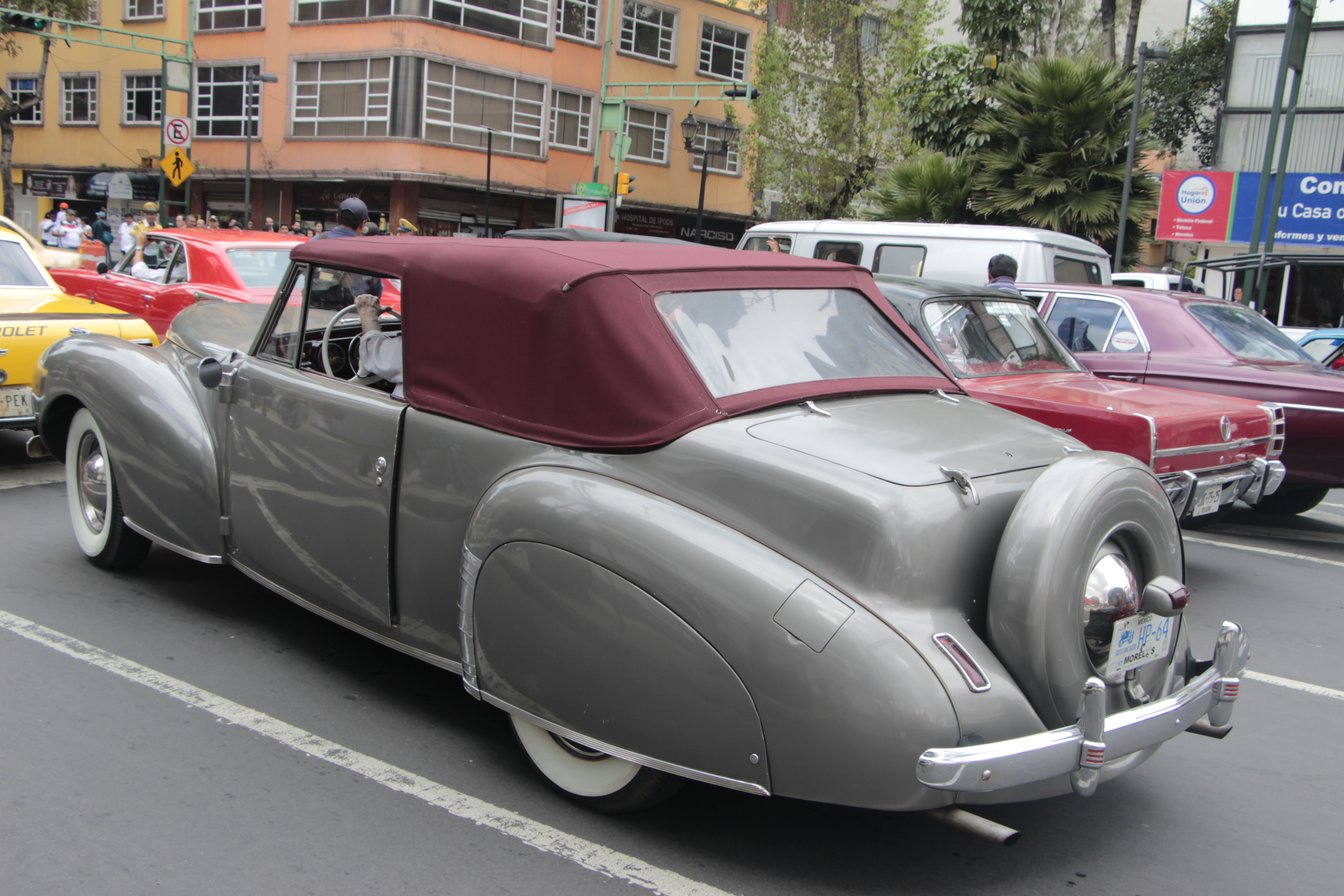
リンカーン・コンチネンタルのトランクマウントスペアタイヤは、多くの車種のコンチネンタル・スペアタイヤのデザインに影響を与えた。

1940年から1941年までのリンカーン・コンチネンタルは、リンカーン・ゼファーをベースとしたボディデザインがほぼ共通であった。年々、コンチネンタルは更新を受けた。1942年型では、すべてのリンカーン車に角ばったフェンダーと矩形のグリルが備えられた。その結果、当時のデザイントレンドに合わせた、より重厚な外見となったが以前に比べ優雅さが失われた可能性がある。1942年の自動車生産は、アメリカの第二次世界大戦参戦に伴い短縮され、真珠湾攻撃は民生用自動車の生産停止につながった。
第二次世界大戦後、フォードのリンカーン部門は1946年型としてコンチネンタルを復活させたが、戦後ゼファーがなくなったため、戦後のコンチネンタルは標準型のリンカーン（内部の名称はHシリーズ）の派生モデルとなった。顧客を惹きつけるため、新しいグリルを特徴とするトリムに変更され、デザインが一新された。1947年には、内装にウォールナット材のトリムが追加された。
1943年のエドセル・フォードの死後、フォード・モーター・カンパニーは企業経営体制を再編成し、1946年にコンチネンタルのデザイナーだったボブ・グレゴリーが退職。戦後初のモデルとなったこの年のコンチネンタルは、著名な工業デザイナーだったレイモンド・ローウィがデザインを担当した。1948年はコンチネンタルにとって最後の年となり、1949年の新モデルラインをマーキュリーのアップグレード版として再開発しようとしていた。高価なパーソナル・ラグジュアリーカーは、リンカーンではもはやその役割を果たしていなかった。
1939年-1948年型のコンチネンタルは、クラシックカークラブ・オブ・アメリカから「フルクラシック」として認定されており、認定された中では最後に製造された車の1台となっている。2015年現在、1948年型リンカーン・コンチネンタルと1948年型リンカーンは、アメリカの大手自動車メーカーがV12エンジンを搭載して生産・販売した最後の車である。 基本販売価格表示は、クーペが2,727米ドル（2020年の48,000ドル相当）、カブリオレが2,778米ドル（2020年の48,900ドル相当）に設定されていた。
 ウィキメディア・コモンズには、リンカーン・コンチネンタルに関するカテゴリがあります。

## 二代目 （1956年 - 1957年）
詳細は「コンチネンタル・マークII」を参照
8年間の中断の後、1956年型のためにコンチネンタルの名の復活・立ち上げが行われ、フォードは新型フラッグシップ車を中心としたコンチネンタル部門を創設した。初代コンチネンタルのヨーロッパからの影響を再び強調するため、フォードは新型コンチネンタルに「マークII」という接尾辞を付けた（同じ名を持つベントレー・コンチネンタルとの差別化を図るためである）。リンカーンやマーキュリーよりもはるかに上位に位置付けられたコンチネンタルは、リンカーンのディーラーネットワークを通じて販売・サービスが行われた。
1956年の発売時、コンチネンタル・マークIIはアメリカの自動車メーカーが販売した車種の中で最も高価な物であり、ロールス・ロイス・シルヴァークラウドに匹敵する価格であった。 マークIIの価格は1万ドル（2016年の9万ドル近くに相当）で、フォード・カスタムライン5台分と同じ価格であった。マークIIには豊富な装備が搭載されており、オプション装備は595ドルの価格で提供されていたカーエアコンの1つのみだった。
リンカーン・カプリやリンカーン・プレミアと同じ126インチのホイールベースを持つ独自の低床シャシーに、独自仕様のボディパネルやインテリアを備え、ボディパネルは手作業で磨き加工や仕上げが施されていた。マークIIのデザインのいくつかの要素において、アメリカ車のスタイリングの前例を破った。ロールス・ロイスやメルセデス・ベンツ300dと同様、マークIIは基本的にクロムメッキのトリムをウィンドウトリム、グリル、バンパーに限定していた。マークIIは、ほぼフラットなボンネットとトランクリッドを持ち、テールフィン（アメリカ車のセダンで目立っていた）や初代が備えていたポンツーンフェンダー（古い車に一般的なボディから独立したフェンダー）を持たず、当時ドイツを端緒にヨーロッパ車で流行し始めていた、現代の乗用車のように前後のフェンダーがボンネットやトランクと一体化してボディサイドが車体前後を通して一様にフラットな形状を呈する車体デザイン（紛らわしいことに、これをヨーロッパでは「ポンツーンボディ」と呼称した ）となった。
コンチネンタル・スペアタイヤは別に置かれる事なく、トランクリッドに統合され、下に垂直に取り付けられたスペアタイヤを収容していた。
コンチネンタル・マークIIは合計で2,996台が生産された（うち2台はコンバーチブルの試作車）。ほぼ手作りに近い製造工程の結果、フォードはコンチネンタル・マークIIを生産するたびに1000ドル近くの損失を出したと見積もっている 。1957年以降、マークIIは生産中止となり、コンチネンタル部門はロールス・ロイスやベントレーではなく、インペリアルやキャデラックの対抗馬としてブランドが再構築された。

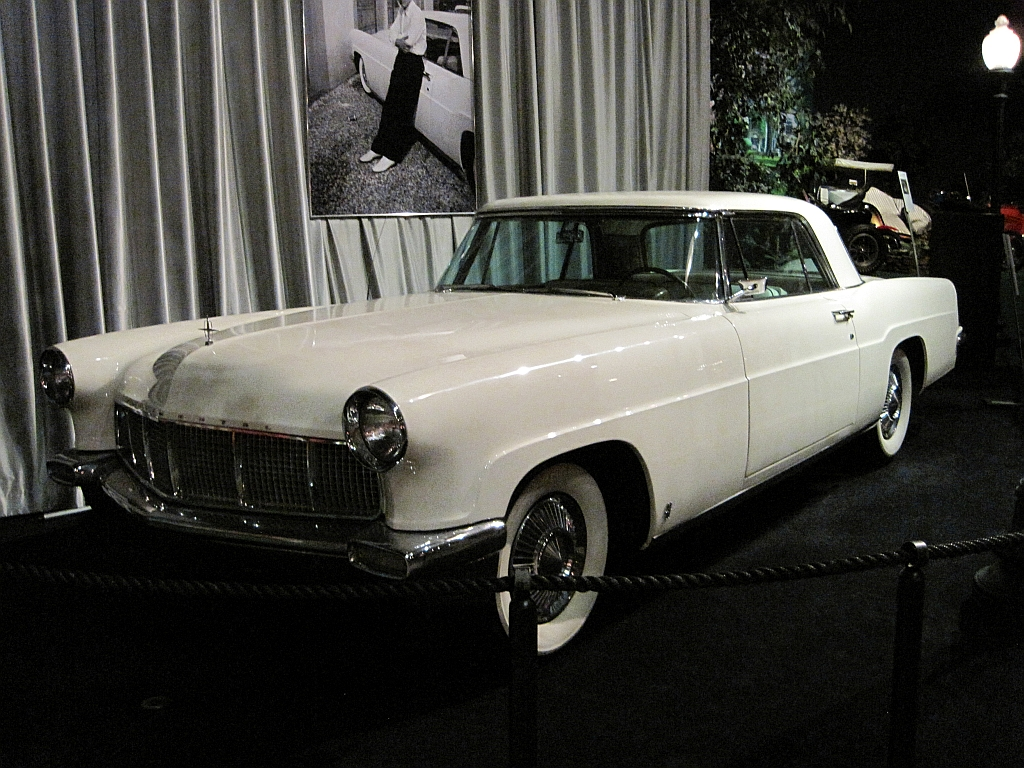
エルヴィス・プレスリーが乗っていた1956年型のコンチネンタル・マークII
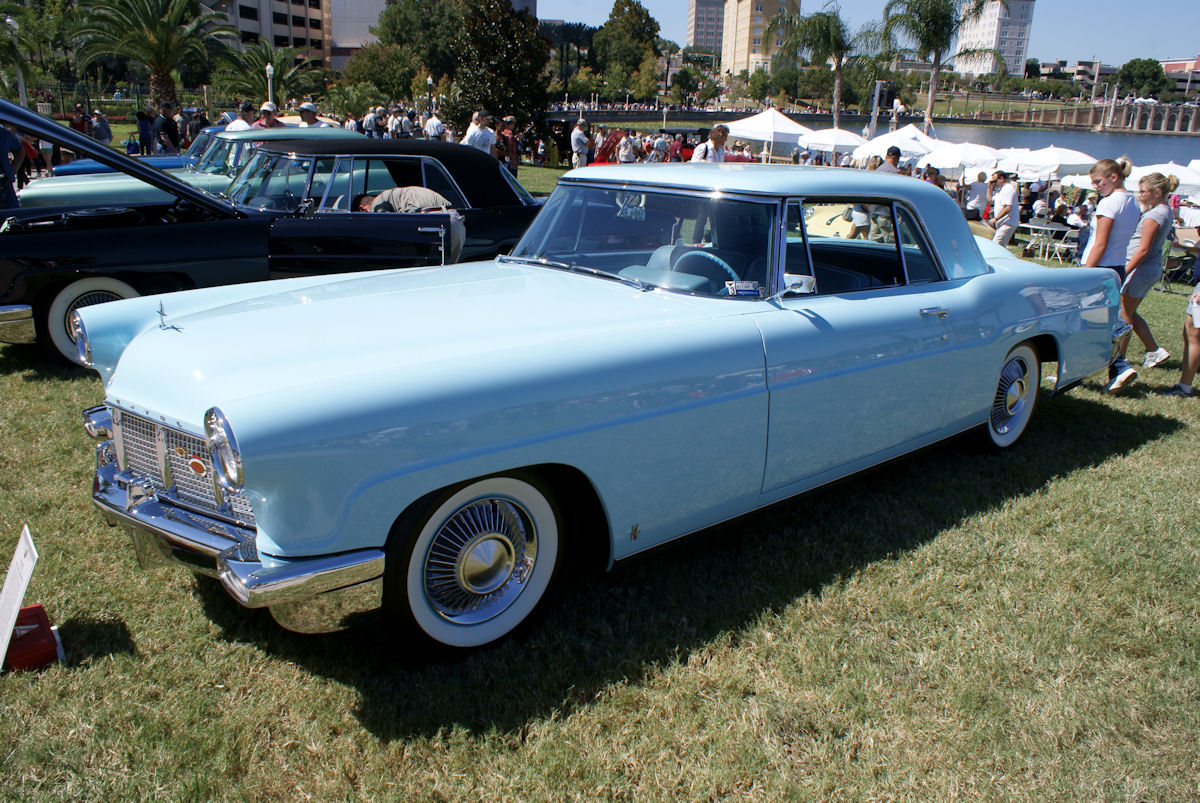
1957年型コンチネンタル・マークII
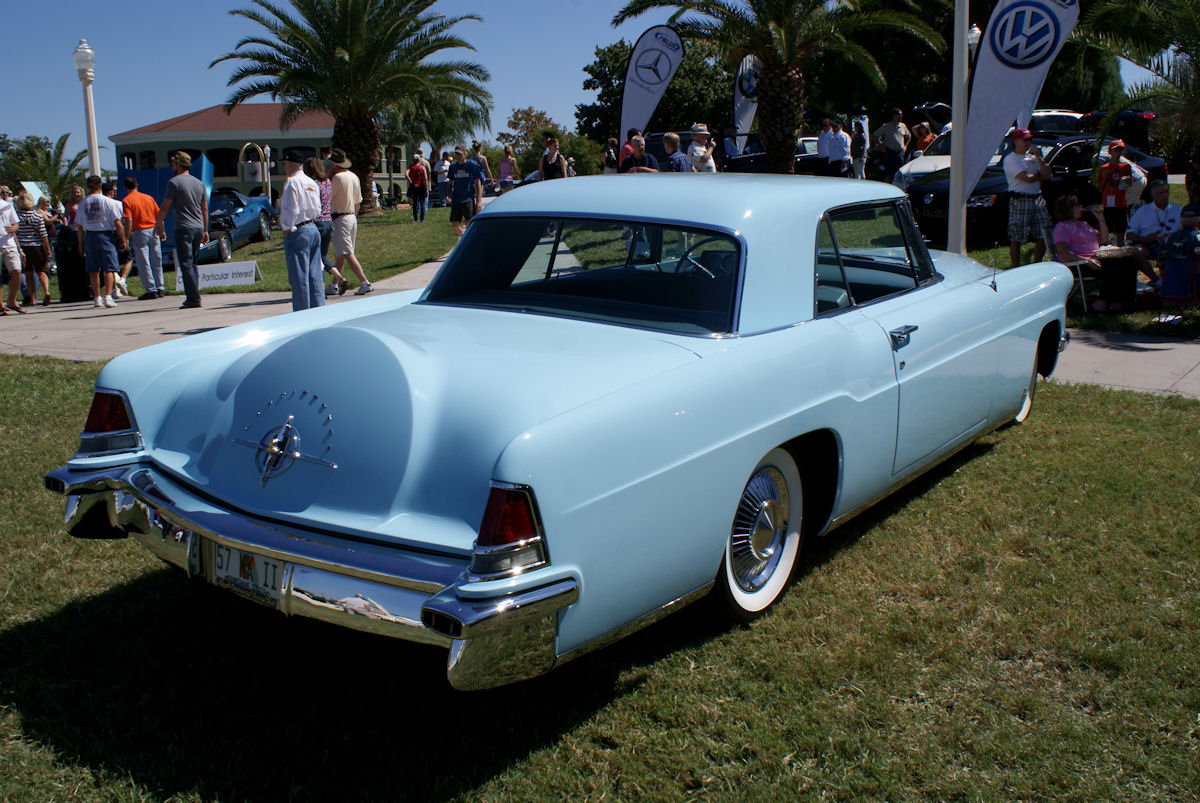
1957年型マークIIのトランクリッドのリアコンチネンタル・スペアタイヤ
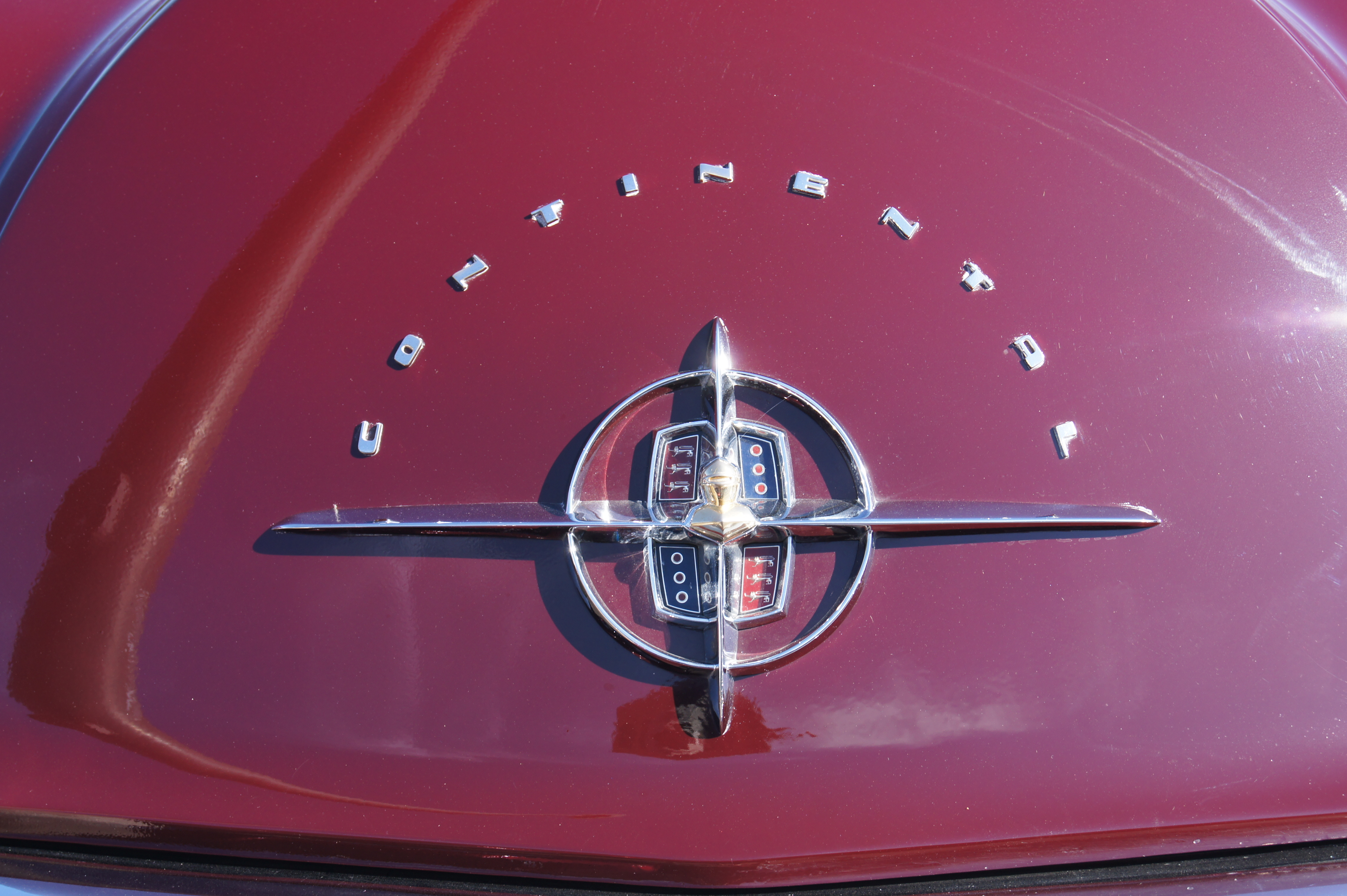
リアトランクリッドのコンチネンタル部門のエンブレム、1957年型マークII
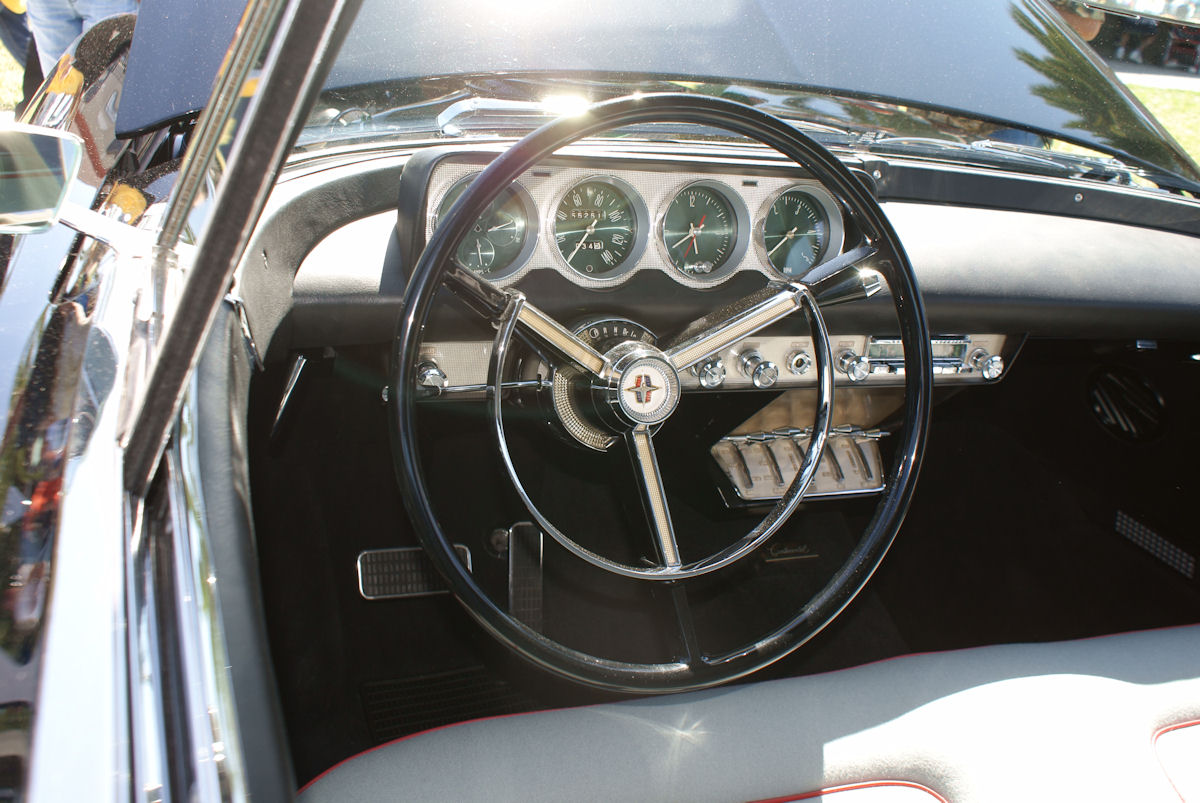
1956年型コンチネンタル・マークIIのダッシュボード
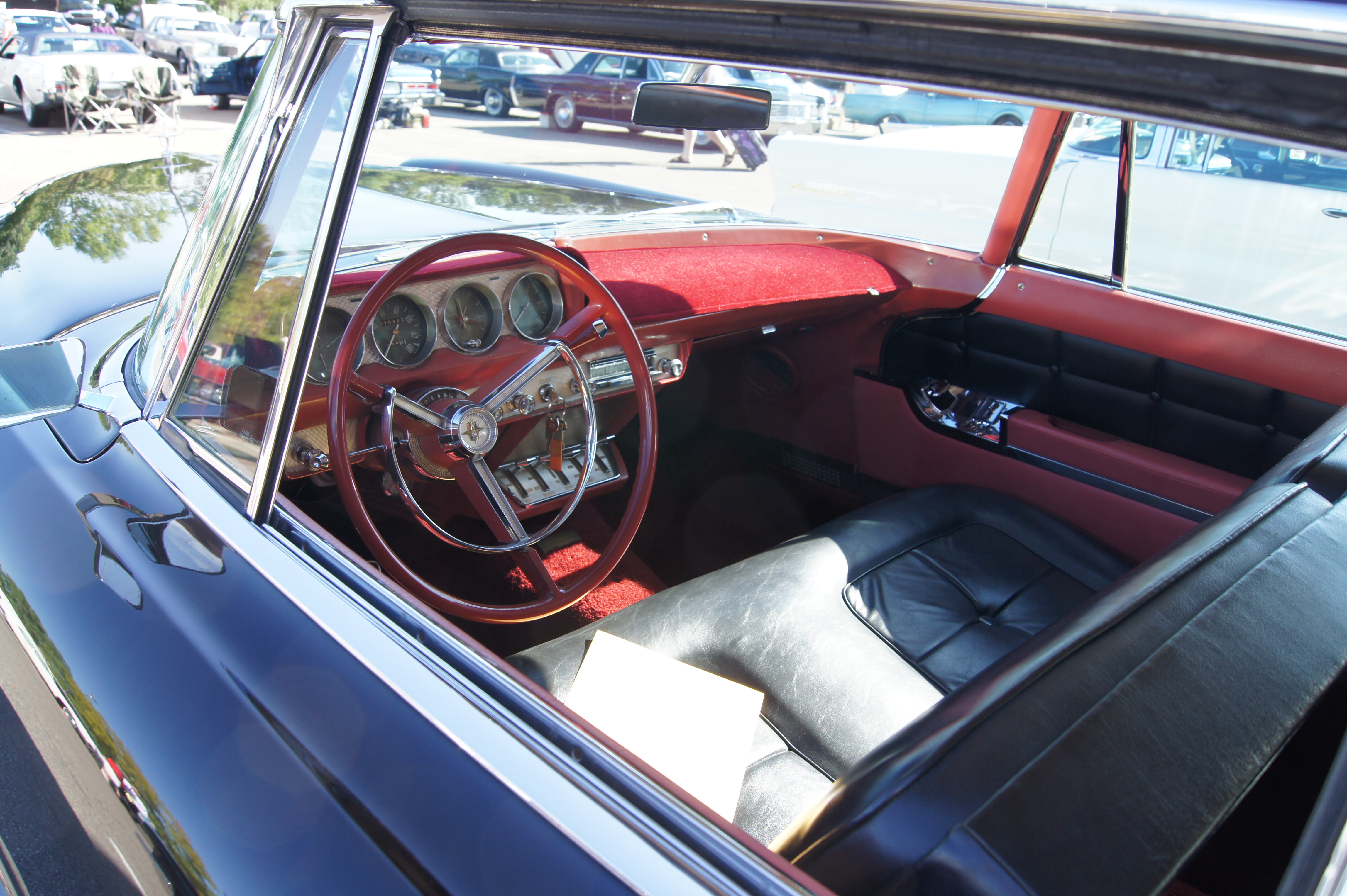
1956年型マークⅡの前方座席の内装
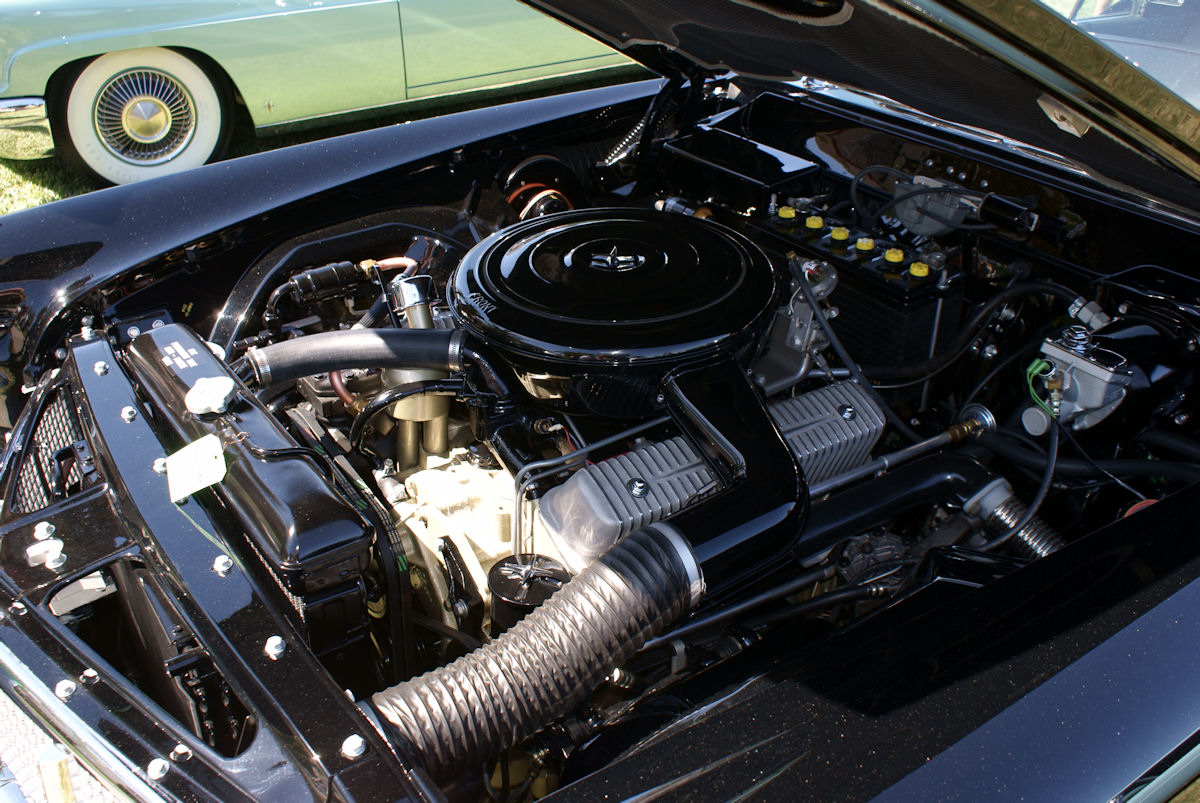
1956年型マークIIに搭載された6リットルのリンカーンV8

 ウィキメディア・コモンズには、リンカーン・コンチネンタルに関するカテゴリがあります。

## 三代目（1958年 - 1960年）
旗艦車とその販売部門にとってより良いビジネスケースを構築するため、コンチネンタルのモデルラインは1958年のモデルイヤーに向けて大規模な改変を受けた。フォードは販売可能性を広げるためコンチネンタルに6,000ドルの価格設定（マークIIから4割の値下げ）を求め、これによってコンチネンタルはキャデラック・エルドラドやインペリアル・ルバロンに対抗できる様になった。 大規模生産を可能にするためコンチネンタルのモデルラインはリンカーンとより密接に統合され、主にルーフライン、トリム、グリルで差別化した。1959年、フォードはコンチネンタル部門を完全に廃止し、1960年まではモデルサイクルの一部としてコンチネンタルモデルラインを残した。第二次世界大戦後初の全く新しいユニボディデザインであるこの世代のコンチネンタルは、フォード・モーター・カンパニーや他のアメリカの自動車メーカーがこれまでに製造したセダンの中で最大級の物である。

### 開発
コンチネンタルモデルラインの継続を容易にするため、コンチネンタル部門は手作りの製造工程を放棄せざるを得なくなった。コンチネンタルはシャーシと外装の大部分をリンカーン・プレミアと共有し、組み立ては当時新設されたウィクソム工場に移された。リンカーンとの差別化を図るため、コンチネンタルのコンバーチブルを含む全車種には、逆斜線のルーフラインが採用され、開閉式の「ブリーズウェイ」リアウィンドウが装着された。1957年のマーキュリー・ターンパイククルーザーに初めて導入されたこの機能は、エアコンとともに室内の換気を強化する事を可能にした。ターンパイククルーザーとは異なり、ルーフラインの逆傾斜にはリアウィンドウが含まれていた。これは10年後マーキュリーのセダンに再び採用されている。コンチネンタル・マークIIIは、リンカーンのチーフスタイリストであったジョン・ナジャーがエルウッド・エンゲルの助けを受けてデザインし、アレックス・トレムリスがデザインした1955年のフォード・ラ・トスカのコンセプトモデルの影響を大きく受けていた。エンゲルは1959年のマークIVをデザインし、ドン・デラロッサ（1957年にナジャーの後任としてリンカーンのチーフスタイリストに就任）は1960年のマークVを開発した。 その巨大なサイズとヘッドライトの形状から、フォードのデザインスタジオでは「斜め目の怪物」という愛称で呼ばれていた。 

### シャーシーとボディ
1958年-1960年のコンチネンタル・マークIIIおよびマークVは、リンカーン・カプリやプレミアと同じ機構部品を採用していた。1958年、リンカーンはキャデラックを凌駕するための継続的な努力の一環として、マーキュリーとのボディデザインのさらなる差別化を進め、初めてユニボディ構造を採用した。 コンチネンタルは逆斜線ルーフラインを除いて、プレミアとボディを共有していた。コンチネンタル・マークIIIおよびマークVには、リンカーン、マーキュリー、フォード・サンダーバードと共用のリンカーンコンチネンタルV8し、トランスミッションは3速ターボドライブオートマチックが唯一の物であった。1958年には375馬力を発揮したが、1959年には350馬力になり、1960年には315馬力となった。131インチのホイールベースを持つ1958年型コンチネンタルは、フォード・モーター・カンパニーがこれまでに製造したセダンの中で最も長いホイールベースのセダンであり、フォード・エクスカージョンよりも長い1958年-1960年のコンチネンタルは、フォードがこれまでに製造した中で、5マイルバンパーを持たない最長のセダンである。1958年のコンチネンタル・マークIIIコンバーチブルは、アメリカ車のコンバーチブルの中で、唯一の極めて稀な例外である1934年から1937年のキャデラック・V-16コンバーチブルを除いて最長の物である。

### モデル
これまでのコンチネンタルのネーミングの伝統に沿って、コンチネンタルは1958年型モデルを「マークIII」として発表した。その後の2回のモデルイヤーはそれまでの慣例からの脱却として、段階的に増加した「マーク」（マークIVおよびマークV）として販売された。

#### マークIII (1958年)
1958年、コンチネンタルはマークIIIを2ドアのハードトップとコンバーチブル、4ドアのピラー付きセダン、4ドアのハードトップセダン（ランドーと呼ばれた）の4種類のボディスタイルで発売した。マークIIIはマークIIよりもはるかに安価だったが、装備は充実しており、カーエアコンはオプション装備として残っていた（天井からダッシュボードに移設された）。 マークIIIはフォード・モーター・カンパニーの車両で初めてFMラジオチューナーを搭載したが、めったに注文されないオプション装備だった。 ユニークなオプション装備として「オート・ルーブ」があり、オイルリザーバーが一杯に保たれていれば車自体が自動的に潤滑する様になっていた。

#### マークIV (1959年)
1959年、コンチネンタル・マークIVはマイナーチェンジを受け、フロントバンパーからダグマーがなくなり、サイドの造形はより浅くなった。コンチネンタル部門の終了に伴い、「コンチネンタルIII」のフェンダーバッジは、「コンチネンタル」と「マークIV」の別々のバッジに置き換えられた。グリルはわずかに変更され、ヘッドライトクラスターはエッグクレートグリルに統合された。

#### マークV (1960年)
1960年、コンチネンタル・マークVはダグマー付きのよりフラットなフロントバンパーを採用するなどスタイリングを一新した。コンチネンタルのバッジはスタイルを一新し「マークV」のバッジはリアフェンダーに移され、フロントフェンダーには4本の横長のクロームスピアが追加されている。マークIVと同様のレイアウトを採用したマークVには、グリルのスタイルが変更された。1960年型コンチネンタルは1年限定で美しいダッシュボードが採用されている。リアグリルとバンパーも完全に再構築され、前の2年間とは一線を画していた。リアサスペンションはコイルスプリングからリーフスプリングに変更され、ヒューズボックスはボンネットの下に配置されてアクセスが容易になり、クルーズコントロールが初めて導入された。

#### タウンカー/リムジン
第3世代のコンチネンタルには、マークIII、IV、Vの他に2つのモデルが存在した。1959年、リンカーンはリムジンとタウンカーのボディスタイルを追加した。色はどちらも黒のみの設定で、両方ともパッド入りのビニールルーフとプライバシーのための小さなリアウィンドウを備えたフォーマルモデル特有のリアルーフラインで構成された。リムジンは前席と後席の間に開閉式のパーティションを設け、前席の背面には後席のためのラジオを装備した。 ホイールベースは他のコンチネンタルのモデルと同じ131インチで、後部座席も同じ寸法だった。 リムジンの価格は10,230ドル、タウンカーの価格は9,207ドルで、これらの車にはその年に提供されたすべてのオプションが標準装備されていた。後部座席の冷却空調能力を高めるためにトランクに取り付けられたエバポレーターを追加した。1959-1960年のタウンカーとリムジンは、これまでに販売された中で最も希少なリンカーン車のひとつである。 9,200ドルのタウンカーはわずか214台が生産され、10,200ドルのリムジンは83台のみ生産された。

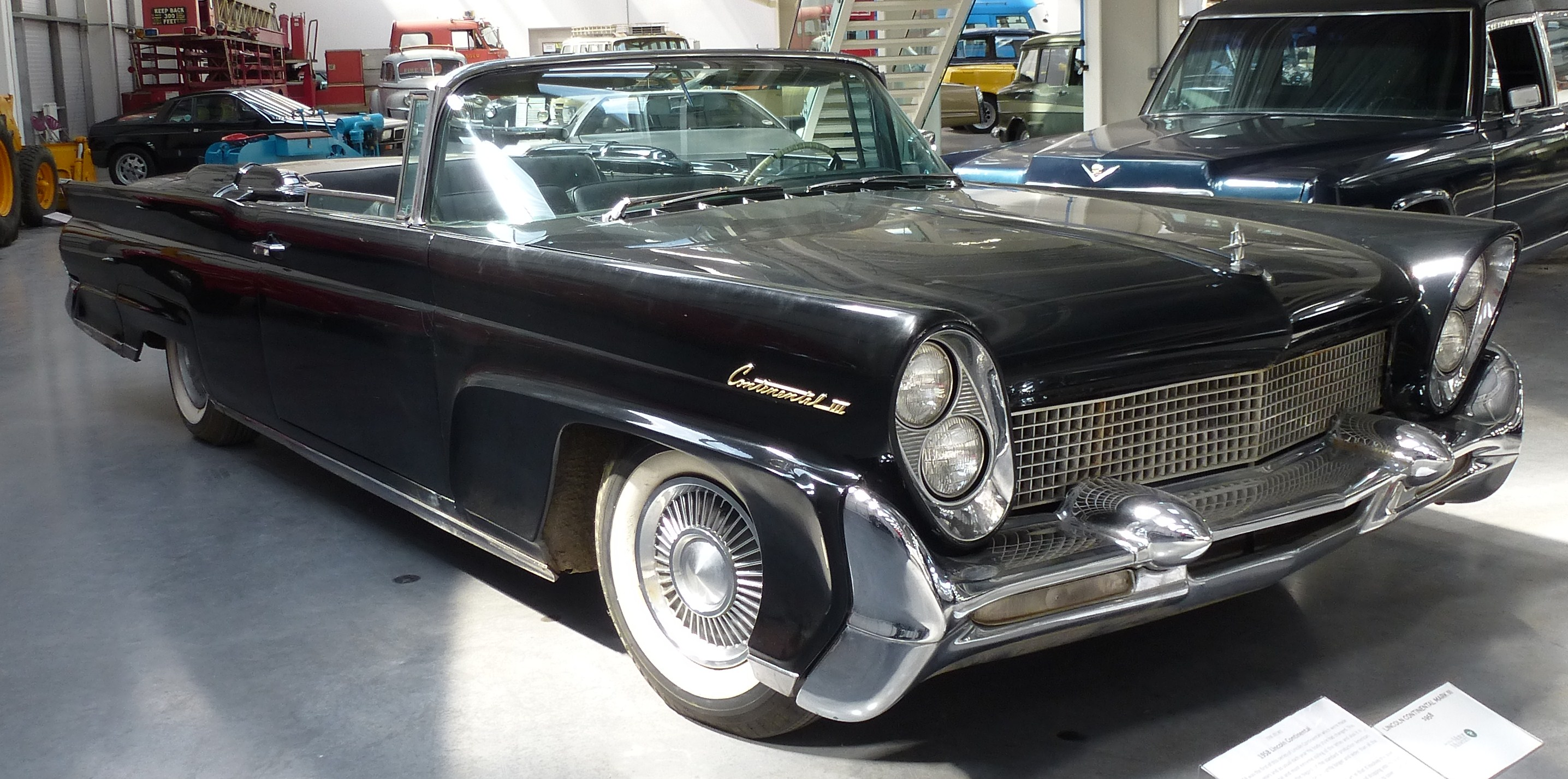
1958年 コンチネンタル・マークIII コンバーチブル
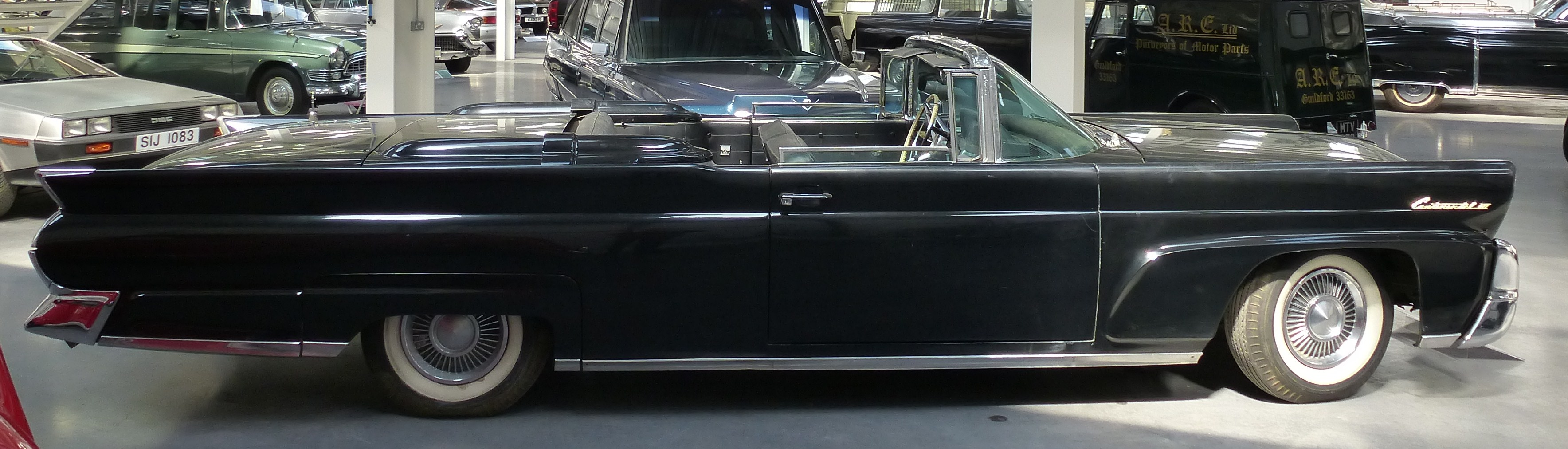
1958年 コンチネンタル・マークIII 側面
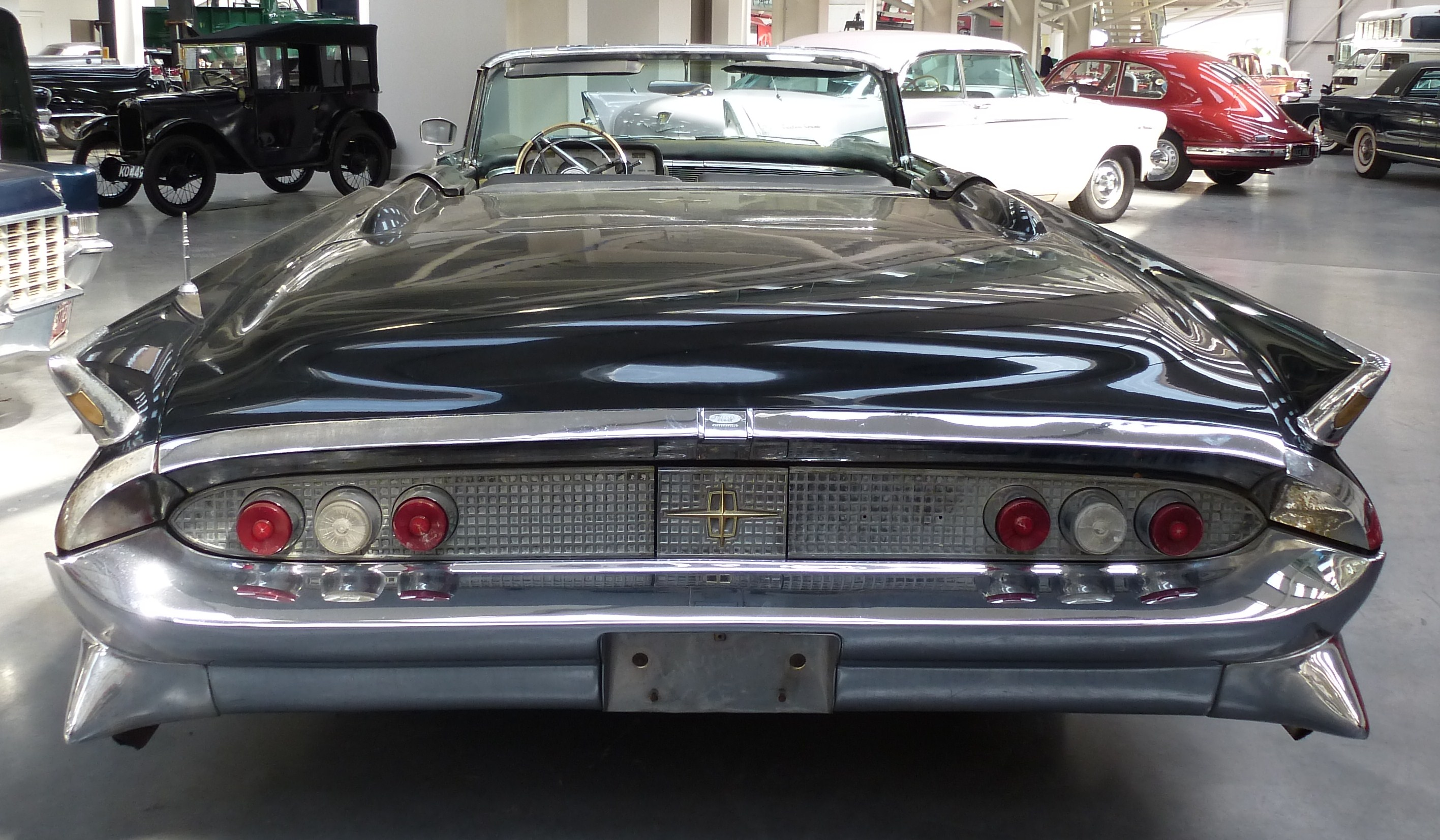
1958年 コンチネンタル・マークIII 後面
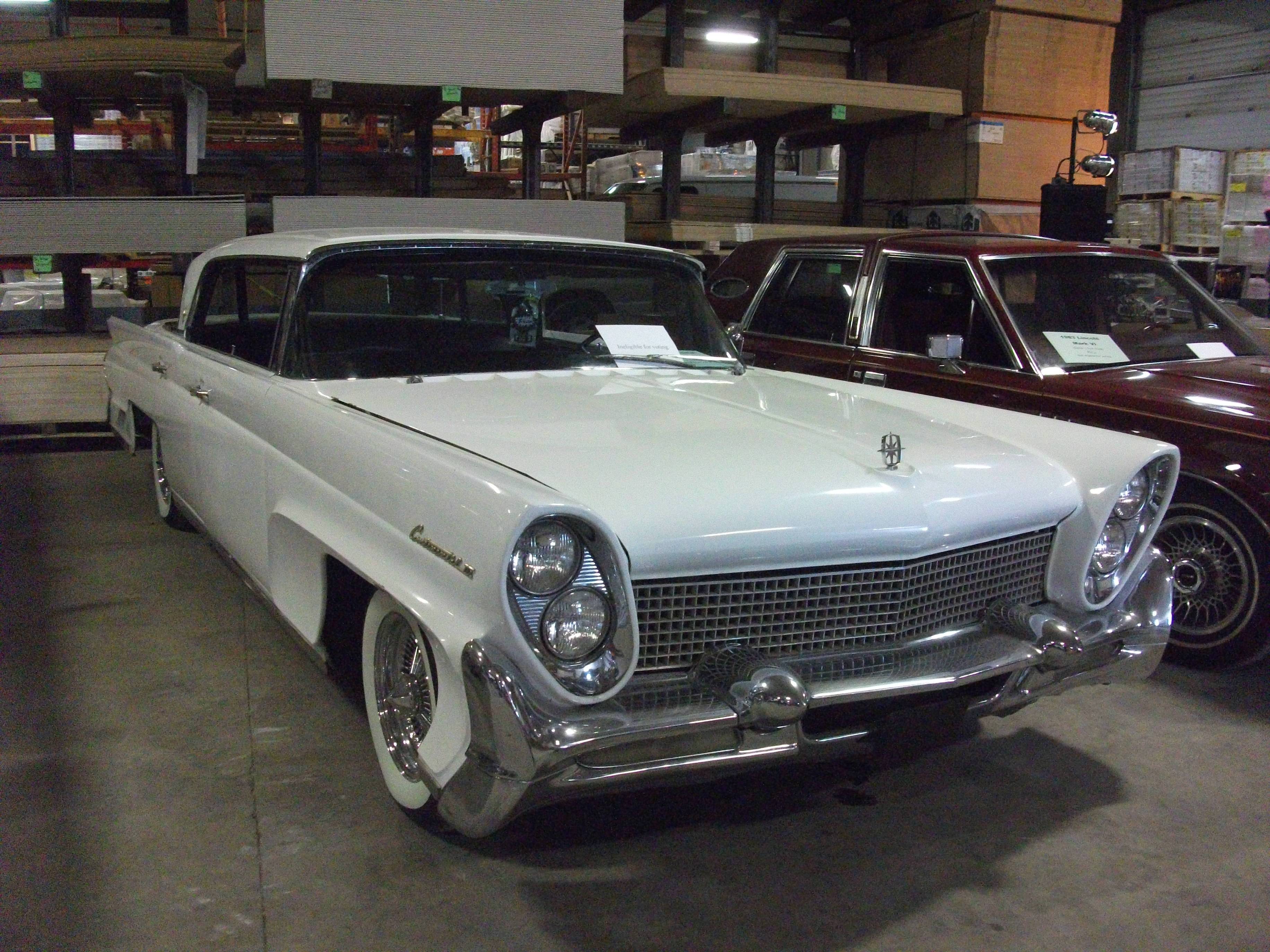
1958年 コンチネンタル・マークIII
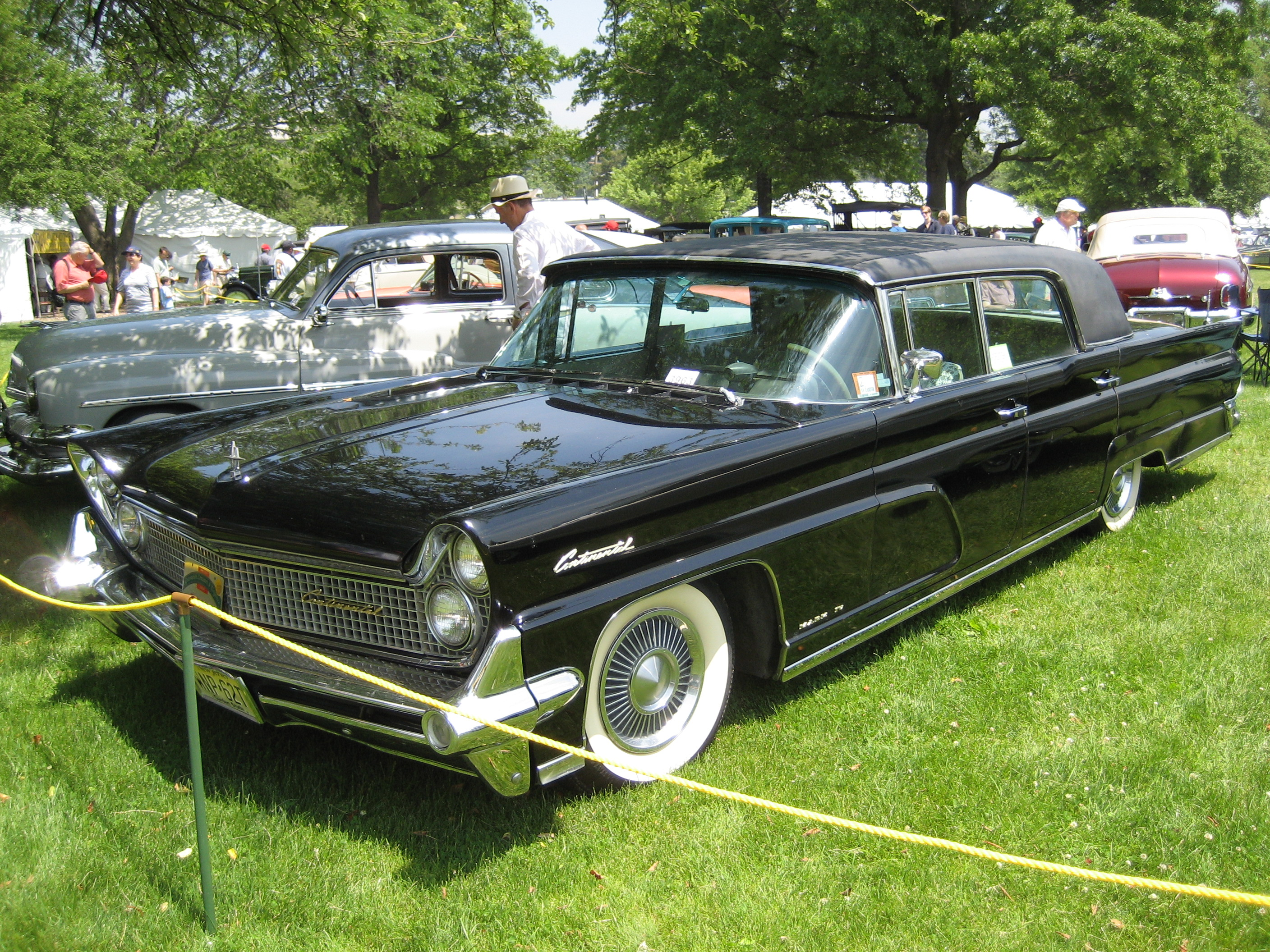
1959年 コンチネンタル・マークIV タウンカー
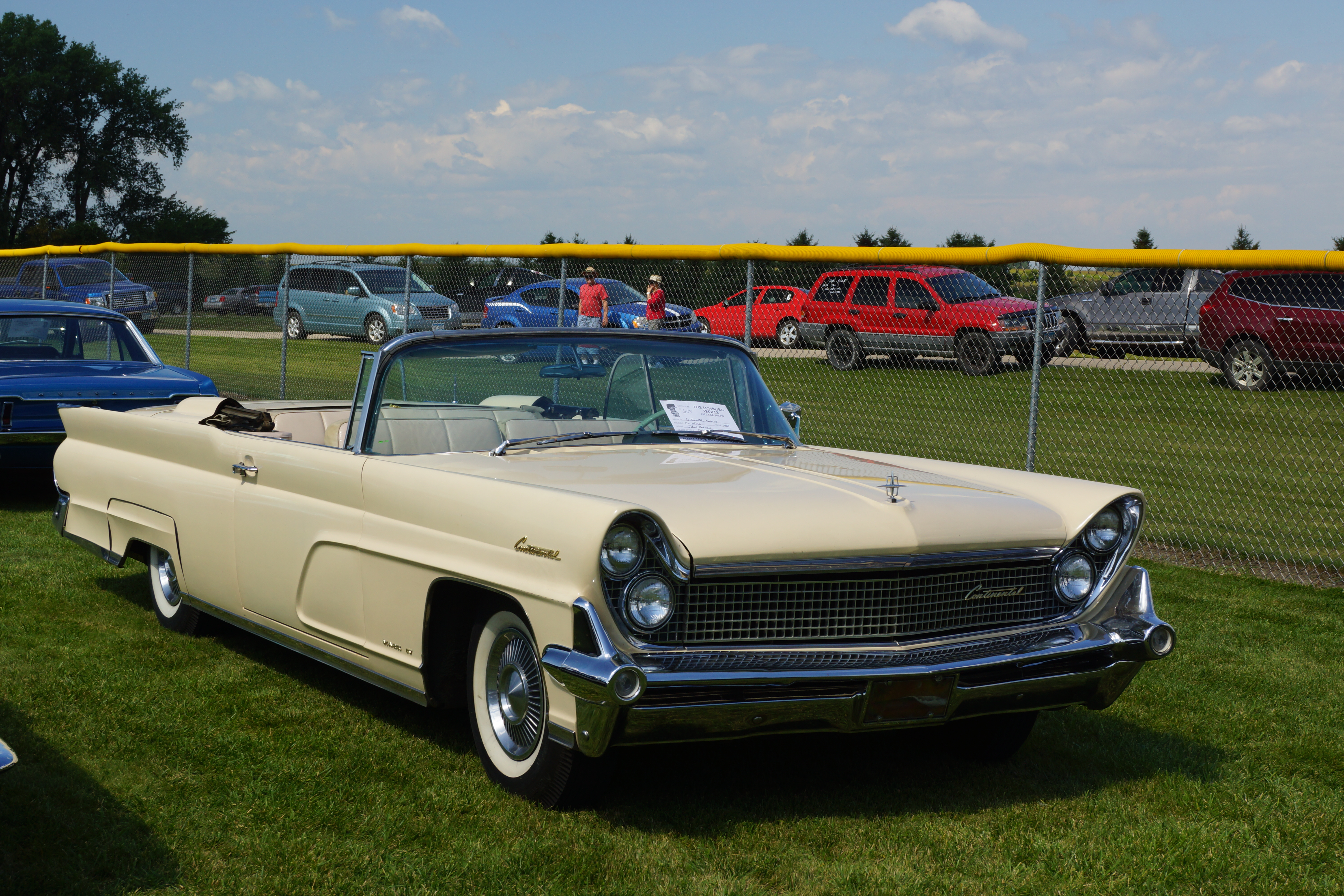
1959年 コンチネンタル・マークIV コンバーチブル
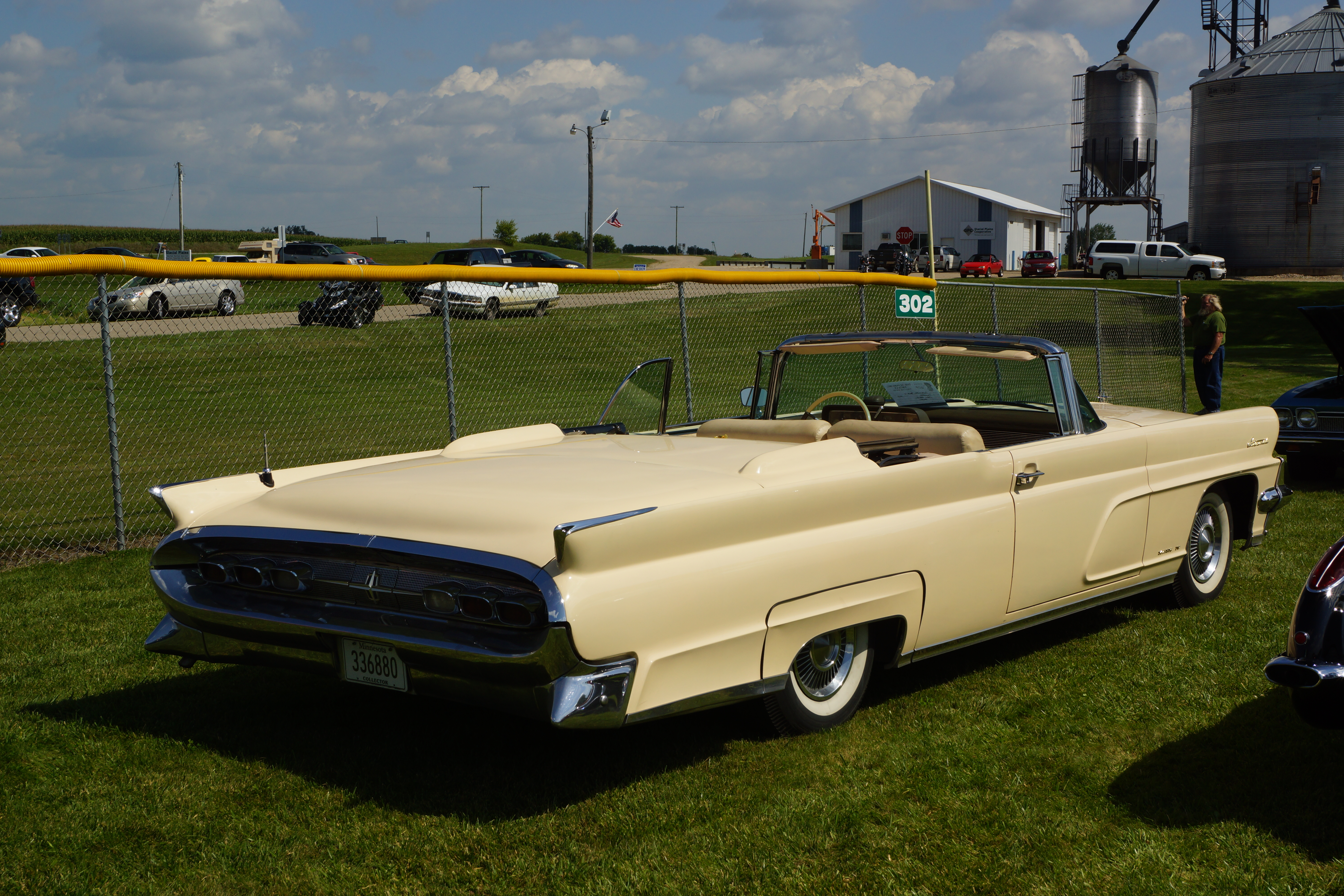
1959年 コンチネンタル・マークIV コンバーチブル 後面
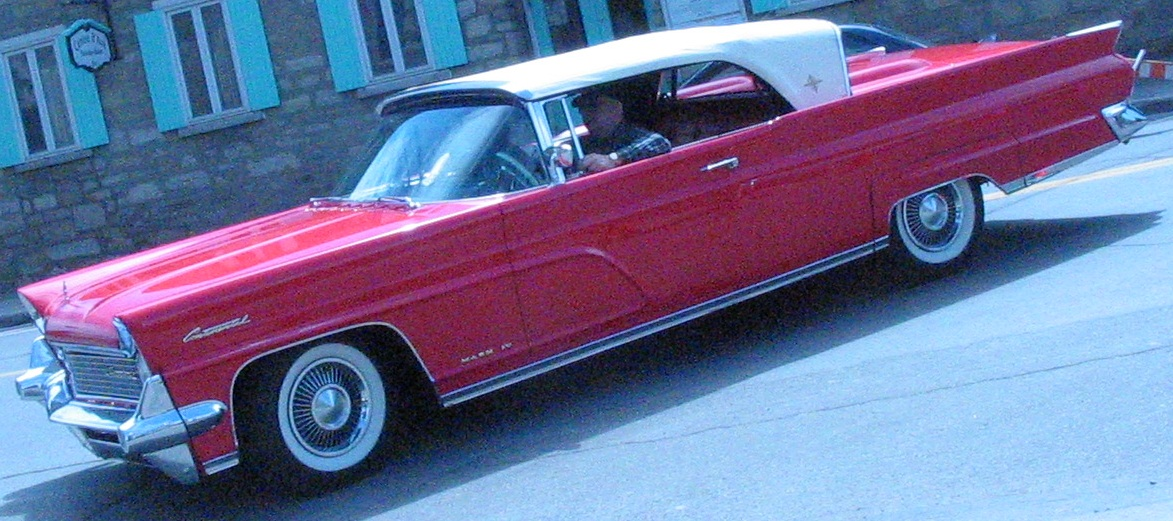
1960年 コンチネンタル・マークIV コンバーチブル
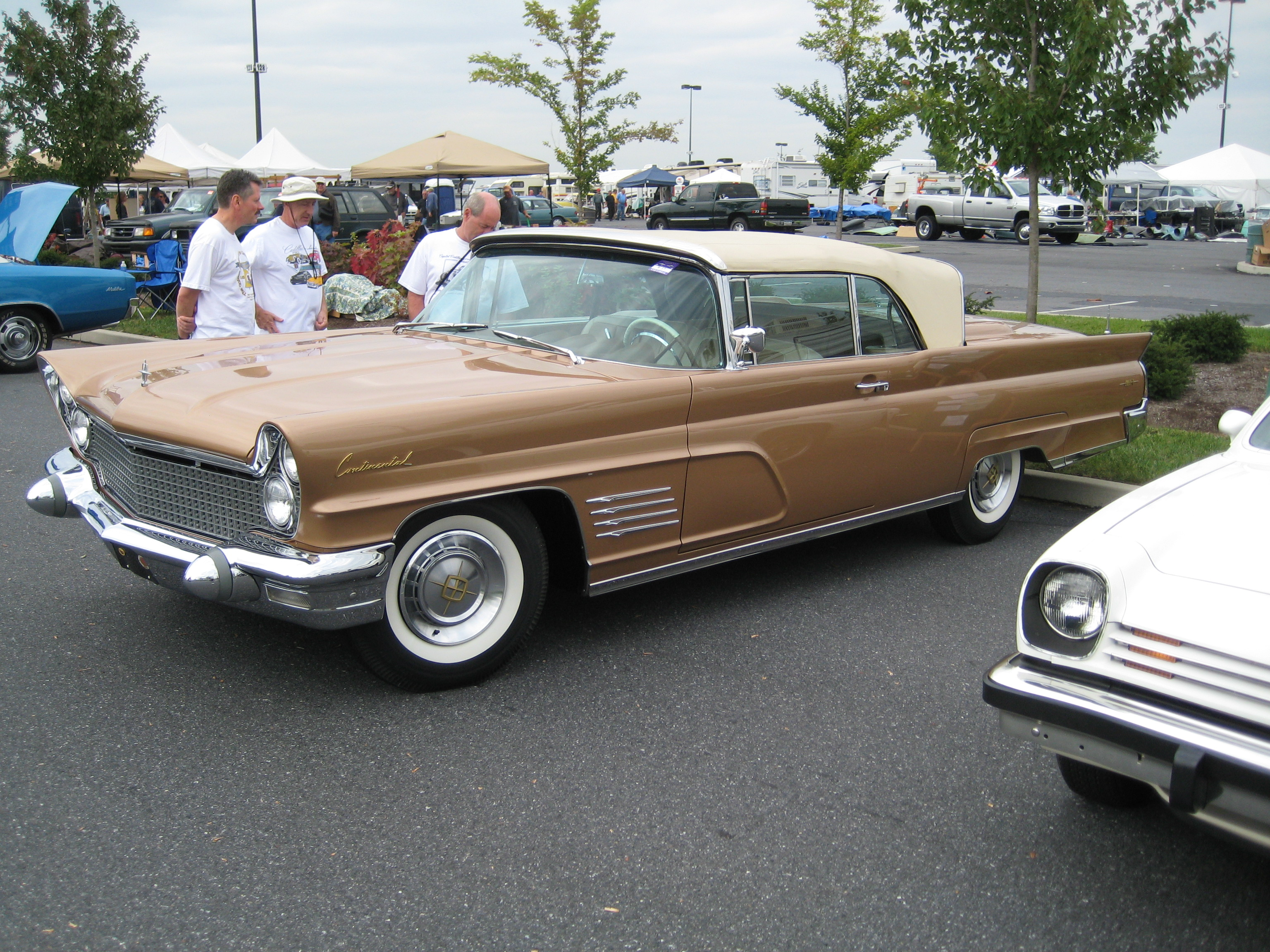
1960年 コンチネンタル・マークV コンバーチブル
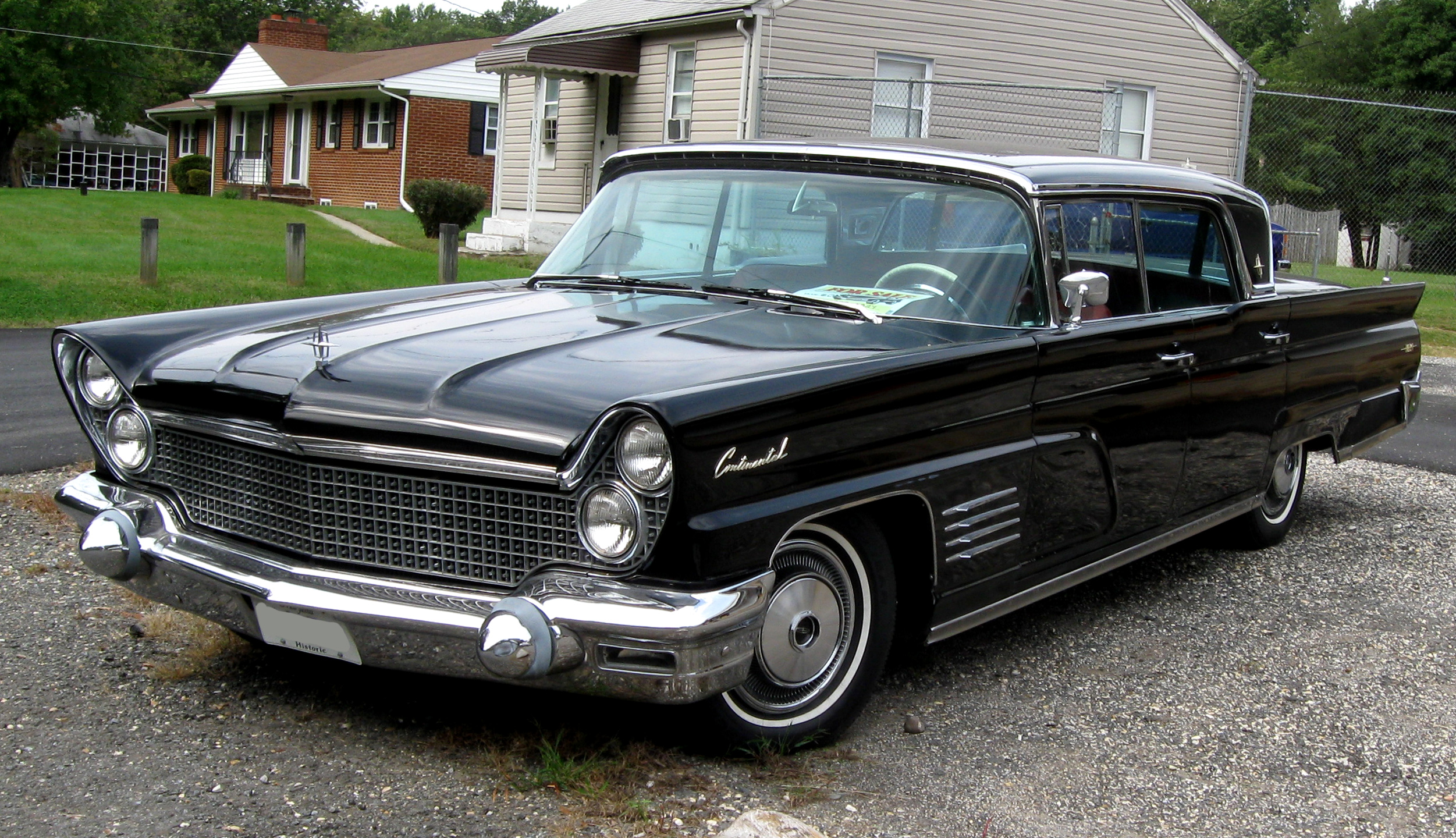
1960年 コンチネンタル・マークV ランドー (4ドアハードトップセダン)

### 名称の再利用
マークIIIはコンチネンタル・マークIIよりも4割近く低価格だったが、マークIIIの前身であるマークIIよりも売れ行きが好調だった。1958年から1960年にかけてリンカーン部門は6,000万ドル以上を失う事になった。 エドセルの失敗の要因となった不況の下で新しく開発した車の発売とともに、リンカーンとコンチネンタルはフォードとマーキュリーのいずれとも共有しない車種を開発する費用を調達する問題に直面した。1961年にリンカーンがモデルラインを一新した事で、コンチネンタルはリンカーンの旗艦モデルから、その後の16年間同部門で販売される唯一のモデルラインになった。1960年代半ば、フォードはマークIIの後継モデルを開発する事を決定し、コンチネンタルマークIIIと名付け、リンカーン・マーク・シリーズの始まりとなった。マークIIや1958-1960年のコンチネンタルと同様、マークIIIはリンカーンによって製造、販売、サービスされたが、車体にはリンカーンのバッジは付けられていなかった。販売の一環として同じ名を共有する1958年型コンチネンタル・マークIIIの存在が大きく軽視された。この世代の第二のニックネームとして「忘れられたマークたち」と呼ばれている。
 ウィキメディア・コモンズには、リンカーン・コンチネンタルに関するカテゴリがあります。

## 四代目 （1961年 - 1969年）
1961年型でリンカーンのラインナップは単一モデルに集約された。1958-1960年型の開発で6,000万ドルの損失を出したため、すべてのモデルが新型のリンカーン・コンチネンタルに変更された。1948年以来の登場となった4代目は、1966年型のマイナーチェンジまで4ドアセダンとコンバーチブルのみが用意されていた。
1960年のリンカーン・コンチネンタル・マークVの先代モデルから全長が15インチ近く、ホイールベースが8インチ短くなったにもかかわらず、新型車はキャデラックやインペリアルよりも重くなっていた。その堅固な構造と各車両の製造後の厳格な検査は、当時の最高の量産アメリカ車を作るというフォードの経営陣のコミットメントを反映した物であり、それによって羨望の的となる評判を達成した。
1961年型のリンカーン・コンチネンタルとそのデザイナーたちは、ニューヨークの工業デザイン研究所（IDI）から銅メダルを受賞した。この協会が自動車に賞を与える事はめったにない事で、カーライフの1961年エンジニアリング・エクセレンス賞も受賞している。

### 開発
第4世代のリンカーン・コンチネンタルは、フォードのデザイン担当副社長エルウッド・エンゲルによってスタイリングされた。1958年半ば、リンカーンはキャデラックとの競合に苦戦しており、その収益性の低さから同部門の将来が危ぶまれていた。1958年、エンゲルはスタッフのハワード・ペインとジョン・オルフェと共に1961年型フォード・サンダーバードの企画書を作成した。 サンダーバードの企画書は採用されなかったものの、フォードの幹部たちはそのデザインに興味を抱き、4ドアのリンカーンとしての車両を望むまでになった。
承認当時、フォード・モーターの商品企画担当者はリンカーン部門の収益性を回復させるために重要な2つの結論に達していた。第一に、デザインの連続性を確立するため、リンカーンはフォードやマーキュリーと異なるモデルサイクルを採用し、3年ではなく8-9年に移行する事だった。第二に1958年のリンカーン車は標準のセダンに比べ大きすぎた。 そのため1961年のリンカーンはその外面積を減らす必要があった。

### シャーシー
第4世代のコンチネンタルは、1961年型サンダーバードのために開発されたユニボディのプラットフォームの延長版に乗せられた。市場投入から1963年までは延長版の123インチのホイールベースだった。ホイールベースはその後126インチに延長され1969年まで維持された。唯一のエンジンはマークVから引き継がれたリンカーンコンチネンタルV8だった。1966年型で7.6 Lに拡大され、フォード・モーターの乗用車で使用されたエンジンの中で最大の排気量となった。1969年導入の460 4V V8はコンチネンタル・マークIIIと共有された。コンチネンタルのすべてのバージョンには、3速オートマチックトランスミッションが取り付けられていた。1966年導入の新型フォードC6オートマチックは、大ブロック・高出力のV8エンジンでの使用のために設計された。

### ボディ
4代目のリンカーン・コンチネンタルの発売当初は4ドアセダンとコンバーチブルの2種類が用意されており、1951年以降のリンカーン車では初めてリアドアをリアヒンジ（スーサイドドア）とした。リンカーンはドアが開いている事を運転者に知らせるため、ダッシュボードに半ドアの警告灯を取り付けた（現代の多くの自動車に見られる）。セダンが「ピラー付きハードトップ」であるのに対し、コンバーチブルはバキューム式のセントラルロックシステムでBピラーを掛けた略ピラーを採用していた。この構成では細いBピラーがルーフ構造を支え、4つのドアはハードトップやコンバーチブルのスタイル同様すべてフレームレスドアガラスを採用していた。この構造は1960年代から1970年代にかけて、いくつかのフォード・モーター・カンパニーのセダンで採用された。
第二次世界大戦後、アメリカの大手メーカーで初めての4ドアコンバーチブルとなったリンカーン・コンチネンタルは全車に電動式トップを採用した。フォード・フェアレーン500スカイライナーのハードトップコンバーチブルをベースに、布ルーフが装備されリアヒンジ式のデッキリッド/フィラーパネルの下に収納されていた。スカイライナー同様、トランクに収納するためにルーフを上げ下げせず、デッキリッドを電動で開けていた。
1964年から1965年にかけてのオプションは、やや珍しい垂直調整式ステアリングコラムであった。ステアリングホイールのすぐ後ろにレバーでロックするピボットジョイントを採用している多くのチルト調整式コラムとは異なり、リンカーンでは真空作動式のクランプ、ダッシュに取り付けられた車高表示窓、そしてコラムのはるか下にあるピボットポイントが採用されていた。

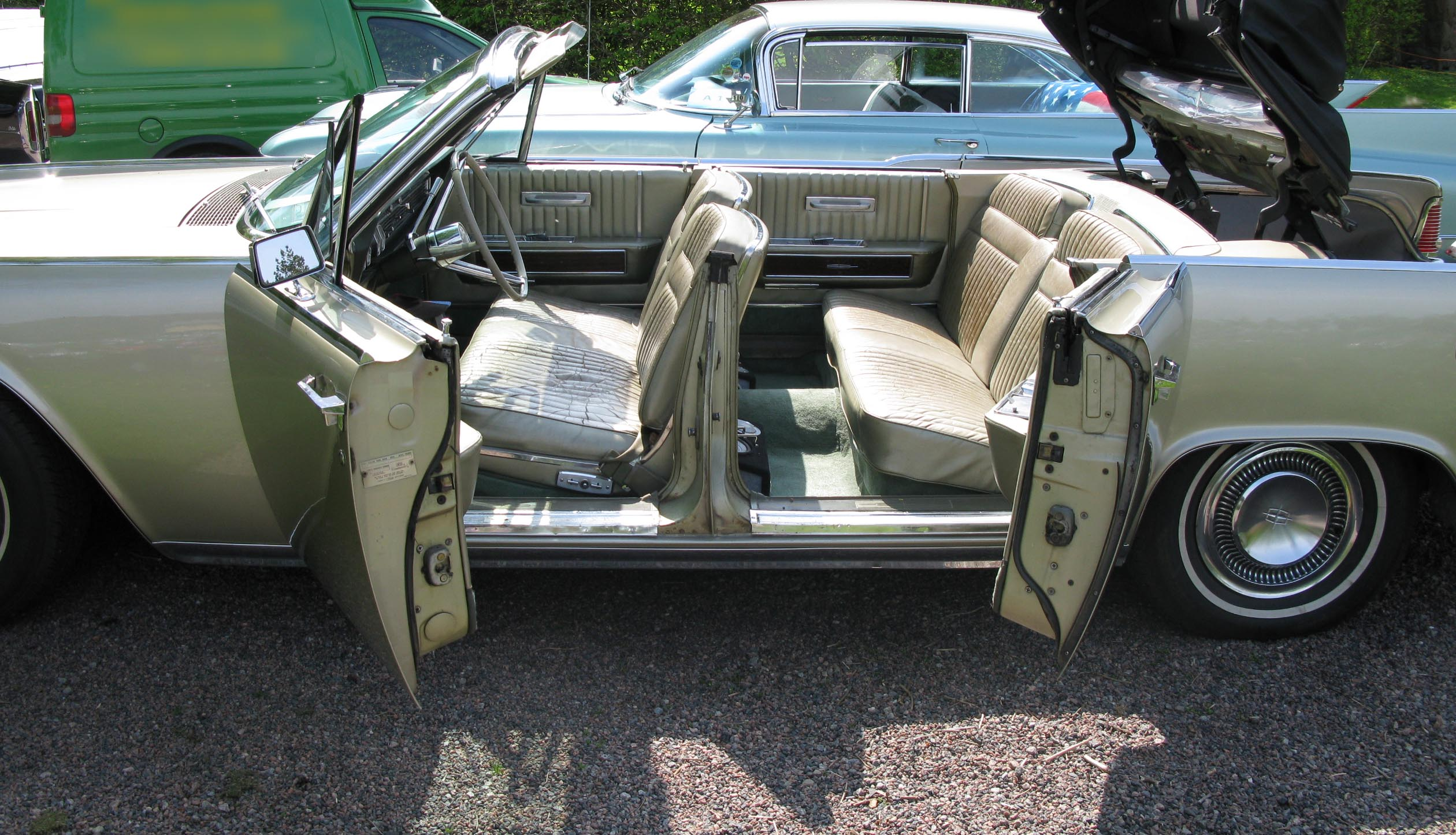
リンカーン・コンチネンタル
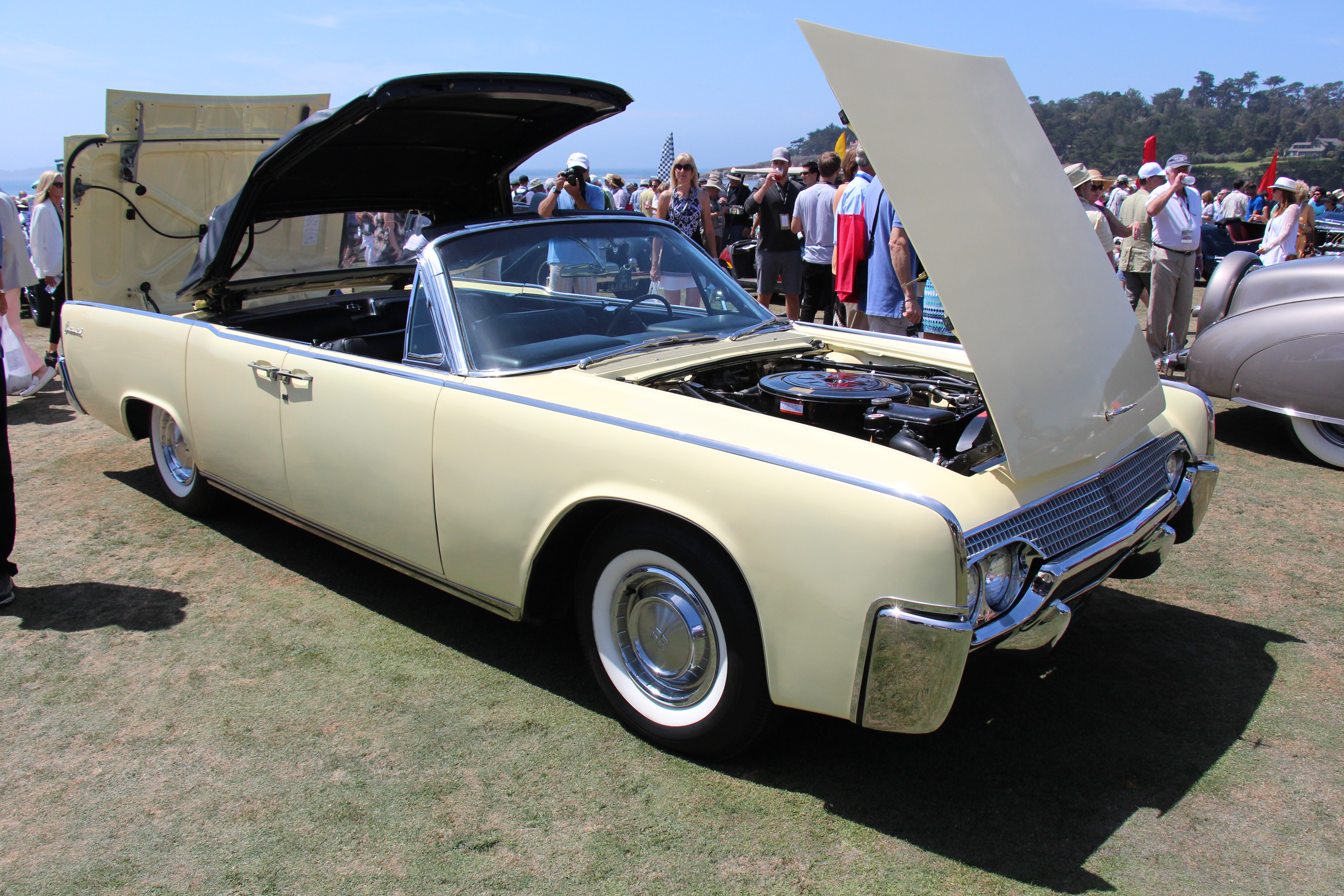
リンカーン・コンチネンタルコンバーチブル
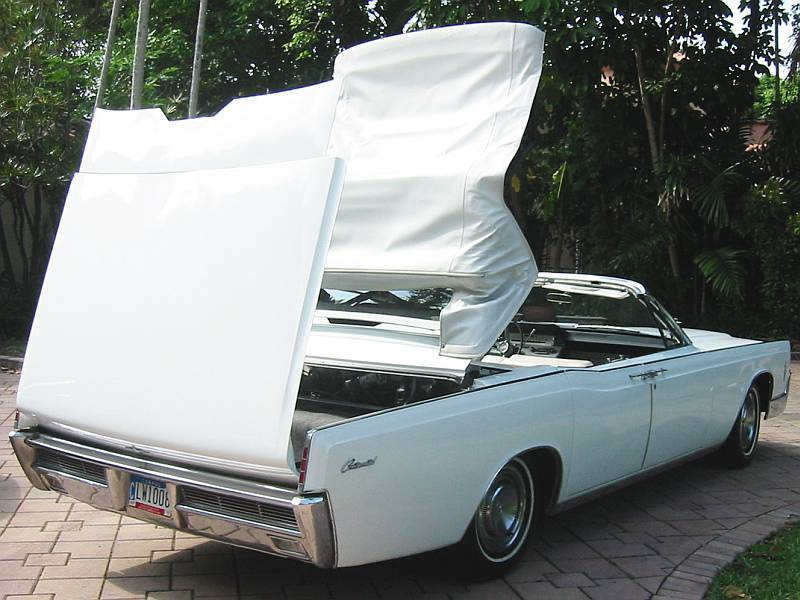
リンカーン・コンチネンタルコンバーチブル

### モデルのタイムライン
4代目のリンカーン・コンチネンタルの生産期間中、1964年と1966年に改良が行われ3つのバージョンが生産された。

### 1961年–1963年
1961年型のリンカーン・コンチネンタルはリンカーン・プレミア、リンカーン・コンチネンタル・マークVに代わり、4ドアセダンと4ドアコンバーチブルの設定で発売された。リンカーン・コンチネンタルはアメリカで製造された自動車で初めて、2年間24,000マイル(39,000km)の全保証付きで販売された。ドアとインストルメントパネルにはカリフォルニア・ウォルナットの突板が使われた。
1962年には1961年型サンダーバードのようなヘビーゲージのハイマウントバンパーに代わって、長方形のフローティングと細いセンターバーを備えたよりシンプルなフロントグリルデザインが採用された。
1963年、コンチネンタルはいくつかの機能面の改良を受けた。後部座席の足元を広くするためフロントシートバックが変更された。ラゲッジスペースを増やすために、トランクリッドの形状が変更された。アメリカの多くの車両と同様、充電システムにはダイナモの代わりにオルタネーターが導入された。

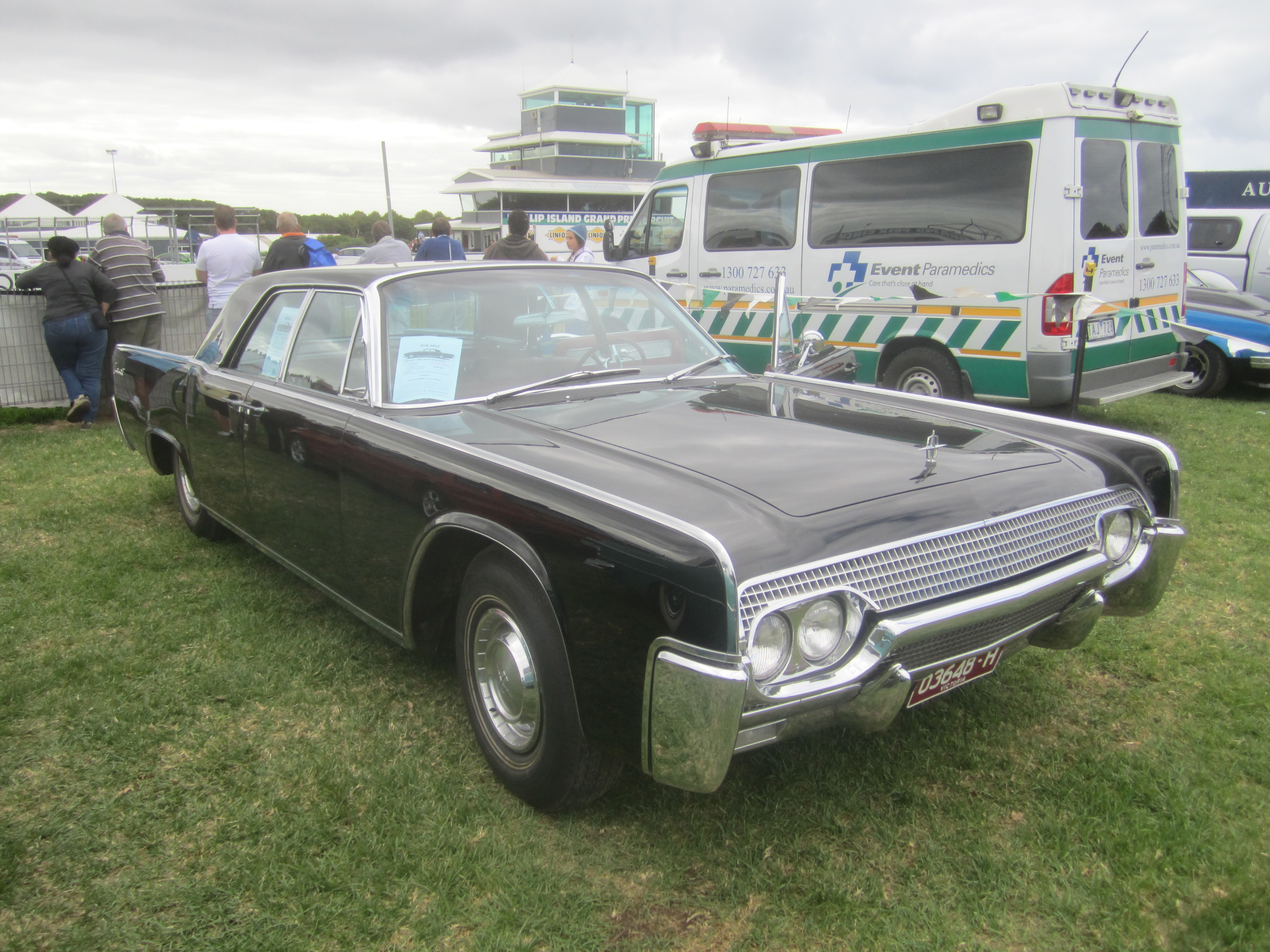
1961年 リンカーン・コンチネンタルセダン
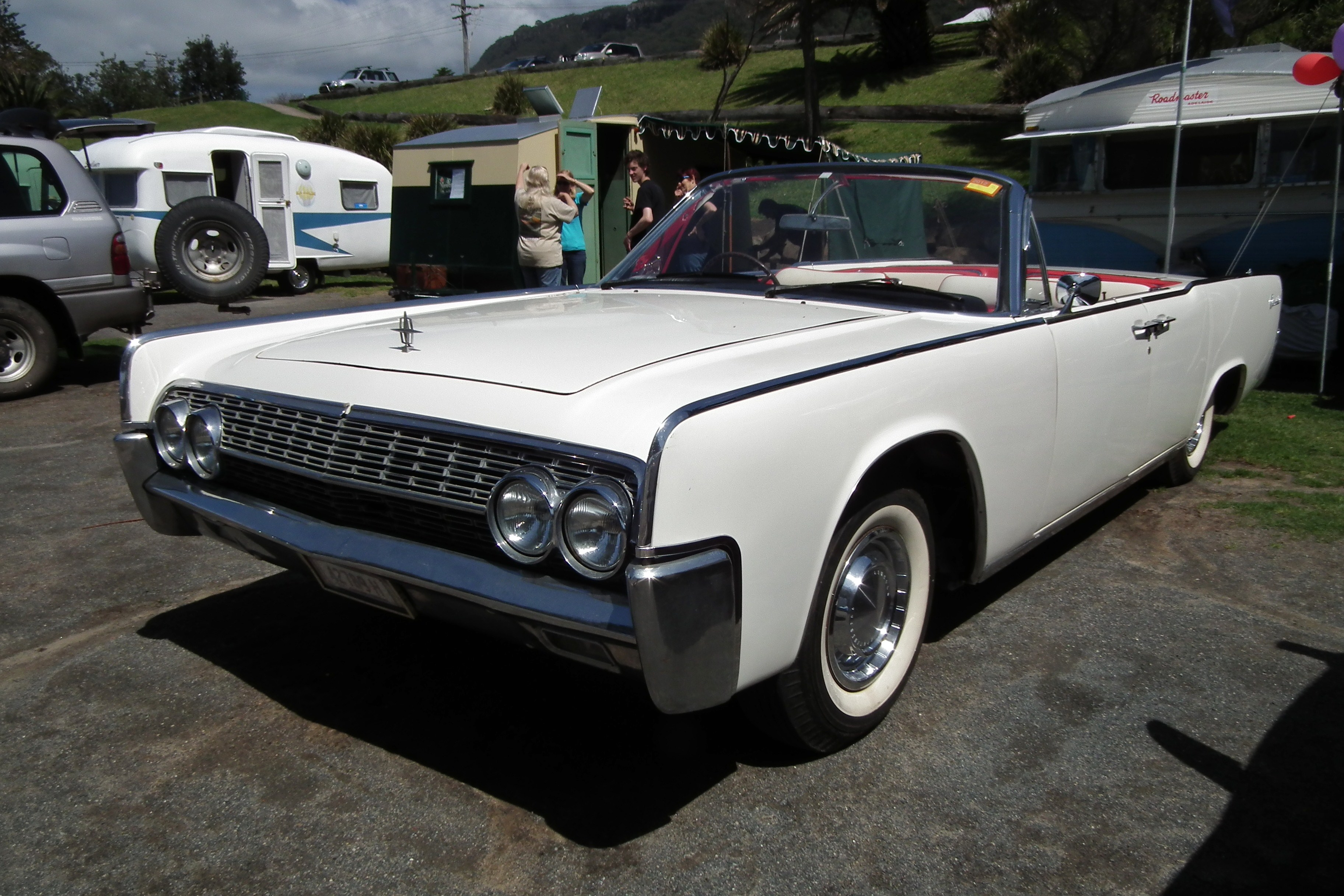
1962年 リンカーン・コンチネンタルコンバーチブル (オーストラリア仕様の右ハンドル車)
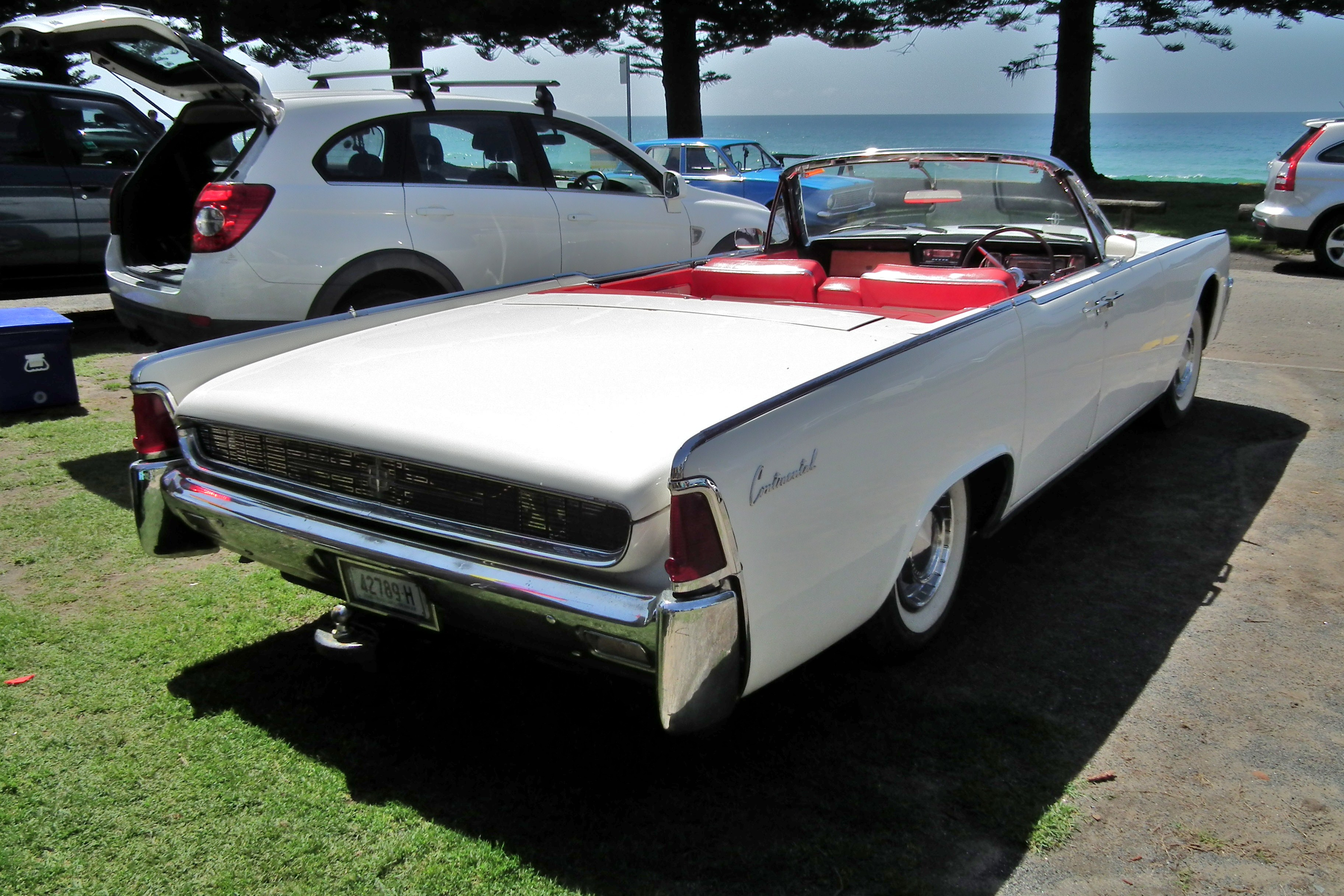
1962年 リンカーン・コンチネンタルコンバーチブル
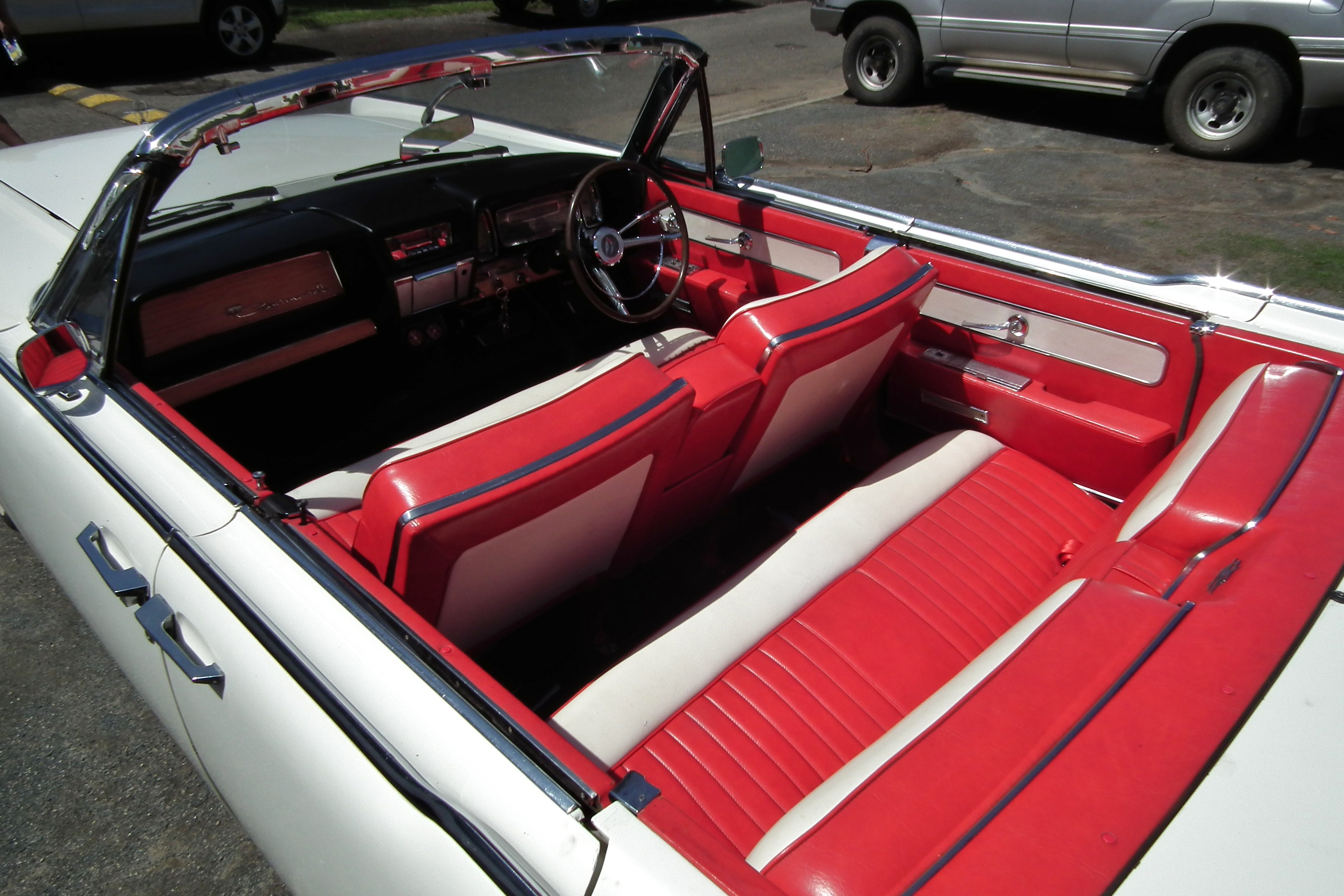
1962年 リンカーン・コンチネンタルコンバーチブル (オーストラリア仕様の右ハンドル車)
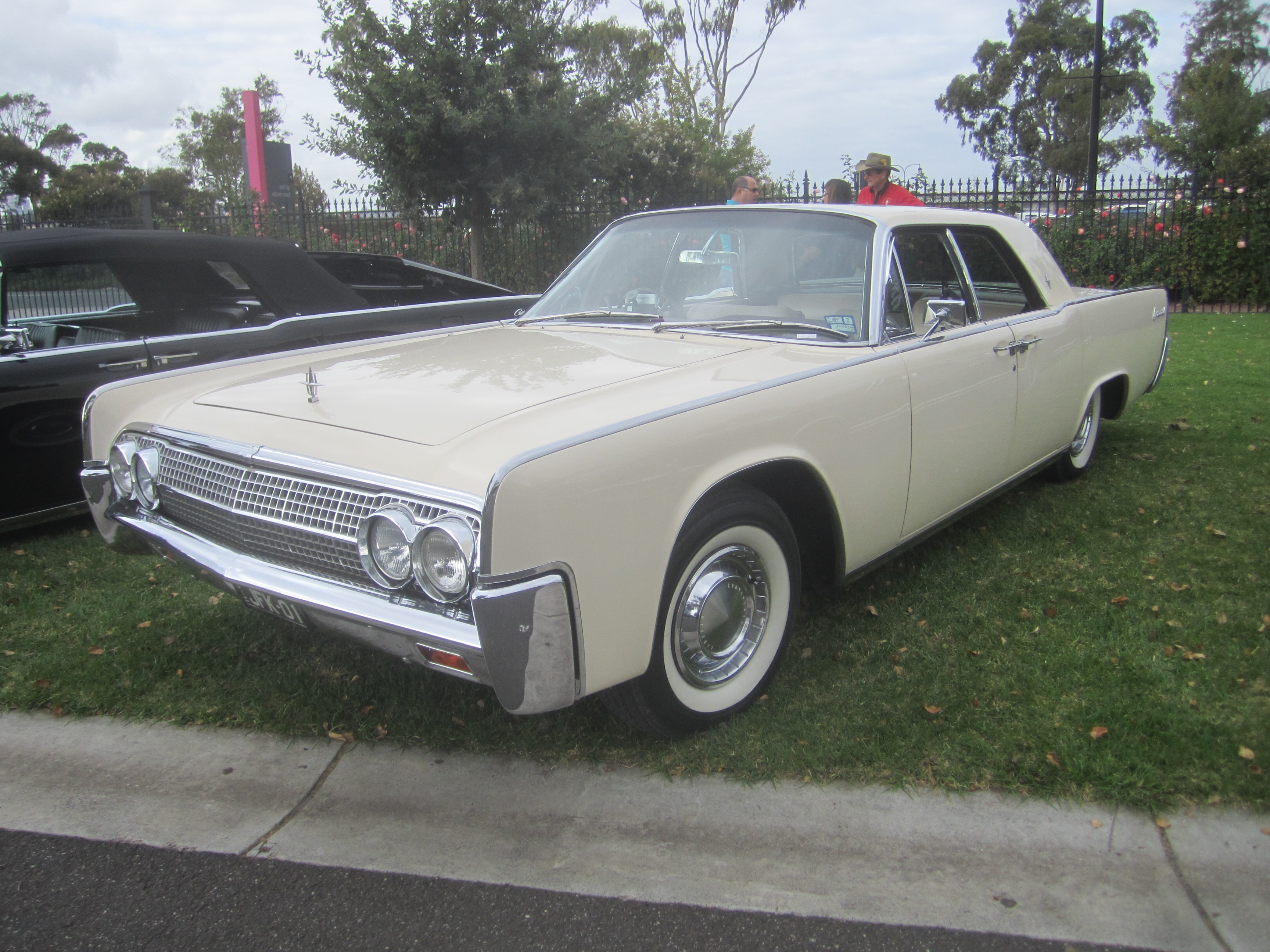
1963年 リンカーン・コンチネンタル

### 1964年–1965年
1964年、リンカーン・コンチネンタルは初めてのマイナーチェンジを受けた。スタイリングの変更に加え、いくつかの機能的な変更点は後席のスペースを拡大する事に重点が置かれた。ホイールベースは123インチから126インチに拡大され後席はより後方に移動した。ルーフラインではサイドガラスを湾曲ガラスからフラットガラスに変更され、後席のヘッドルームを広くするためにリヤルーフラインをさらにスクエアにしてノッチバックスタイルとした。
わずかに止まった外観の改良では「電気シェーバー」に似た印象を排除するために、フロントフェイシアのグリルに垂直方向のクロームアクセントを加え、凹型のリアグリルはトリムパネル付きのよりシンプルなデッキリッドに置き換えられ、給油口のドアが左リヤフェンダーに移動された。インテリアはフルワイドのインストルメントパネル、張り地のパターン、ドアパネル、フィッティングなどが全面的に変更された。
1964年、リンカーンはコンチネンタル・タウンブロアムのコンセプトカーを公開した。このコンセプトカーは、ホイールベース131インチ、全長221.3インチで、フロントとリアのコンパートメントの間に格納式のガラス製パーティションがあり、フロントコンパートメントの上には露出した部分があり、典型的な1930年代風のタウンカー/ブロアムの外見だった。
1965年、リンカーンはコンチネンタルにさらなる改良を加えた。スタイリングの変更点として凸型の「電気シェーバー」のフロントフェイシアが、直立したフラットなグリルデザインのより角ばったフードに置き換えられた。改良の一環として、前部ターンシグナルおよびパーキングライトを前部バンパーから前部フェンダーのラップアラウンドレンズに移動し、同様のパーキングライト/ターンシグナルを後部バンパーにも配置、新たなグリルに合わせて4つのヘッドライトすべてに金属トリムが付けられた。ブレーキ性能を向上させるため、コンチネンタルは前輪にケルシー＝ヘイズのディスクブレーキを採用した。また、前席にリトラクター（巻き取り装置）付シートベルトが標準装備された。

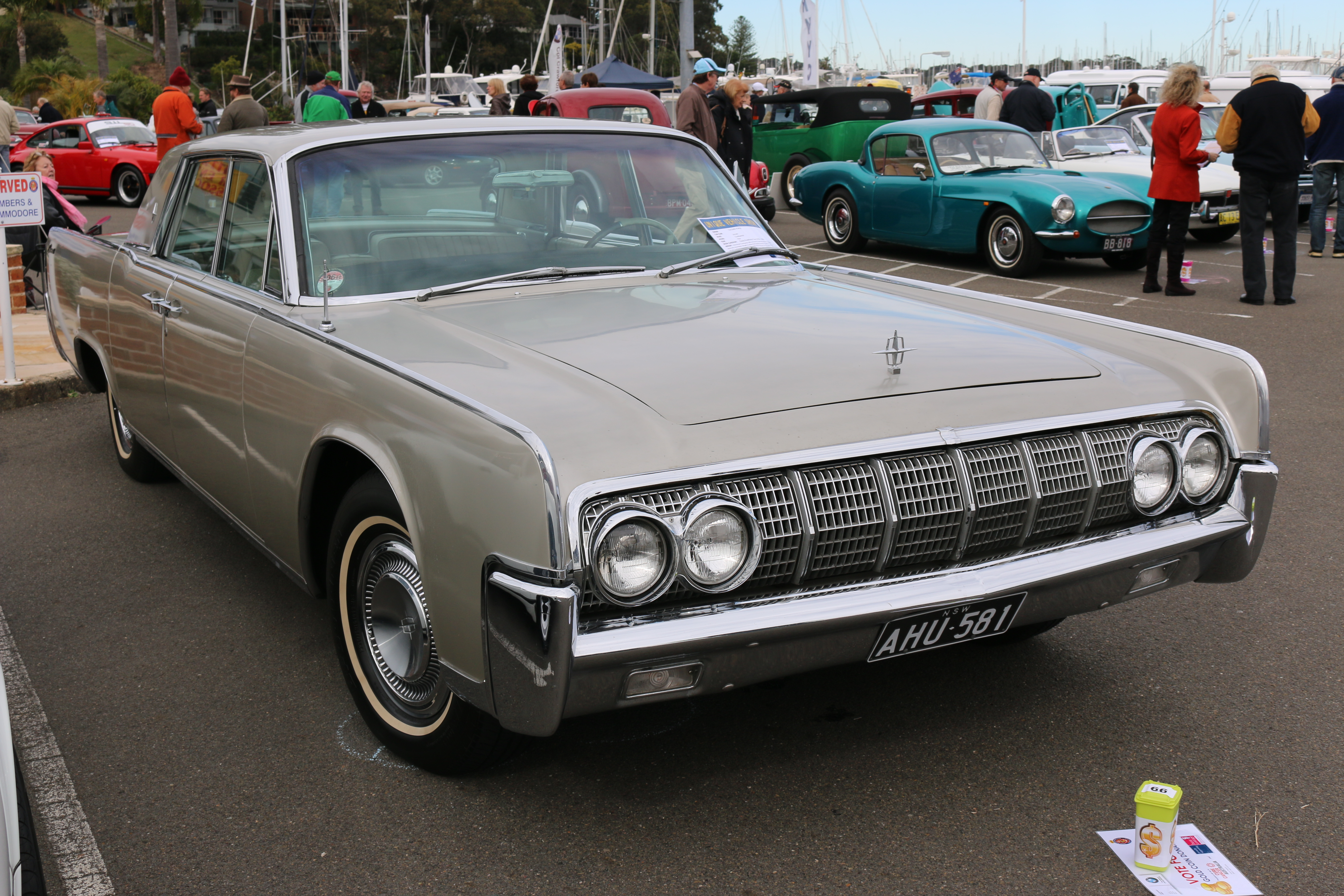
1964年型 リンカーン・コンチネンタル（セダン）
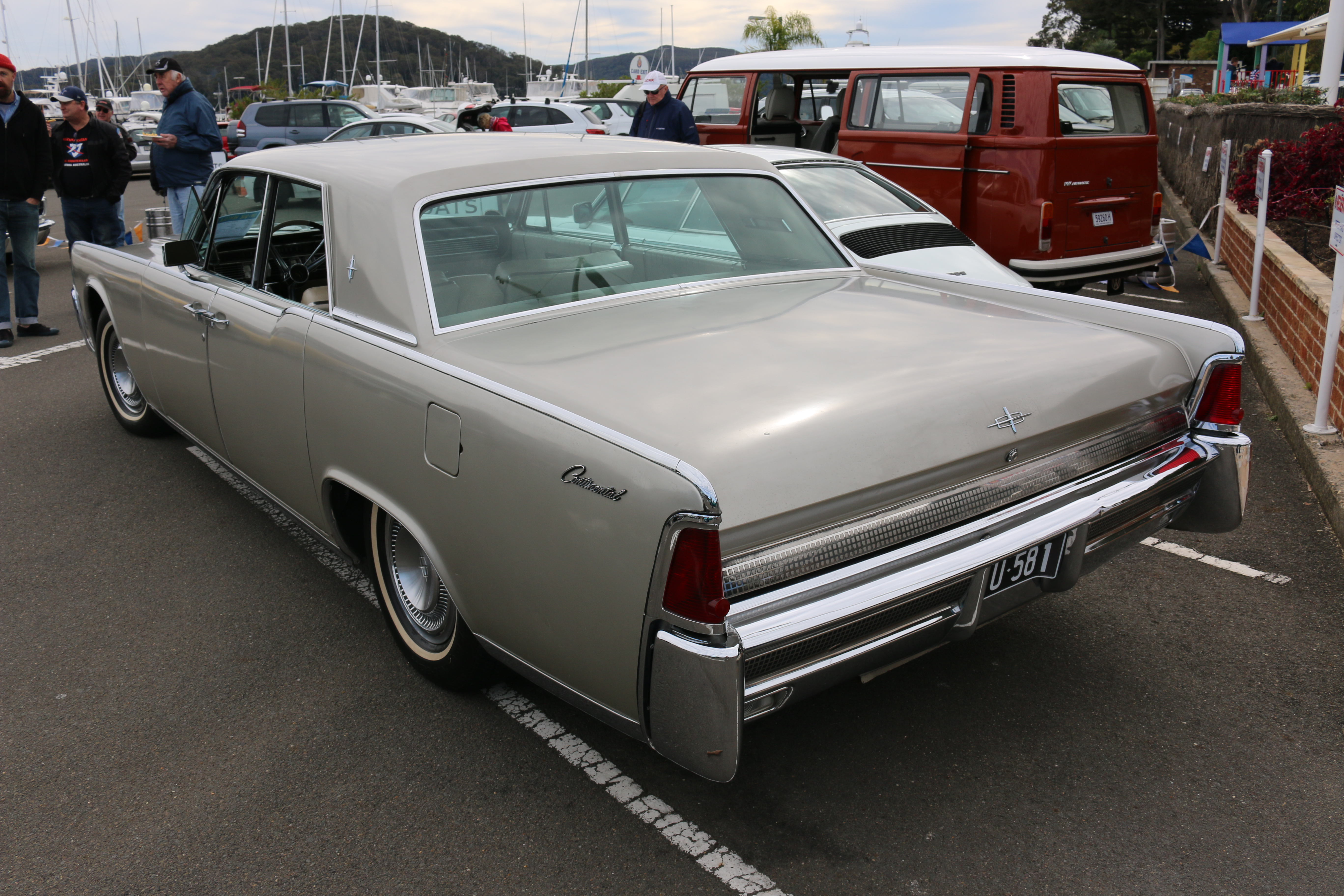
1964年型 リンカーン・コンチネンタル（セダン）後部
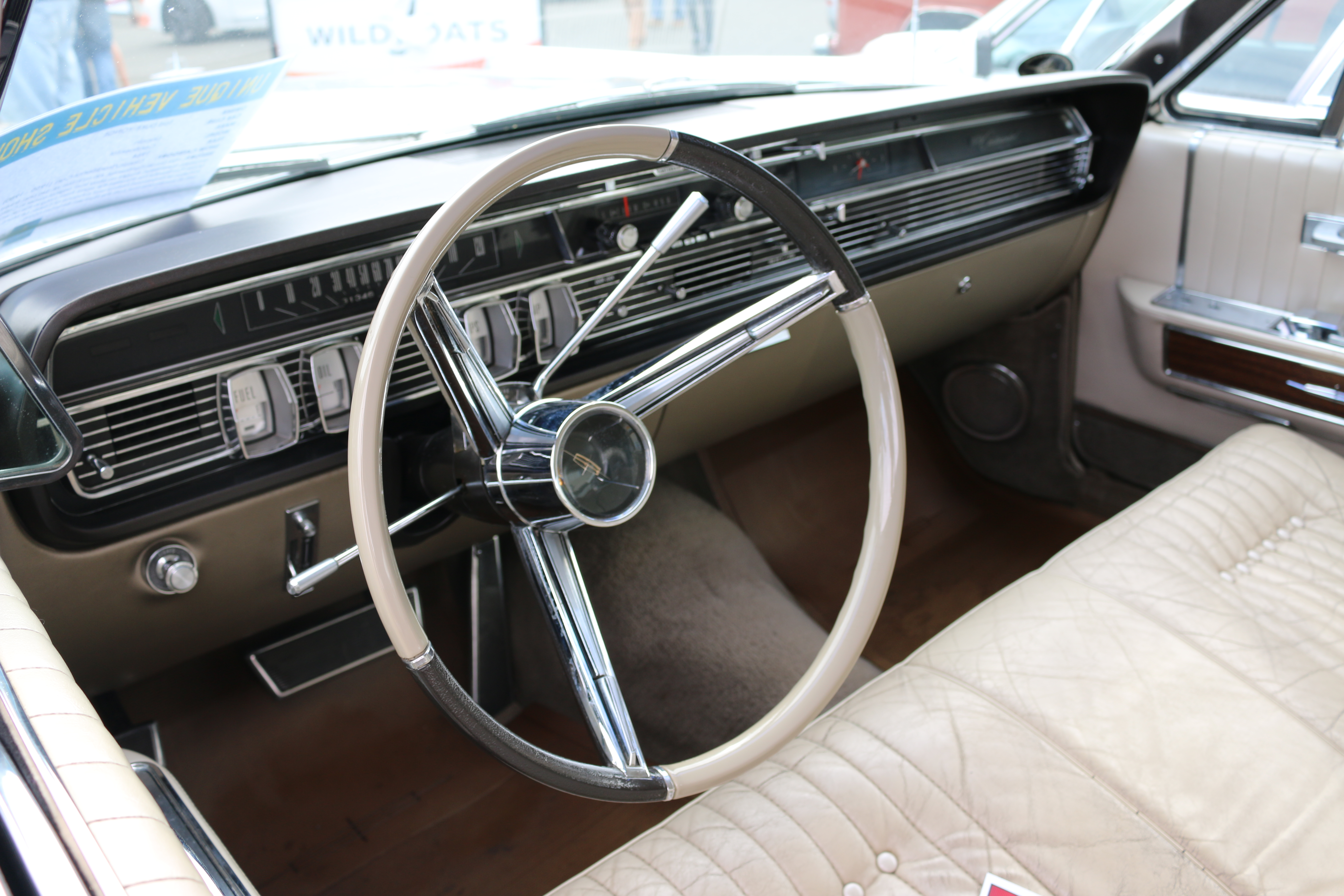
1964年型 リンカーン・コンチネンタル（セダン）内装
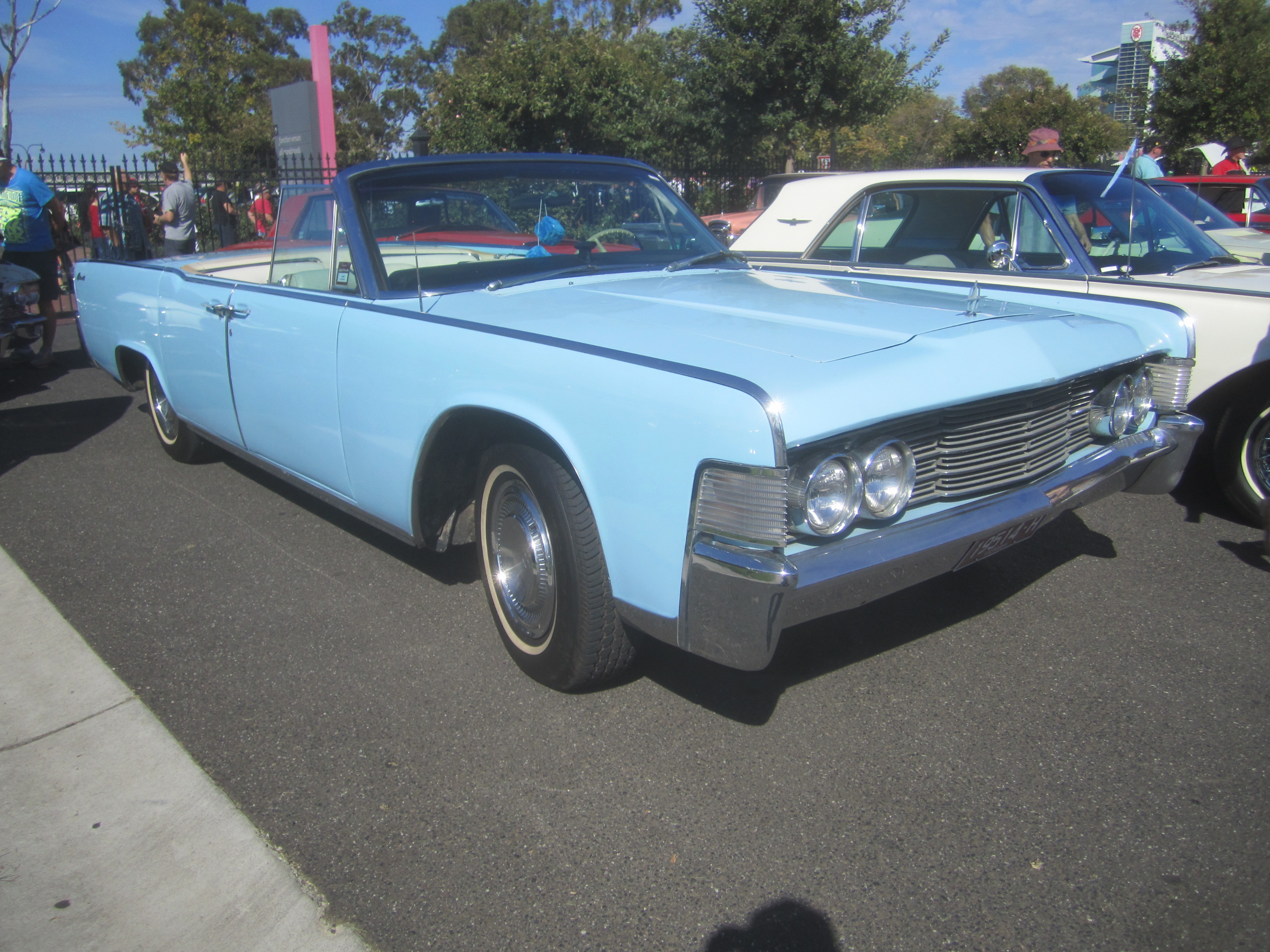
1965年型 リンカーン・コンチネンタル（コンバーチブル）
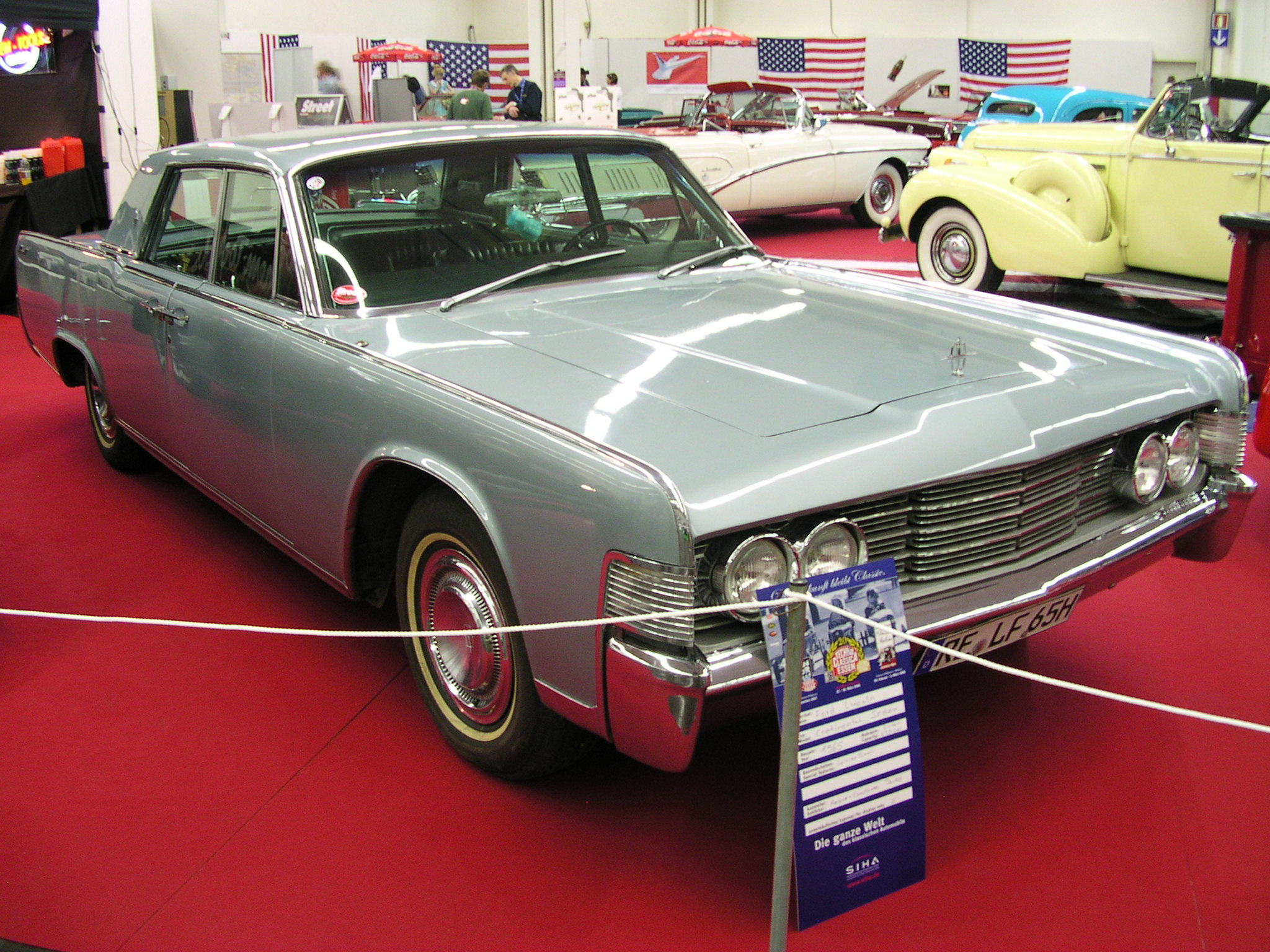
1965年型 リンカーン・コンチネンタル（セダン）

### 1966年–1969年

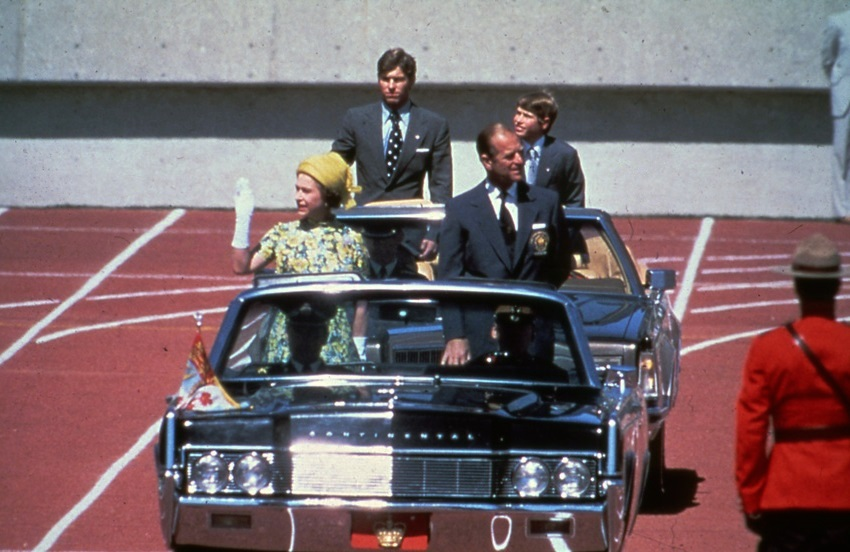
1967年型コンチネンタルでパレードを行うイギリス王室

1966年、4代目のリンカーン・コンチネンタルはモデルサイクルの途中で2度目のデザイン変更を受けた。キャデラック・クーペ ドヴィルやインペリアル・クラウン クーペに対抗するため、1960年以来の2ドアピラーレス・ハードトップを導入した。コンバーチブルは4ドアのみの提供となった。5年前からのモデルレンジの売り上げを伸ばすために、リンカーンは装備レベルを同一に保ちながらコンチネンタルの価格を1965年から600ドル近く引き下げた。マーケティングの決定は成功した。2ドアのボディスタイルの導入により、このモデルの販売台数は36パーセント増加した。
1965年のリスタイリングを踏襲しながらも、主に新しいグリルとボンネットに「Continental」の文字が追加された事が特徴の1966年のリンカーン・コンチネンタルは全く新しいボディを身にまとい、5インチ長くなり（主に足元のスペースを確保するため後席に当てられた）、1インチ近く背が高くなり幅も広くなった。 また、湾曲したサイドガラスが復活し、室内空間を広くするために、タンブルホームは目立たなくなった。インペリアル（1966年440立方インチ）やキャデラック（429立方インチ、1968年472立方インチ）に匹敵するサイズのエンジンを提供するために、430 V8は462立方インチに拡大された。コンバーチブルでは、装備の見直しを行い、初めてリアウィンドウをガラス張りにした他、トップ機構にオープンルーフとトランクリッドを開閉するための第2油圧ポンプを追加（2系統を分離）し、トップ機構からは油圧ソレノイドを廃止した。内装は数回の改良を行い、チルトステアリングや8トラックテーププレーヤーをオプション装備として追加した。
1967年のリンカーン・コンチネンタルはトリムのマイナーチェンジが行われただけで、フロントフェンダーのリンカーン・スターエンブレムがなくなった事が最大の変更点となった。機能面でもいくつかの変更が行われ、ダッシュボードには、油圧警告灯のほかに、トランクが開いているかどうか、クルーズコントロールが作動しているかどうかを示すインジケーターライトが追加された。連邦政府の安全基準を受けて、ラップセーフティシートベルトが標準装備となり、エネルギー吸収性の高いステアリングコラムも装備される様になった。
販売台数が年々減少した後、1967年はリンカーン・コンチネンタルコンバーチブルの最終年となり、わずか2,276台しか販売されなかった。第二次世界大戦後に販売された最初の4ドアコンバーチブルとなったリンカーン・コンチネンタルは、アメリカのメーカーが販売したこのタイプの最後の（2018年モデル現在）例となる。また、セダンに比べ多数のフレームで補強した結果、1967年のリンカーン・コンチネンタル コンバーチブルは、フォード・モーター・カンパニーがこれまでに販売した乗用車の中で最も重い物のひとつである。
1968年、リンカーンはコンチネンタルにいくつかのスタイリングの変更を加えた。連邦政府の安全基準を満たすために、パーキングランプ、テールランプ、フロントターンシグナルはフェンダーのラップアラウンドデザインに戻された。インテリアでは前席の外側に胴体シートベルトを追加。フロントパネルからは「Continental」の文字が取り除かれ、リアにも見られるリンカーン・スターエンブレムに置き換えられた。モデルイヤーの初めから7.5リットルの新型460 4V V8で発売される予定だったが、リンカーンコンチネンタルV8がまだ大量に残っていたため、460 4V V8はその年の後半に段階的に導入された。 4月には新型マークIIIが1969年型としてデビューした 。総販売数はわずか39,134台に減少する事になる。生産最終年の1969年はほとんど変更が加えられなかった。連邦政府の規制に対応するために、前席シートが更新され、前部外側席用のヘッドレストが装備された。 フロントフェイシアが更新され、グリルは1965年以来初めて大きくなり、グリルの上には「Continental」の文字が戻った。マークIIIと共通の460 4V V8はリンカーン・コンチネンタルの唯一のエンジンとなり、フォードC6の3速オートマチック・トランスミッションと組み合わされた。
1969年には9年間の休止期間を経て、コンチネンタルの内装オプションパッケージの一部としてタウンカーの名称が復活した。

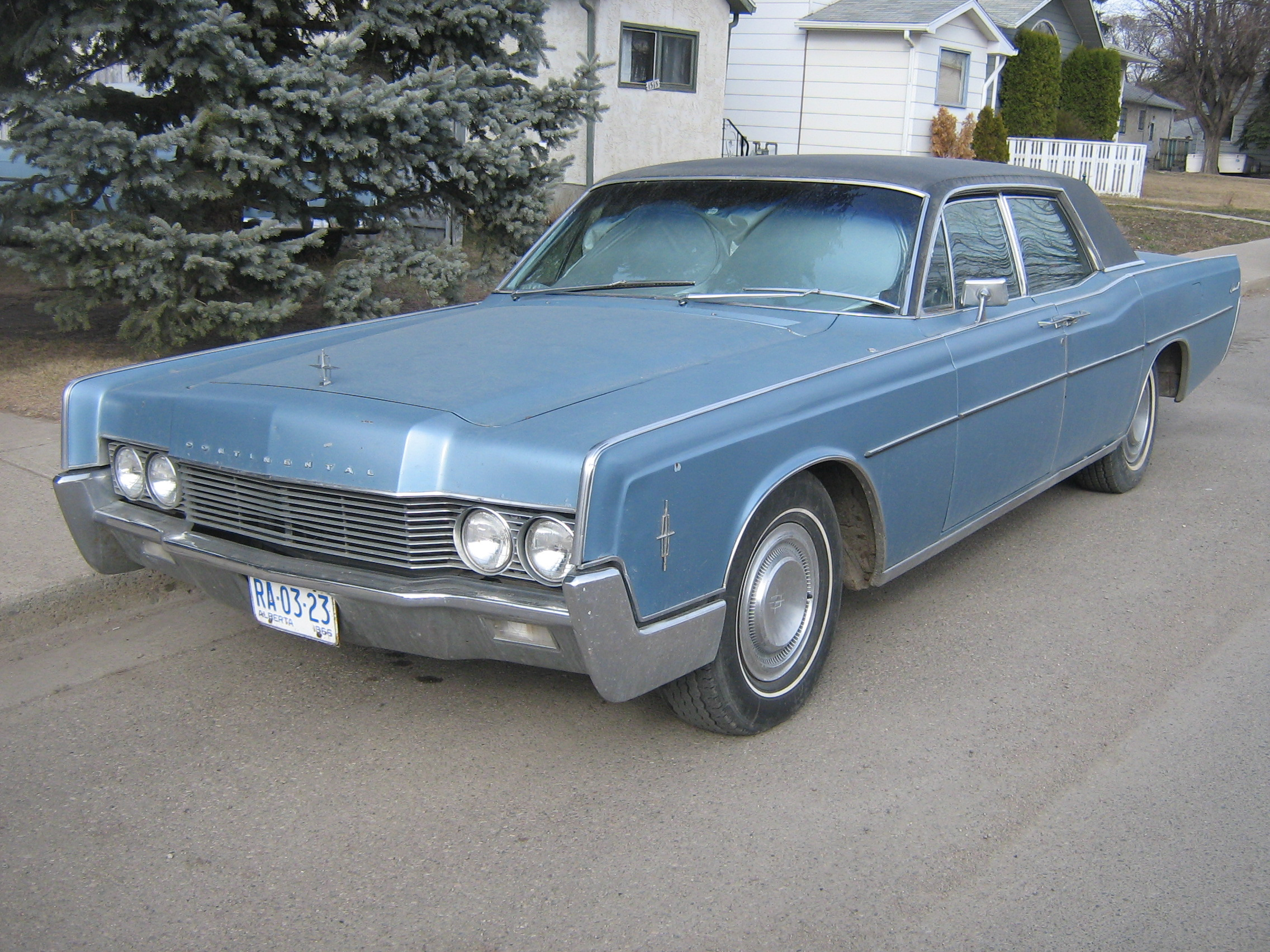
1966年 リンカーン・コンチネンタルセダン
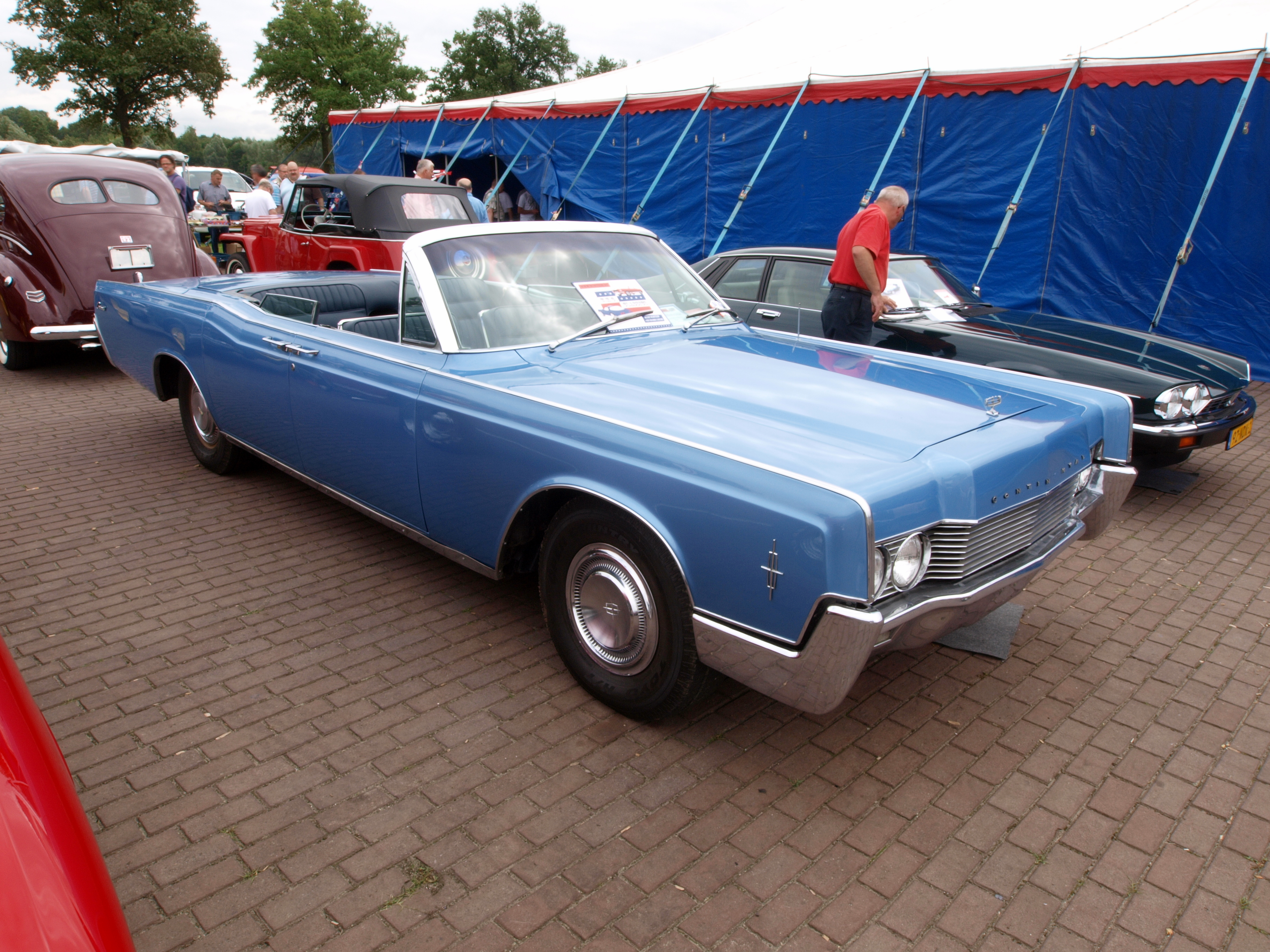
1966年 リンカーン・コンチネンタルコンバーチブル
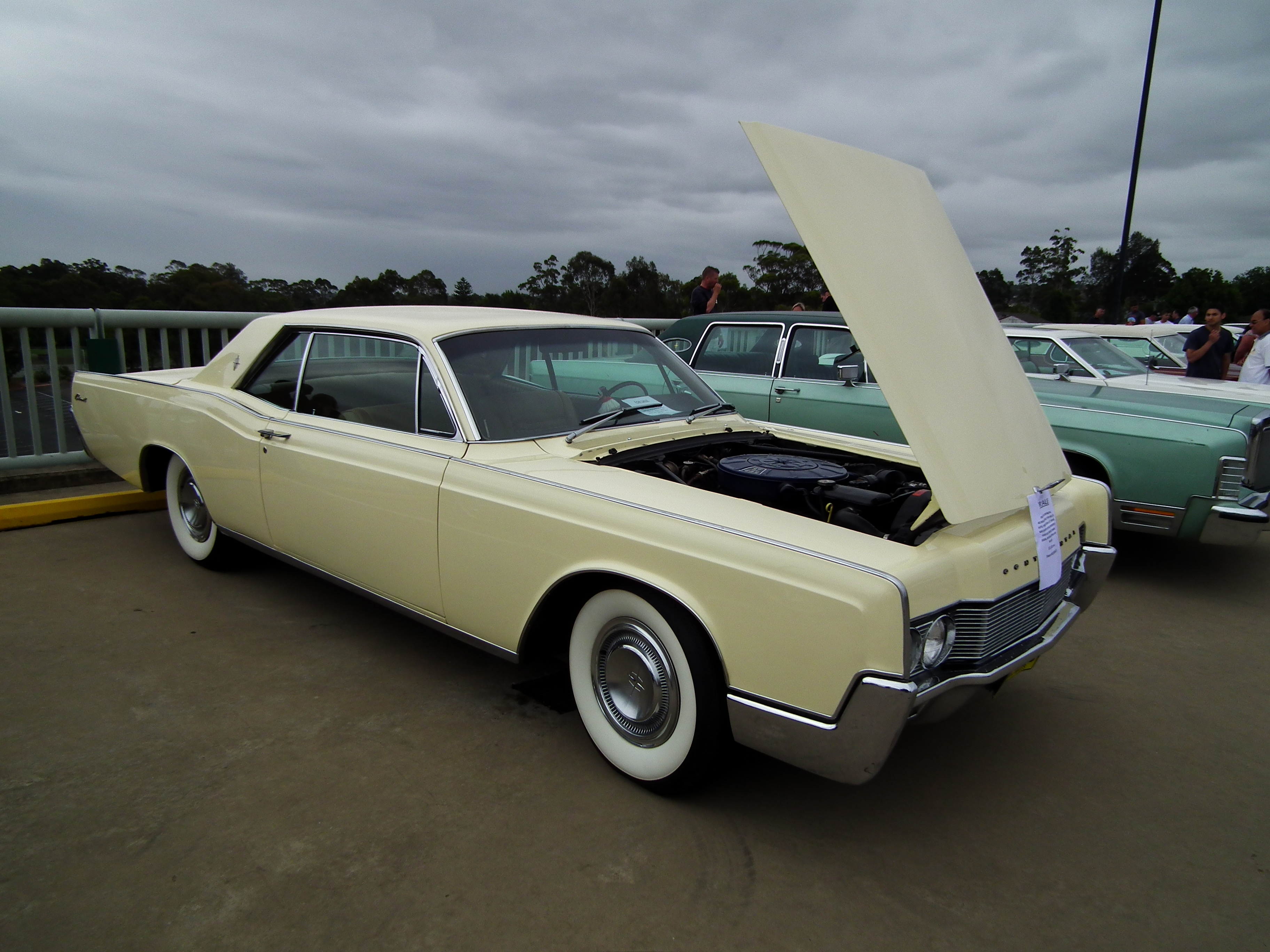
1967年 リンカーン・コンチネンタル2ドアハードトップ
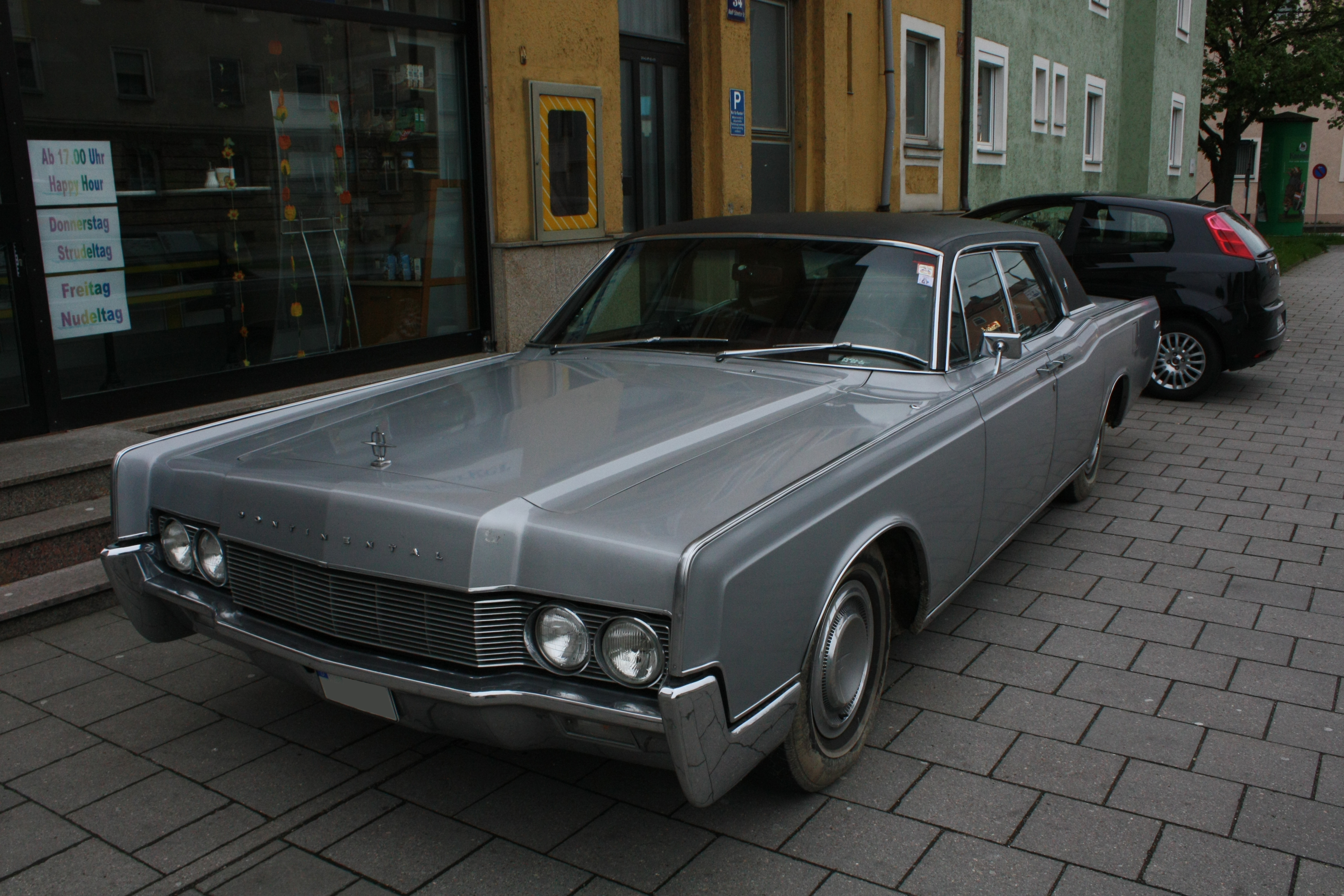
1967年 リンカーン・コンチネンタル4ドアセダン
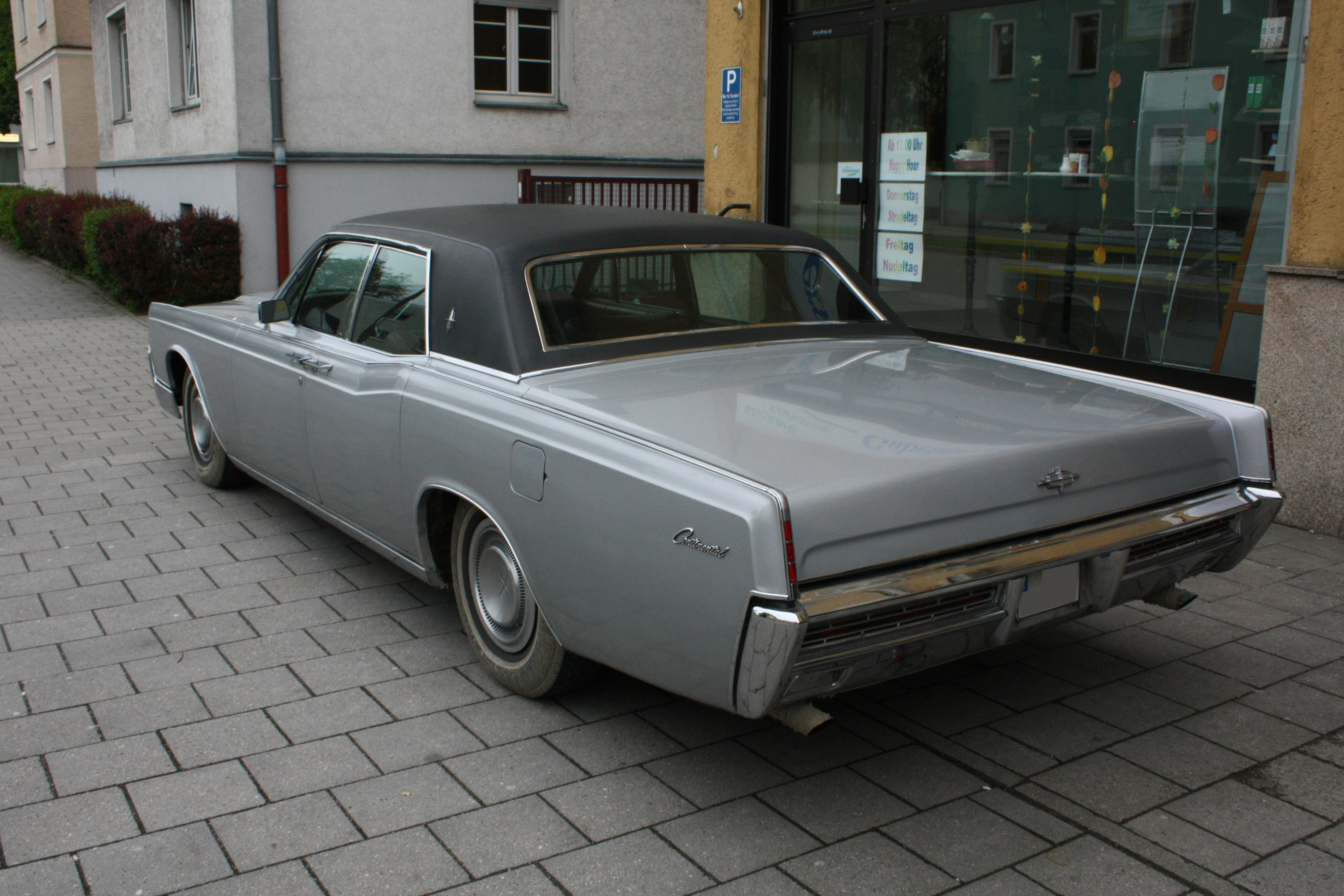
1967年 リンカーン・コンチネンタル4ドアセダン後部
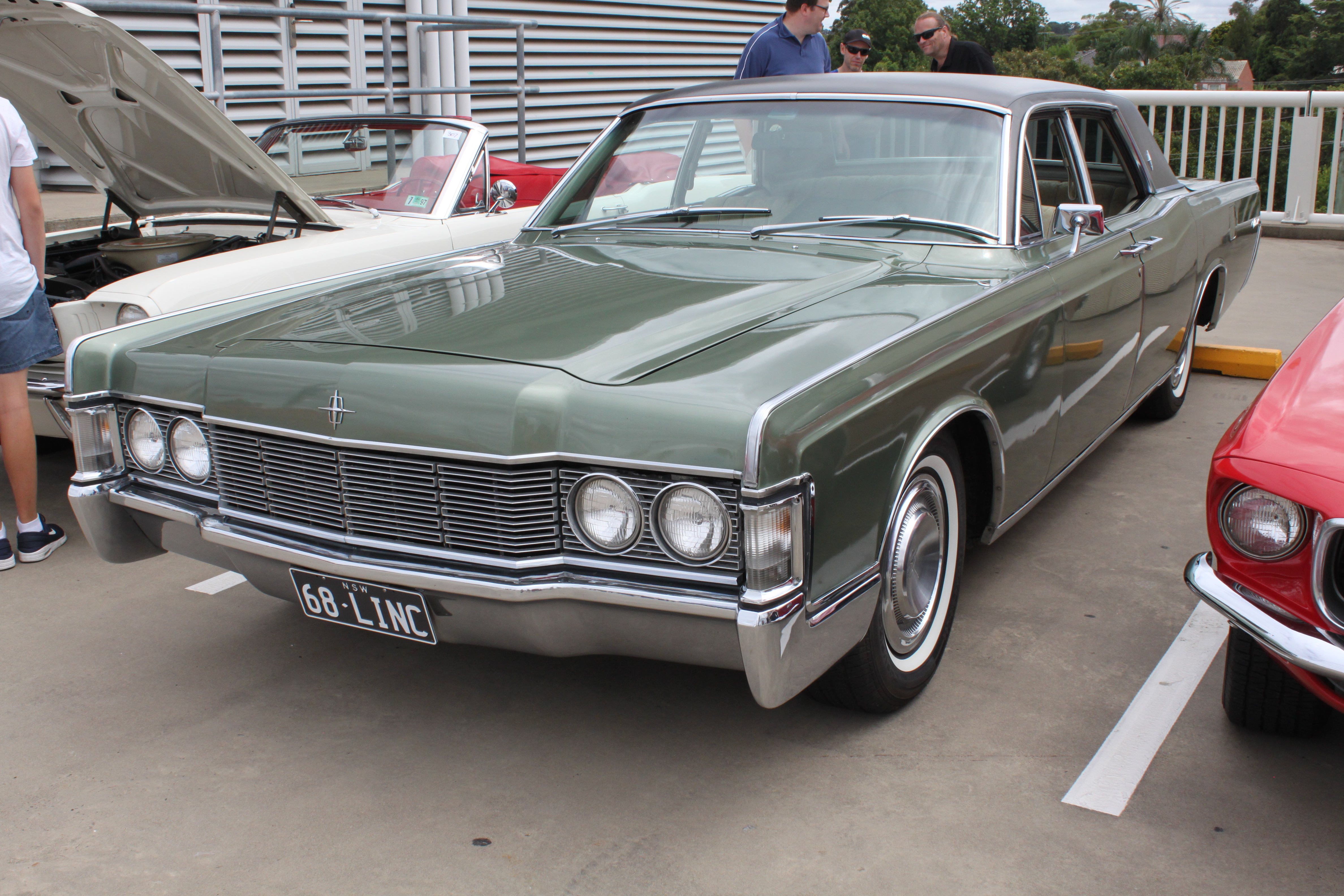
1968年 リンカーン・コンチネンタル4ドアセダン
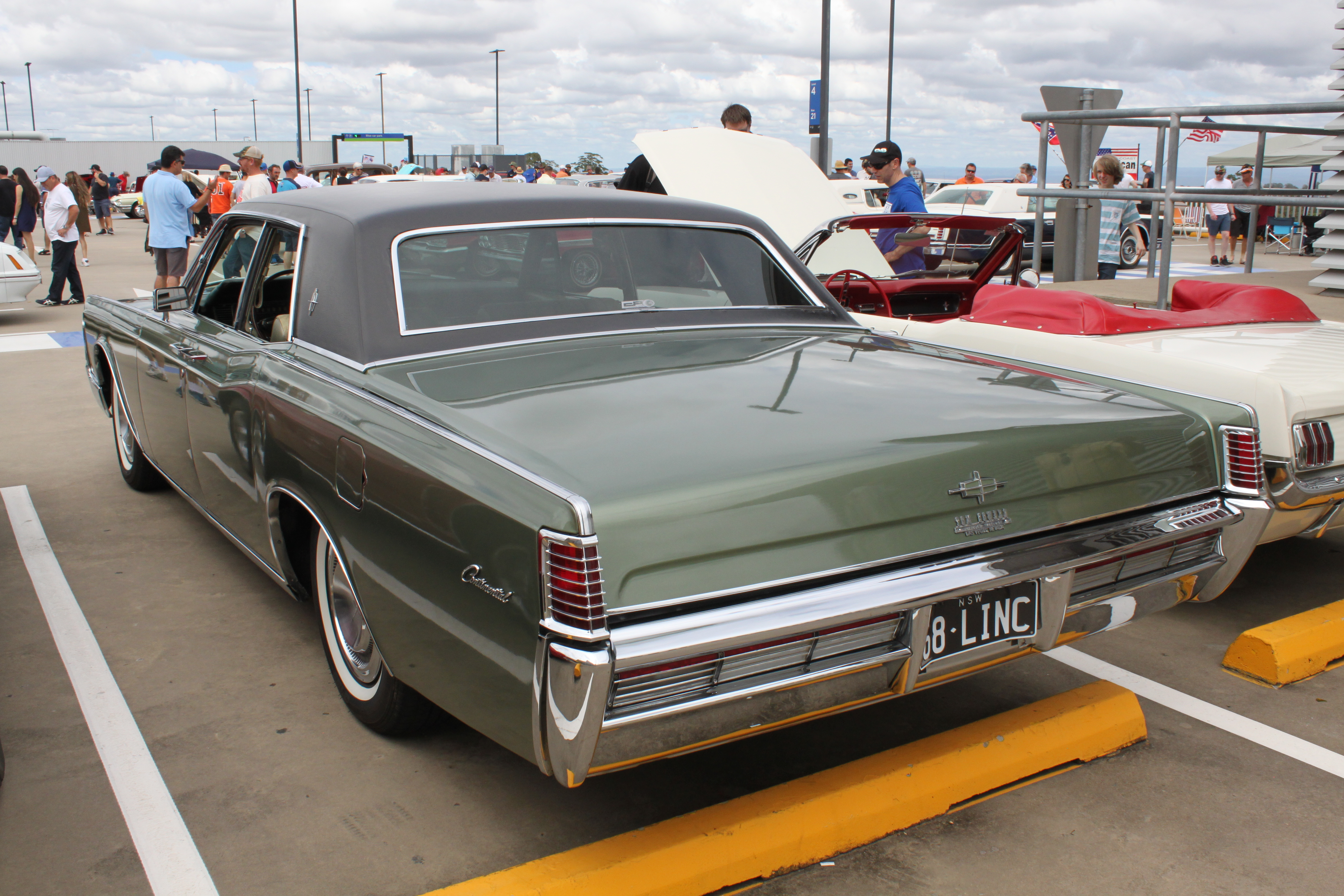
1968年 リンカーン・コンチネンタル4ドアセダン後部
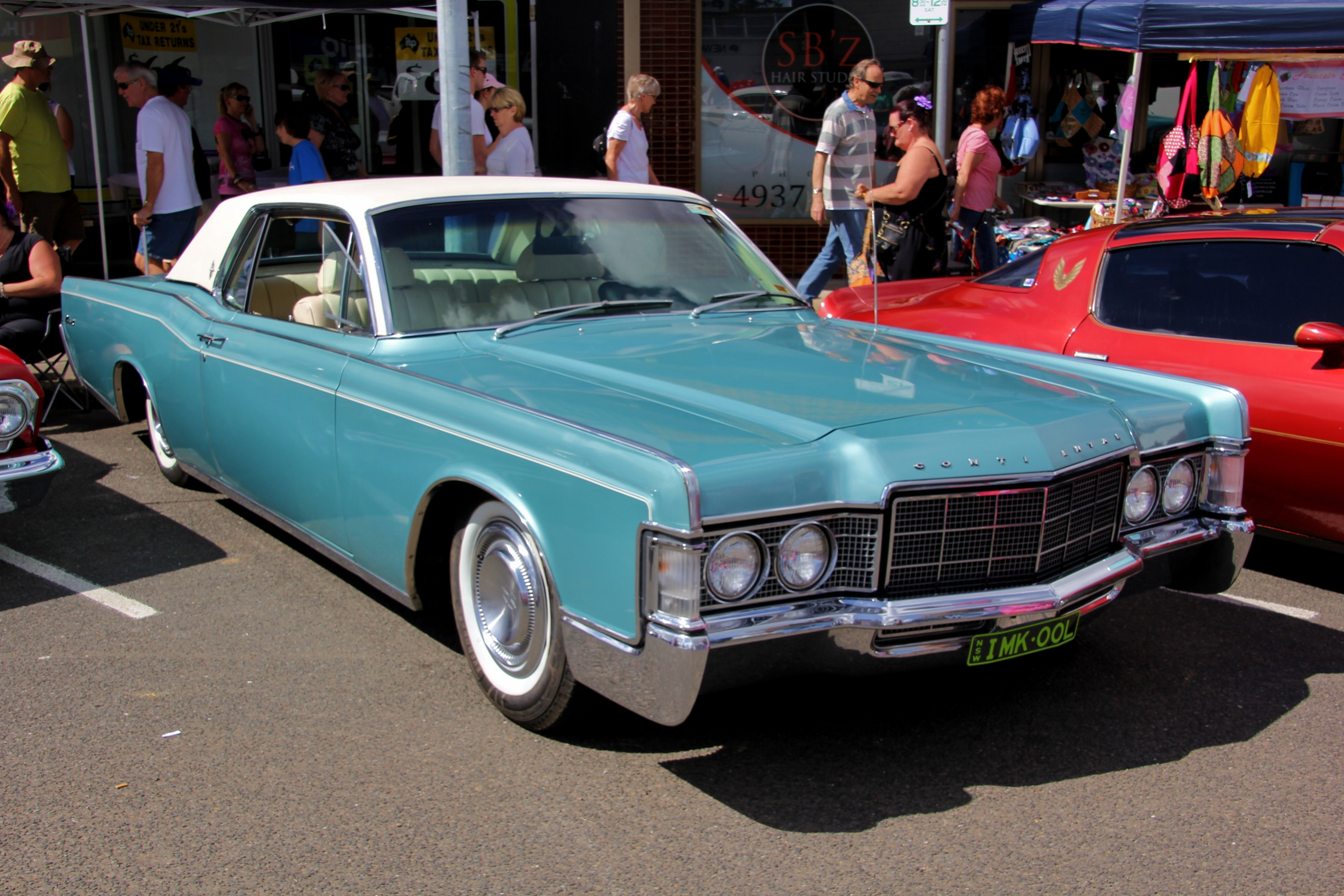
1969年 リンカーン・コンチネンタルハードトップクーペ
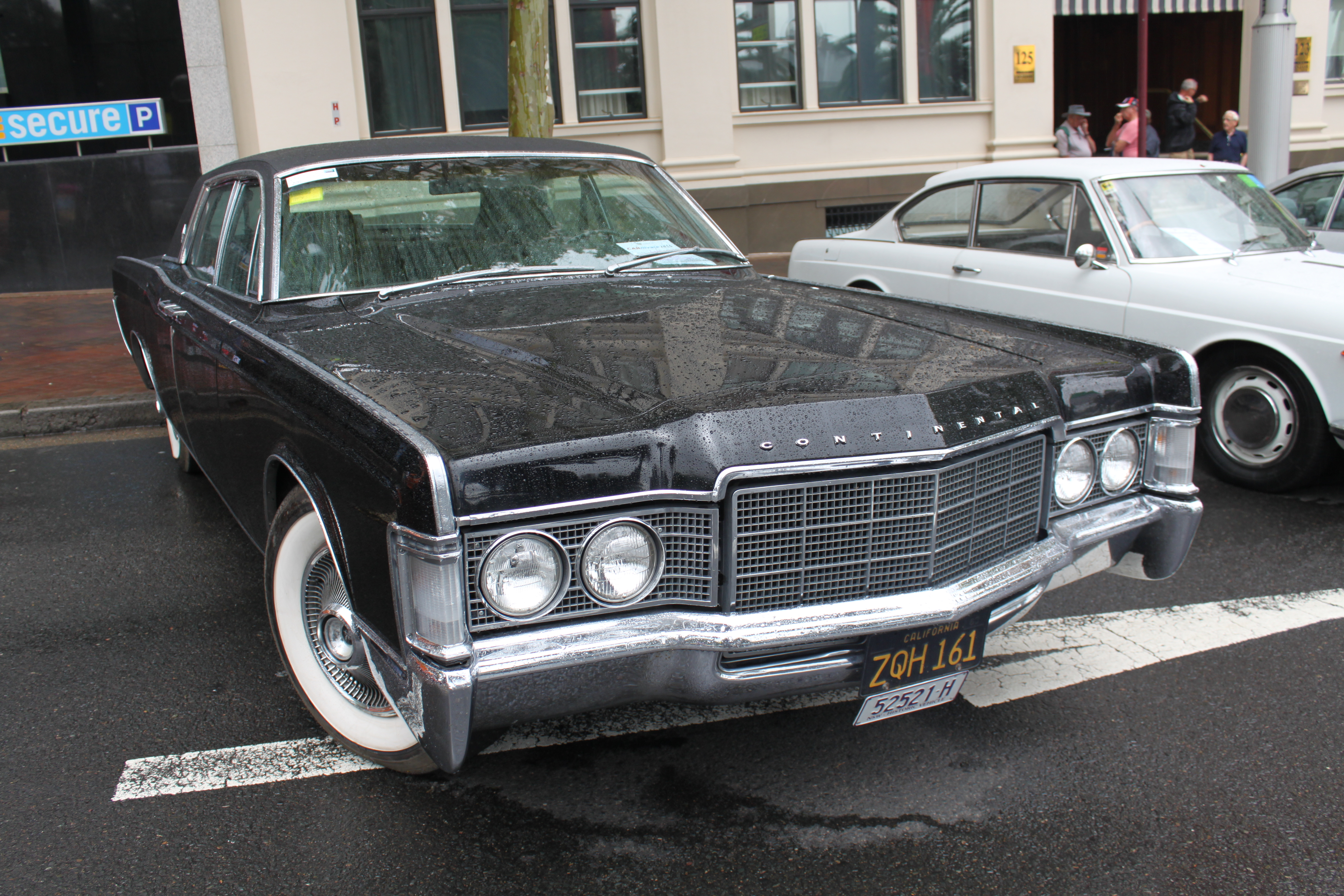
1969年 リンカーン・コンチネンタル4ドア

### 大統領専用車

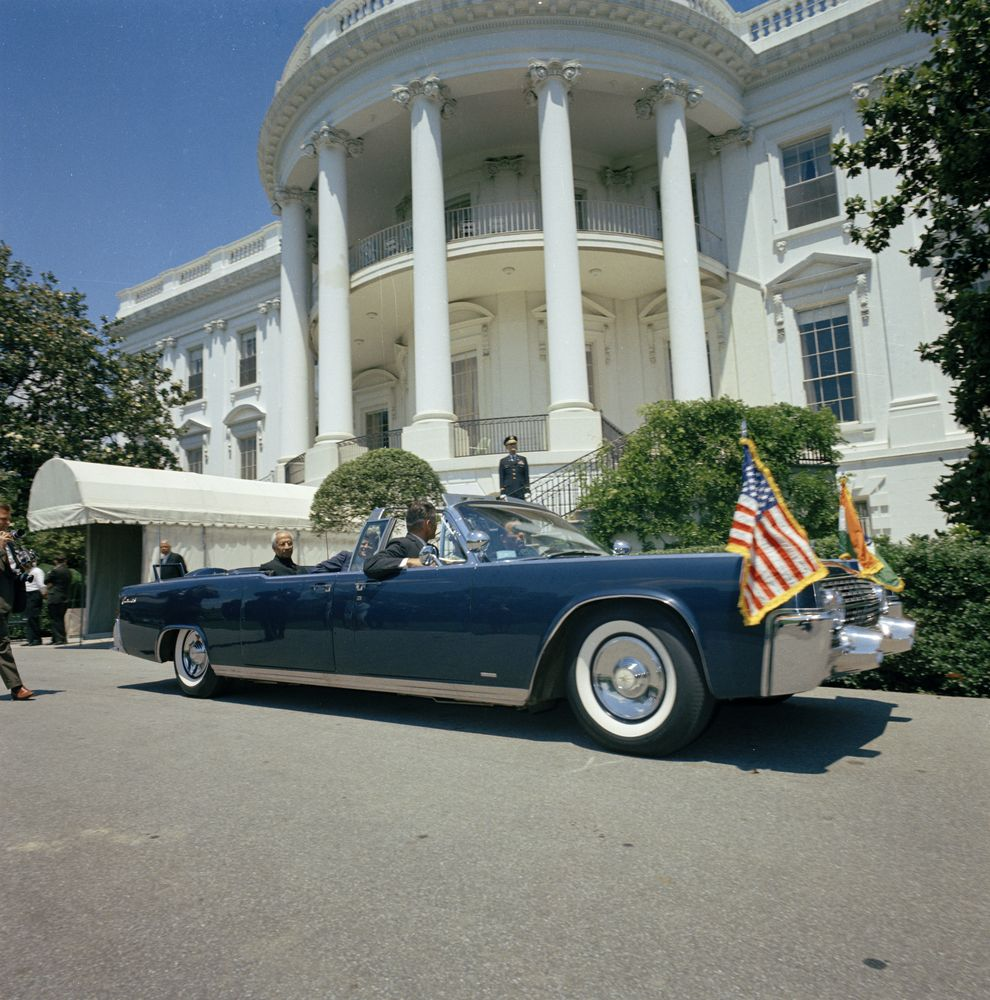
1963年6月、ホワイトハウス前で1961年型のリンカーンの大統領専用車SS-100-Xに乗るジョン・F・ケネディ米大統領とサルヴパッリー・ラーダークリシュナン印大統領

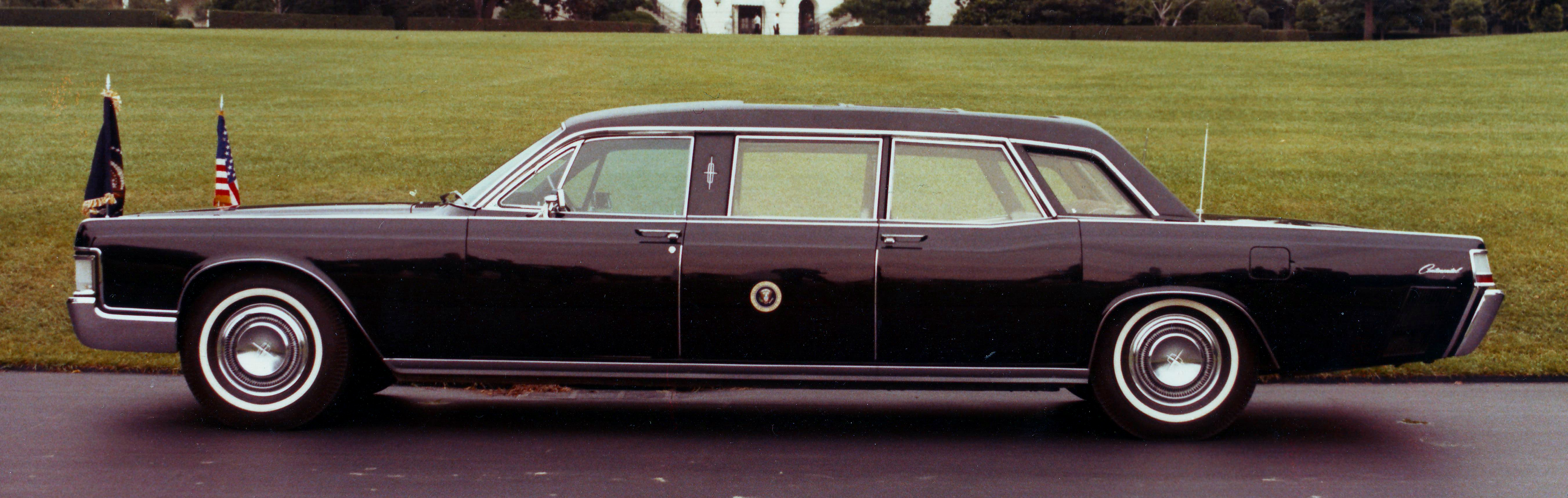
1969年型リンカーンの大統領専用車

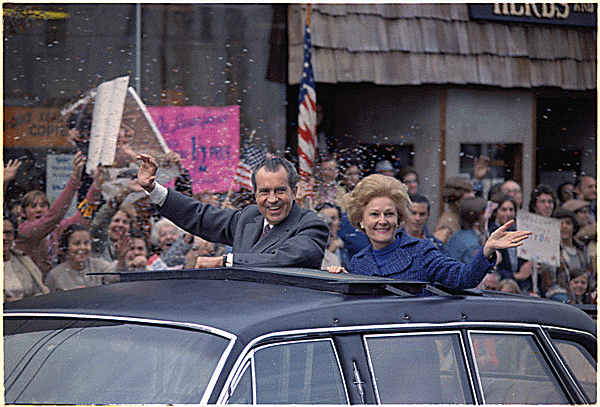
1969年に購入されたリンカーン製の大統領専用車に乗るリチャード・ニクソン大統領と夫人のパット・ニクソン

アメリカのシークレットサービスは、第4世代のリンカーン・コンチネンタルの2つのバージョンを入手し、1961年から1977年まで大統領専用車として使用した。
SS-100-Xは、オハイオ州シンシナティのヘス&アイゼンハートが改造した1961年型リンカーン・コンチネンタルのリムジンである。悪天候に備えて屋根も付けられるオープンカーとして設計されたこの車は、1963年のケネディ大統領暗殺事件を受けて、固定屋根、装甲、防弾ガラスを備えて再構築された。その後、アメリカの大統領専用車はすべて装甲車として建造されている。
シークレットサービスがリチャード・ニクソンのために導入した1969年型リンカーン・コンチネンタルのリムジンは、装甲車ではあるが、リムジンの屋根にはサンルーフが付いており、ニクソン大統領が車列から群衆に応えるため車内に立つ事ができる様に設計されていた。

### メディア
第4世代のコンチネンタルはコレクターに好まれており、『007 ゴールドフィンガー』、『マーニー』、『トプカピ』、『マトリックス』、『ラスト・アクション・ヒーロー』、『カリフォルニア』、『スパイダーマン2』、『HIT & RUN』、『アニマル・ハウス』、『GO!GO!ガジェット』など、多くの映画に登場している。また、テレビシリーズ『プッシング・デイジー 恋するパイメーカー』や『アントラージュ★オレたちのハリウッド』のオープニングシーケンスに登場し、シリーズ『VEGAS/ベガス』でマイケル・チクリスが演じたキャラクターのヴィンセント・サヴィーノが選択した車として登場している。 車がフォードによって提供されたCBSのテレビシチュエーション・コメディ『農園天国』（1965年-1971年）では、主人公のオリバー・ウェンデル・ダグラス（エディ・アルバート）が1965年型のコンチネンタルコンバーチブルを運転して登場し、その後のエピソードでは1967年型を所有していた。CBSの『ペリー・メイスン』（1957年-1966年のTVシリーズ）も多くのエピソードで第4世代のコンチネンタル・コンバーチブルを運転していたが、ここでも車はフォード製であった。1968年型のコンバーチブルは、ビデオゲーム『Interstate '76』の主人公としても登場した。この車はマルーン5の『シュガー』のミュージック・ビデオにも登場している。

### 販売数
| 年度 | 総販売数 |
| ---- | -------- |
| 1961 | 25,160   |
| 1962 | 31,061   |
| 1963 | 31,233   |
| 1964 | 36,297   |
| 1965 | 40,180   |
| 1966 | 54,755   |
| 1967 | 45,667   |
| 1968 | 39,134   |
| 1969 | 30,858   |

 ウィキメディア・コモンズには、リンカーン・コンチネンタルに関するカテゴリがあります。

## 五代目 （1970年 - 1979年）
1970年型モデルとして5代目にあたるリンカーン・コンチネンタルが登場した。前年に発売されたマークIIIの成功を受け、リンカーンは1970年代に向けて9年間の生産を経ていたコンチネンタルの近代化を図った。1958-1960年型のリンカーンよりもホイールベースは短く、全幅もわずかに狭くなったが、5マイルバンパーが追加された事で、1977-1979年型のリンカーンはフォード・モーター・カンパニーが生産した自動車の中で最も長い車種となった。

### シャーシ
5代目のリンカーン・コンチネンタルは、ボディ・オン・フレーム構造を採用している。 エンジニアリングと開発コストを節約するために、コンチネンタルには独自のシャーシーは与えられず、代わりにマーキュリー・マーキーのシャーシを124インチから127インチ（1974年から1979年型は127.2インチ）に延長したロングホイールベース版が用いられた。
姉妹車であるLTDやマーキーと同様にコンチネンタルは四方の端にコイルスプリングを装備していた。1970年から1974年までコンチネンタルには前輪にディスクブレーキと後輪にドラムブレーキが装備された。1975年から1979年までは4輪ディスクブレーキが採用された。
1970年から1977年まで460 4V V8が標準エンジンとなり、1970年から1972年まではリンカーン車の専用とされた。リンカーンは1977年に燃費向上と排気ガス規制への対応のため、カリフォルニア州向けに400-2Vを追加したが、他の49州では460 4V V8が販売されたままだった。1978年には400-2Vが標準となり（460立方インチはオプション）、1979年には460 4V V8は生産中止となった。どちらのエンジンもフォードC6の3速オートマチックトランスミッションと組み合わされた。

### ボディ
4代目から大きく変化した1970年型のリンカーン・コンチネンタルは、マーキーのベースフレームを採用した事で、従来の仕様だったフロントヒンジの「スーサイドドア」を放棄せざるを得なくなった。先代やマーキュリー・マーキーと同様、リンカーン・コンチネンタルには2ドアハードトップとBピラーにフレームレスドアガラスを採用した4ドアピラー付きハードトップセダンが用意された。フォードやマーキュリーとは異なり、リンカーンの2ドアコンバーチブルは発売されなかった。
マークシリーズと共通のデザインとして、5代目コンチネンタルには真空式のリトラクタブル・ヘッドライトが採用された。故障時にはフェイルセーフとしてヘッドランプドアが開く様に設計されておりダッシュボードの表示灯でも故障状態を示す。

### モデルのタイムライン
5代目のリンカーン・コンチネンタルは、その生産期間中2つのバージョンで販売され、1975年には大規模な改良が行われた。ゼネラルモーターズとクライスラーのフルサイズ車ラインのダウンサイジングによって、1977年型のリンカーン・コンチネンタルは世界で生産された最大サイズの量産車となった。これを凌いだのはメルセデス・ベンツ600のロングホイールベース版、ロールス・ロイス・ファントムVI、そしてZIL-4104の様な特殊なリムジンだけであった。 1979年にフォード・LTDとマーキュリー・マーキーがダウンサイジングされた後、リンカーン・コンチネンタルはアメリカで最後の「伝統的な」「大型」セダンとして販売された。

### 1970年–1974年
1970年、リンカーンはコンチネンタル2ドア、コンチネンタル4ドア、コンチネンタルタウンカーを刷新した。 4ドアのみが販売されたタウンカーはビニール屋根が特徴的だった。
1971年には、コンチネンタルとマーキュリー・マーキーをより差別化するために、グリルのスタイルのマイナーチェンジが行われた。グリルとヘッドライトドアが再設計され、後者はボディカラーで塗られた。後輪ABSブレーキ(スートラクと呼ばれる)はオプション装備であった。
1972年には460立方インチV8エンジンの圧縮率が低下したため、いくつかの機能的な変更が行われた。これは排出量を減らし無鉛ガソリンに対応する事を意図した物だったが出力も低下した。460立方インチのリンカーン専用エンジンとしての伝統は終焉を迎え、マーキュリーはマーキュリー・マーキーとコロニーパークで460エンジンをオプション装備として使用し始めた。グリルやフェンダーのスタイルが変更された他、マークIVとの差別化を図るため、リンカーンはクロムメッキのフェンダートリムを再導入した。1967年以来初めて、コンチネンタルにフードオーナメントが装備された。車内では後席の足元スペースが拡大された。
1973年、リンカーン・コンチネンタルはフロントに5マイルバンパーを装着し、連邦政府の衝突規制に適合するようになった。この規制に対応するために多くの車種が大幅な修正を行ったが、コンチネンタルはフロントバンパーを数インチ前方に移動させ、ゴム製の衝撃用オーバーライダーを装着する事でこの基準を満たした。リアバンパーも同様の方法で修正し、定格速度を2.5マイルとした。コンチネンタル全体の長さは5インチ近く伸びた。
また、コンチネンタルタウンカーのカウンターパートとして2ドアのコンチネンタルタウンクーペが登場した。タウンカー同様にパッド入りのビニール製屋根が特徴的だった。
1974年、リンカーン・コンチネンタルは、エッグクレート型からウォーターフォール型に変更された新しいグリルを採用した。連邦政府の規制の一環として、リアにも5マイルバンパーが追加されリアバンパーのデザインが変更された。そしてテールランプがバンパー内側から上部に移された。

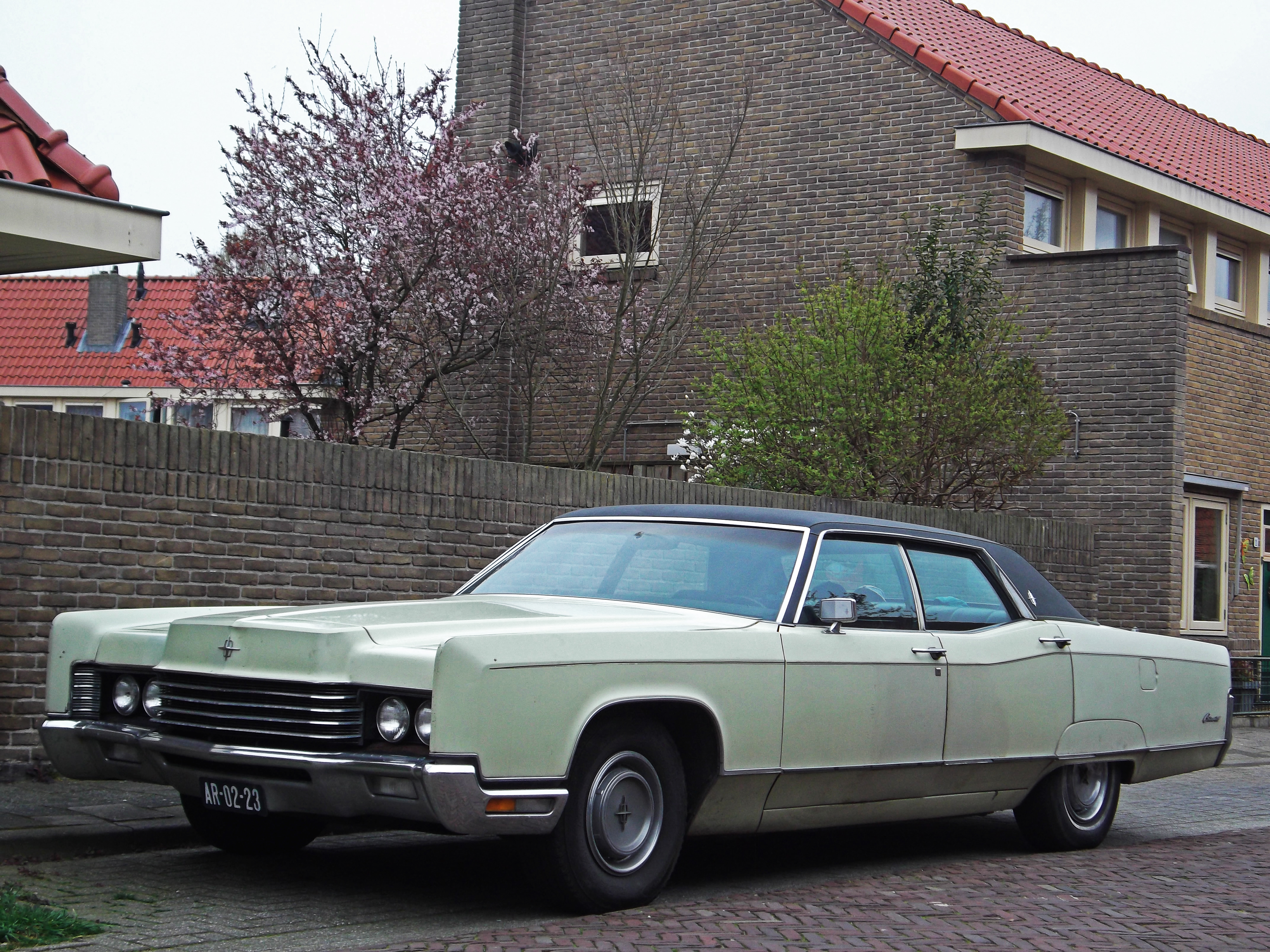
1970年型 リンカーン・コンチネンタル
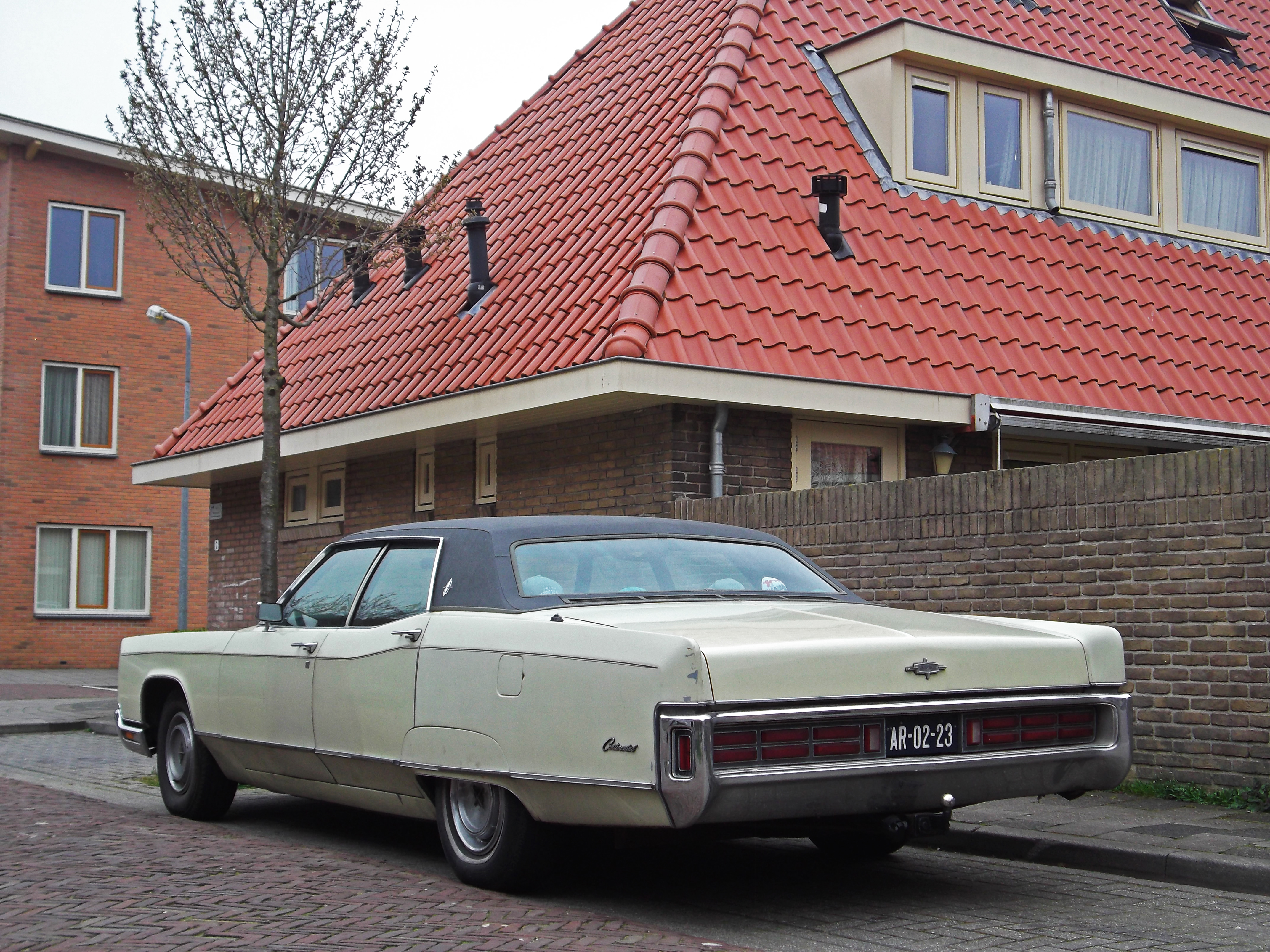
1970年型 リンカーン・コンチネンタル後部
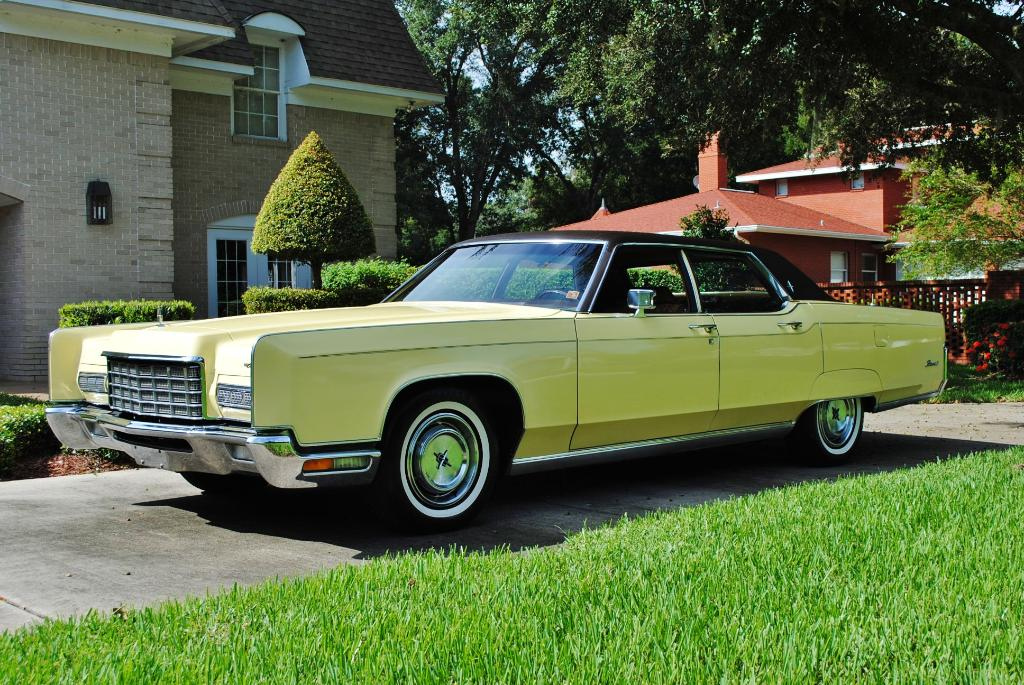
1972年型 リンカーン・コンチネンタル
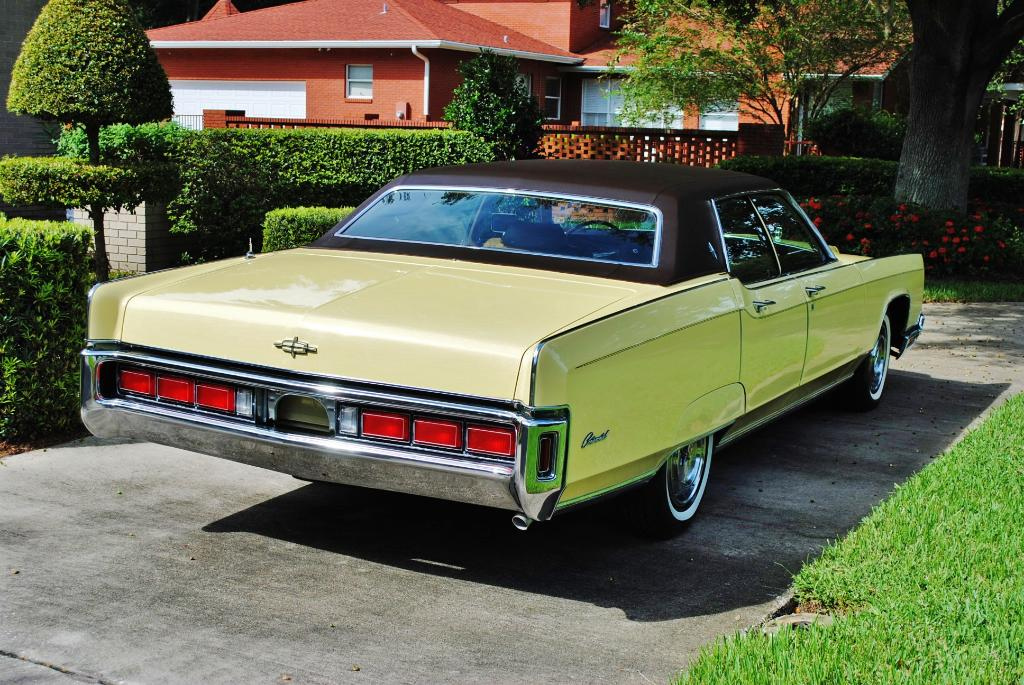
1972年型 リンカーン・コンチネンタル後部
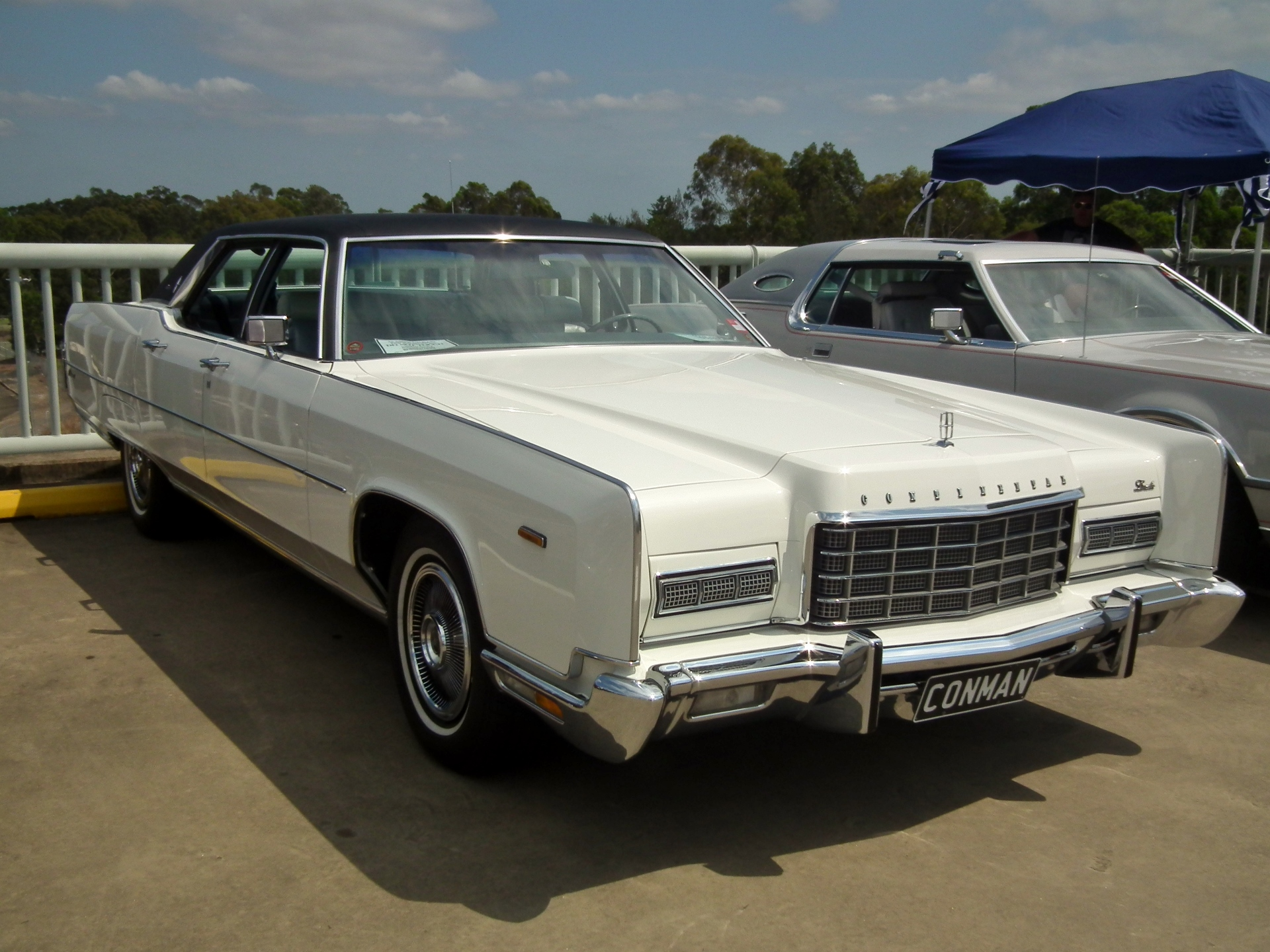
1973年型 リンカーンコンチネンタルタウンカー
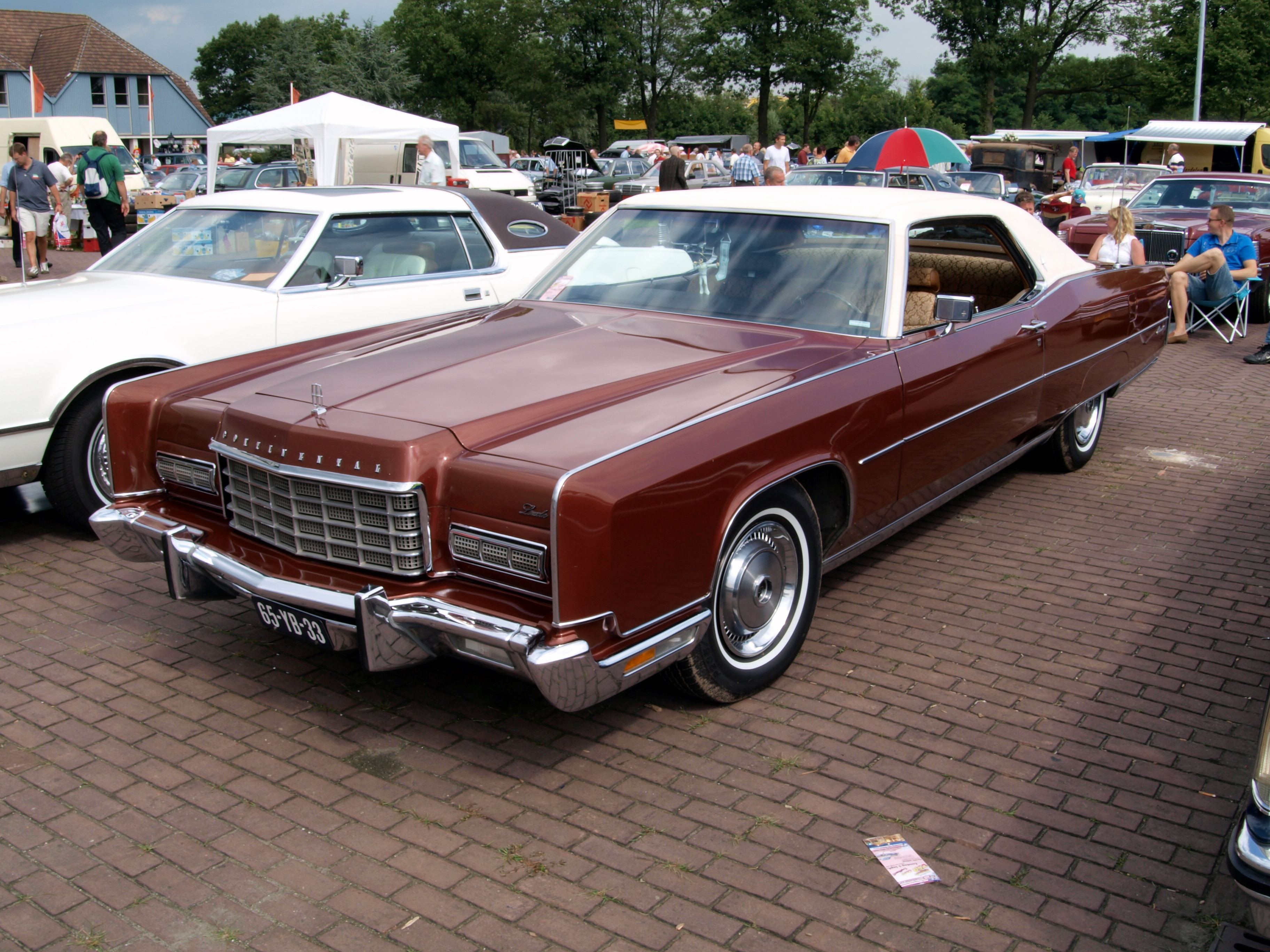
1973年型 リンカーン・コンチネンタル（ハードトップ・クーペ）
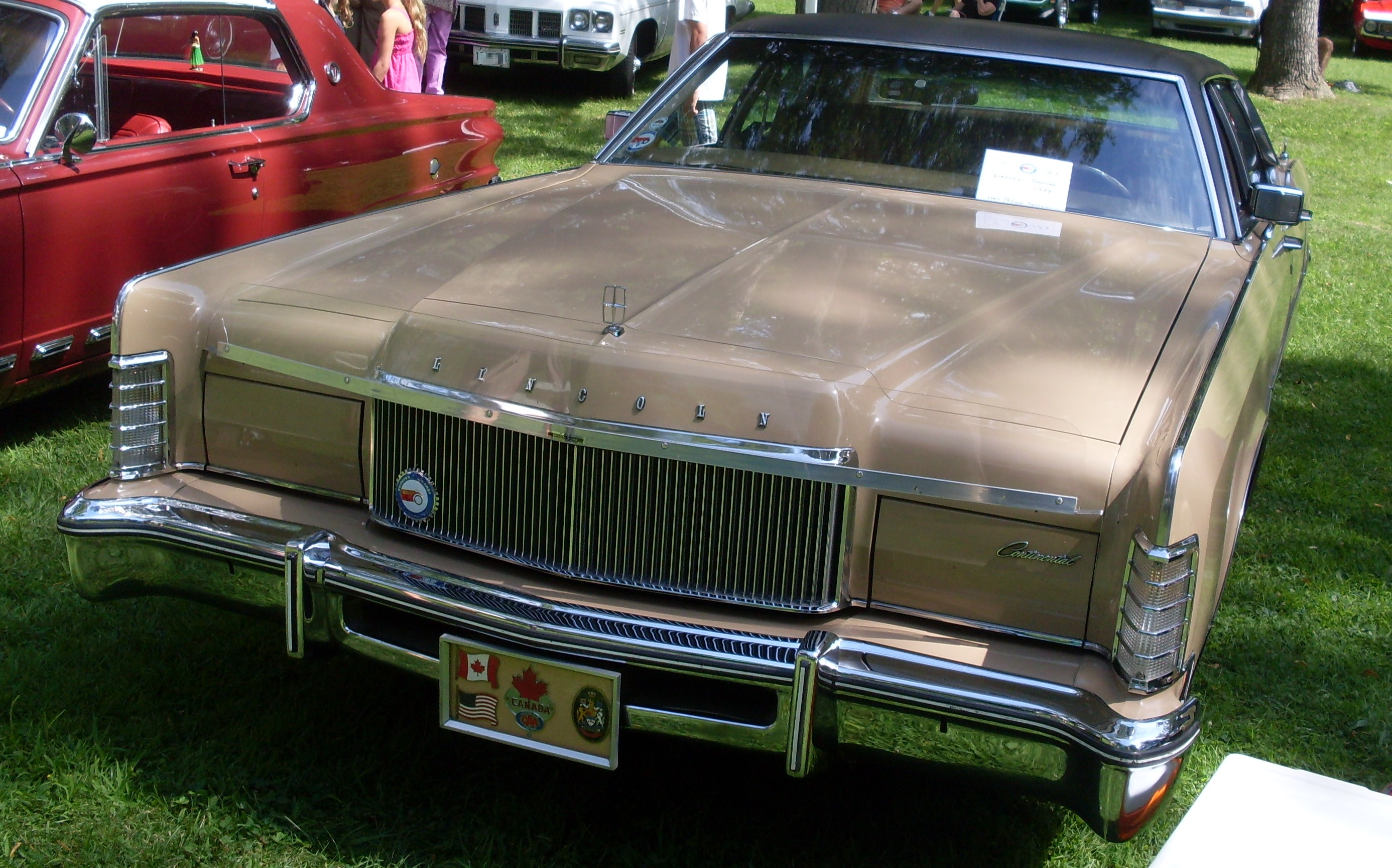
1974年型 リンカーン・コンチネンタルタウンカー

### 1975年–1979年
リンカーンは発売から5年を経たコンチネンタルの大規模な改良を行った。1975年のマーキュリー・グランドマーキーの導入に合わせて、リンカーンとマーキュリーは機械的な共通点はあるものの、2つの旗艦モデルの視覚的な差別化を図り、その一環として、リンカーン・コンチネンタルはコンチネンタルマークIVとのスタイリングの共通性を高める事になった。1975年にはリンカーン・コンチネンタルのエクステリアが大幅に変更された。 ベルトライン下のボディはテールライトが縦型ユニットに変更されるなどマイナーチェンジにとどまったが、ルーフラインは全面的に刷新された。マークIVとの差別化を図るため、2ドアのコンチネンタルタウンクーペでは、Cピラーにスクエアなオペラウィンドウを備えたフルピラー型のルーフラインが採用された。4ドアのコンチネンタルタウンカーはマーキュリー・マーキーやフォードLTDと共通のピラー付きハードトップの代わりに、ワイドなBピラーを採用し、キャデラック・シックスティスペシャル ブロアムとの差別化を図った。1975年のリンカーンはスタイリングのアップグレードと共にブレーキシステムの大幅なアップグレードを受けた。ベンディックスによって設計されたリンカーン・コンチネンタルは、4輪ディスクブレーキシステム（オプション装備）を装備した最初のアメリカ車のひとつとなった。 460 V8の排ガス性能をさらに向上させるために、このエンジンには触媒コンバーターが装備され、有鉛レギュラーガソリンとの互換性はなくなった。
1976年のエクステリアは基本的に前年の物を踏襲し、1963年以来のキャリーオーバー・スタイリングの年となった。コンチネンタルの価格をより競争力のある物にするためにリンカーンはそれまでの標準装備をいくつか減らし、追加のオプション装備とした。
1977年にはリンカーン・コンチネンタルのエクステリアがまたもや見直された。幅広のマーキュリースタイルのフロントグリルからマークVとほぼ同じ幅の狭いロールス・ロイス風のフロントグリルに置き換えられた（ラジエーターグリルのバリエーションは1997年までリンカーンで用いられた）。別の変更点としてリアフェンダーから「Continental」の文字が消えた。
1978年にはリンカーン・コンチネンタルがマーキュリー・グランドマーキーのダッシュボードの改訂版を採用する形でダッシュボードが初めて更新された。 この更新は部品の共通化を高める事に加え、軽量化のために行われた物でプラスチックフレームのマーキュリーのダッシュボードは従来のスチールフレームの物よりも軽量だった。同様の動きとしてリンカーンはリアフェンダースカートのデザインを一新し、後輪の覆いを浅くしたバージョンを採用した。オプションのスライドガラスサンルーフに加えて室内用サンシェード付きの固定ガラスムーンルーフが導入された（1955年のフォード・スカイライナー以来)。
1979年にはマーキュリー製のダッシュボードにウッドトリムが追加されるなどインテリアがさらに更新された。リンカーン/マークVのモデルラインから460V8が完全に削除され、400V8が唯一のエンジンとなった。

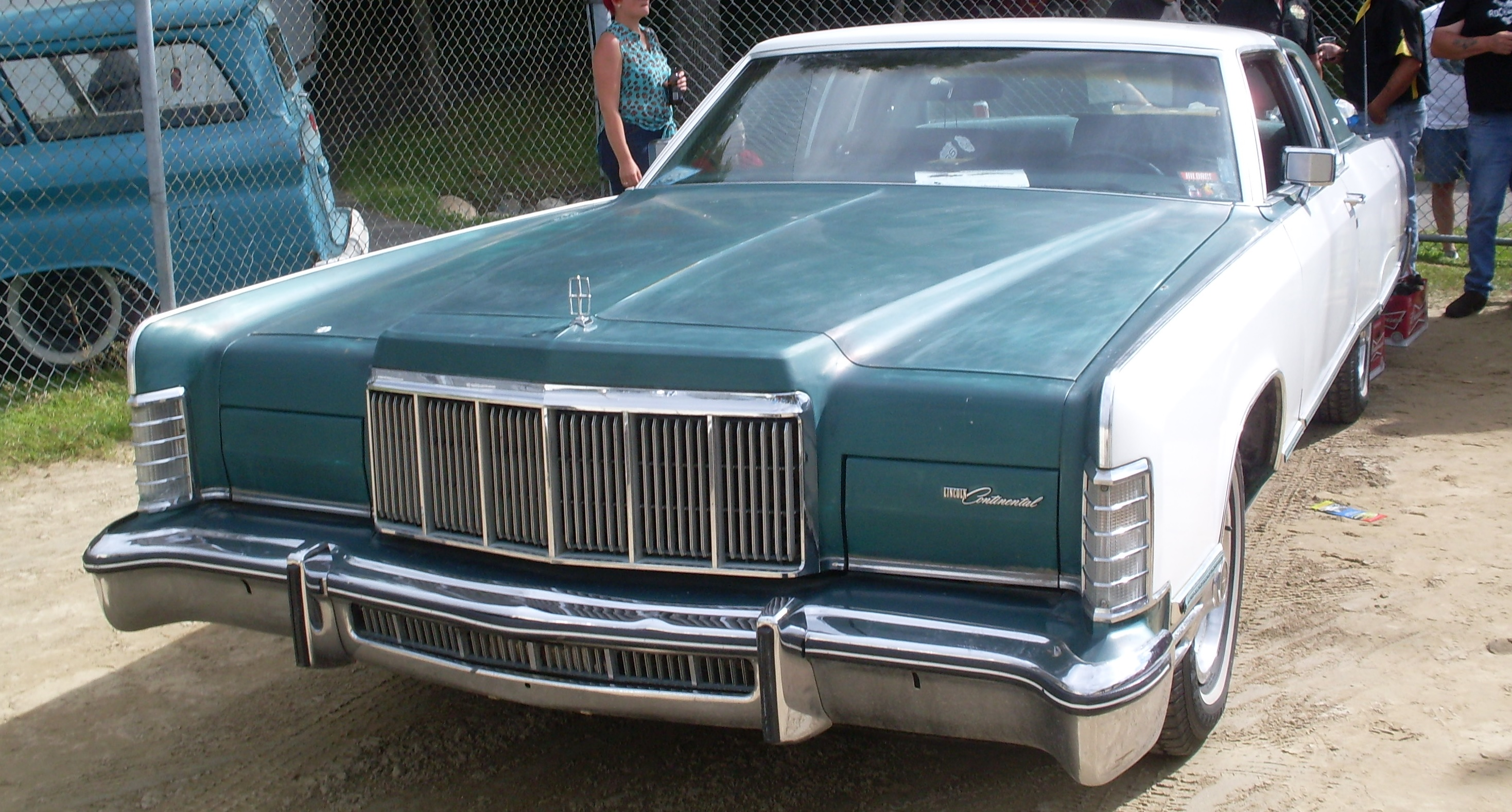
1975年型リンカーン・コンチネンタルタウンクーペ
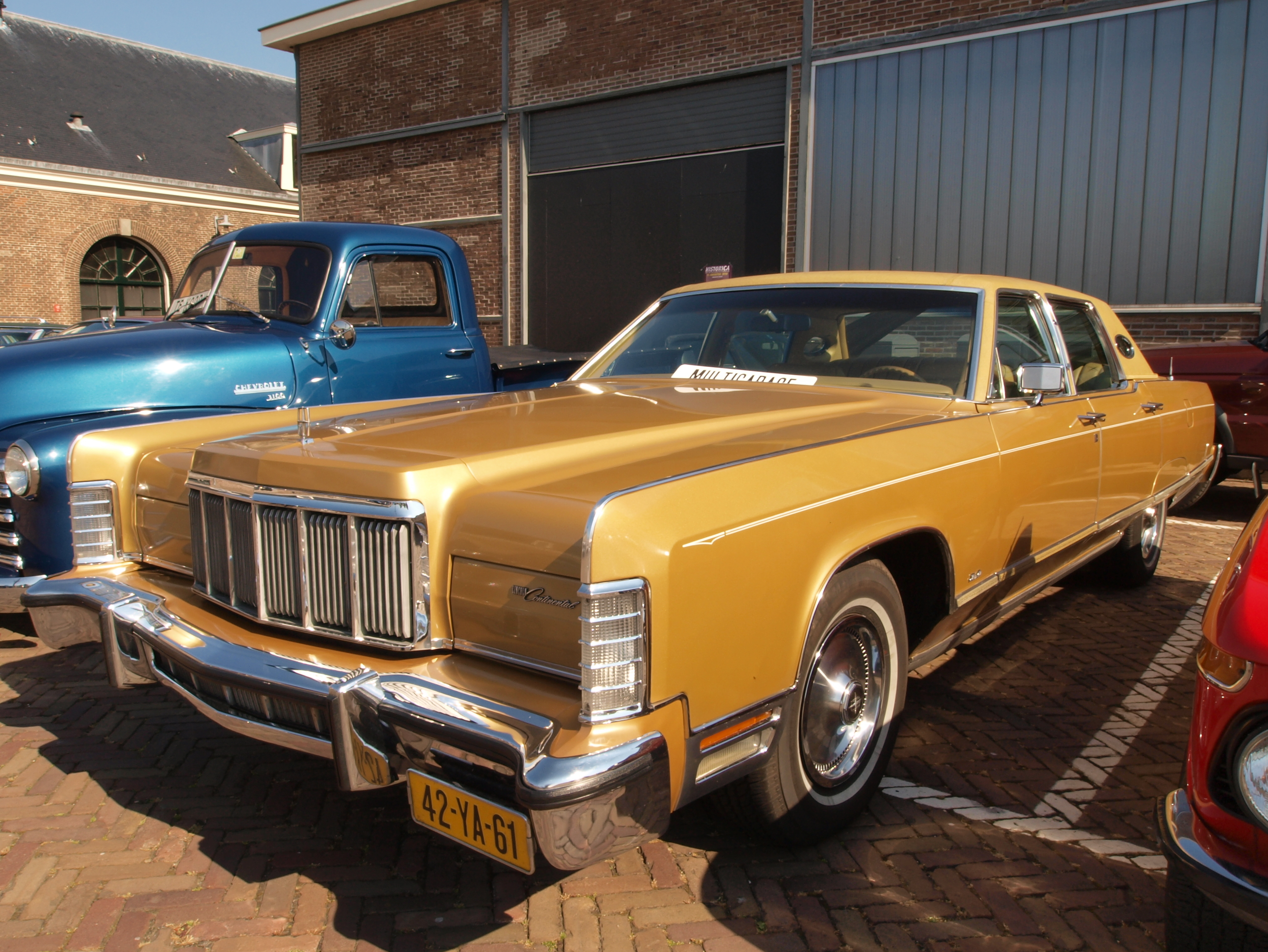
1975-1976年型リンカーン・コンチネンタルタウンカー
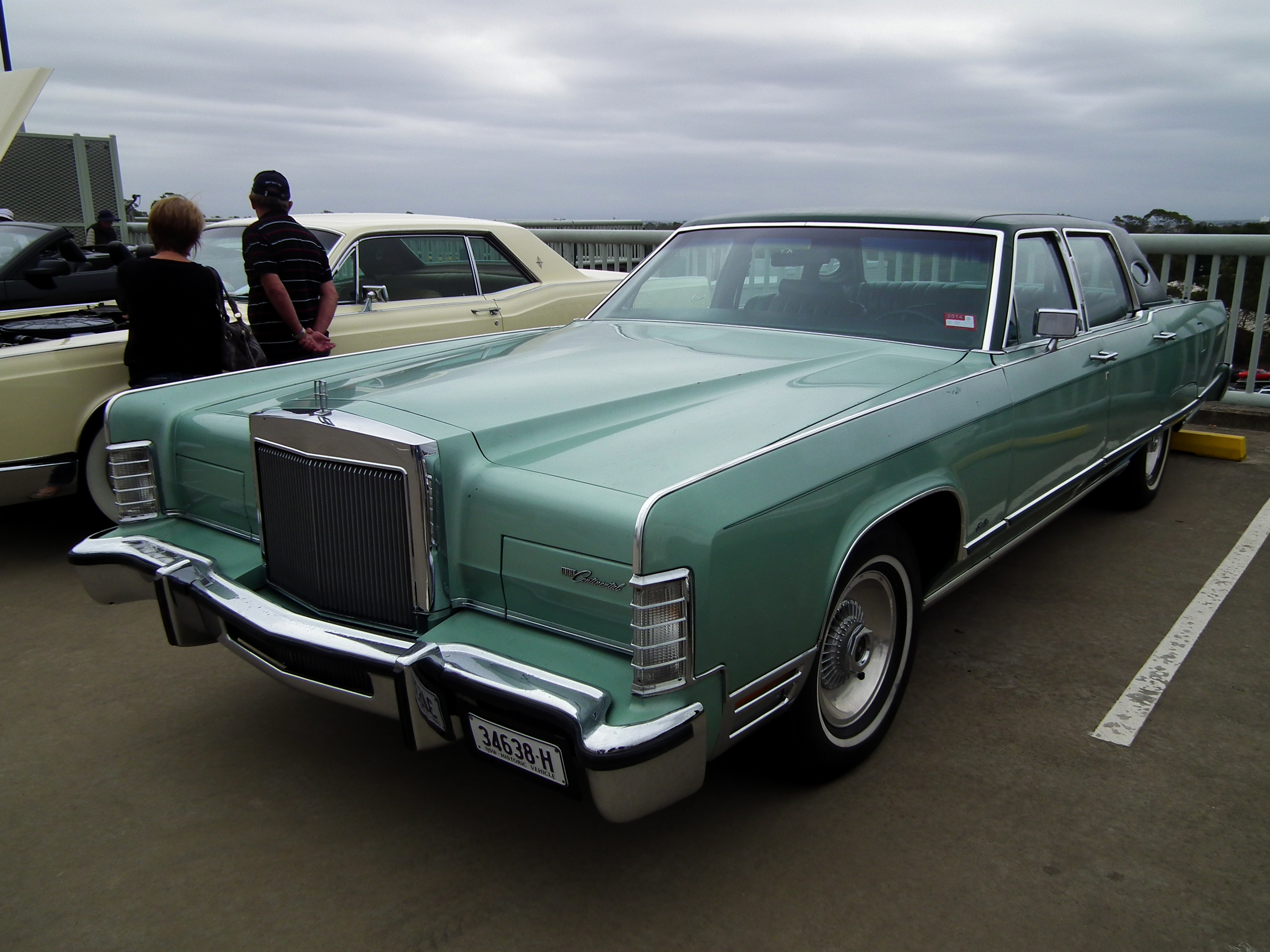
1977年型リンカーン・コンチネンタルタウンカー
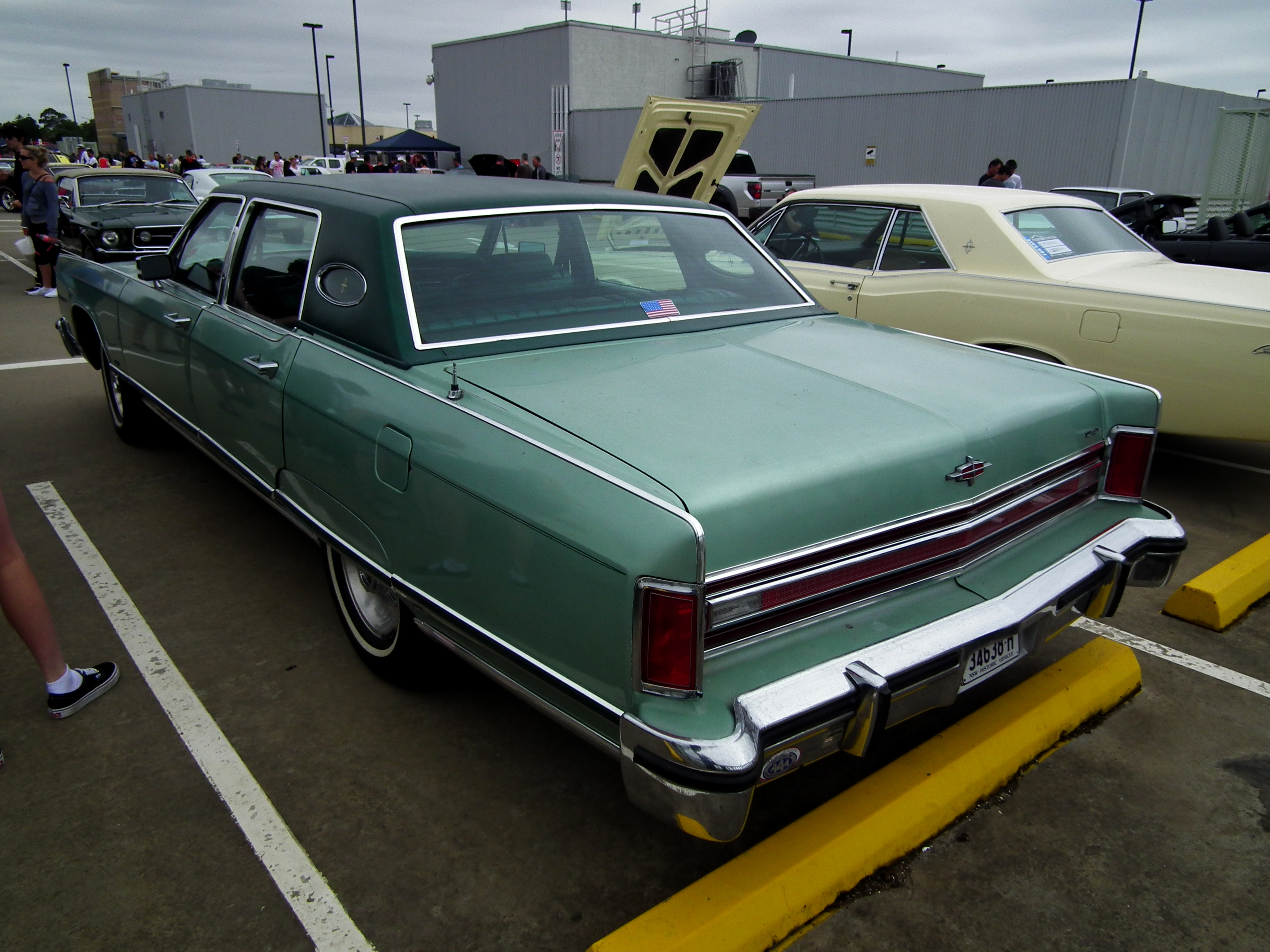
1977年型リンカーン・コンチネンタルタウンカー後部
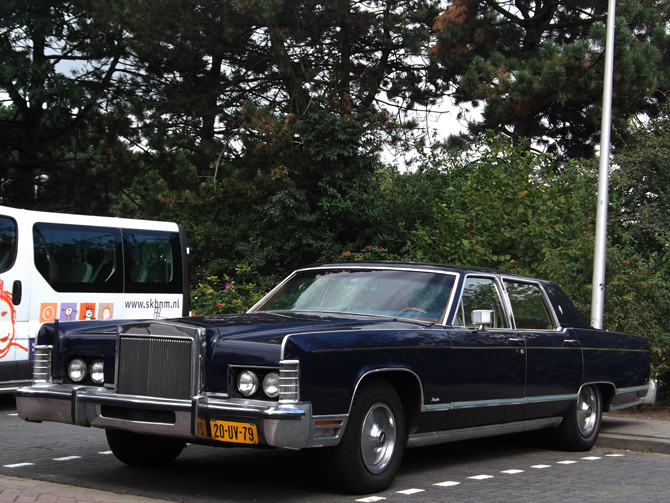
1978年型リンカーン・コンチネンタル (スタンダードトリム)
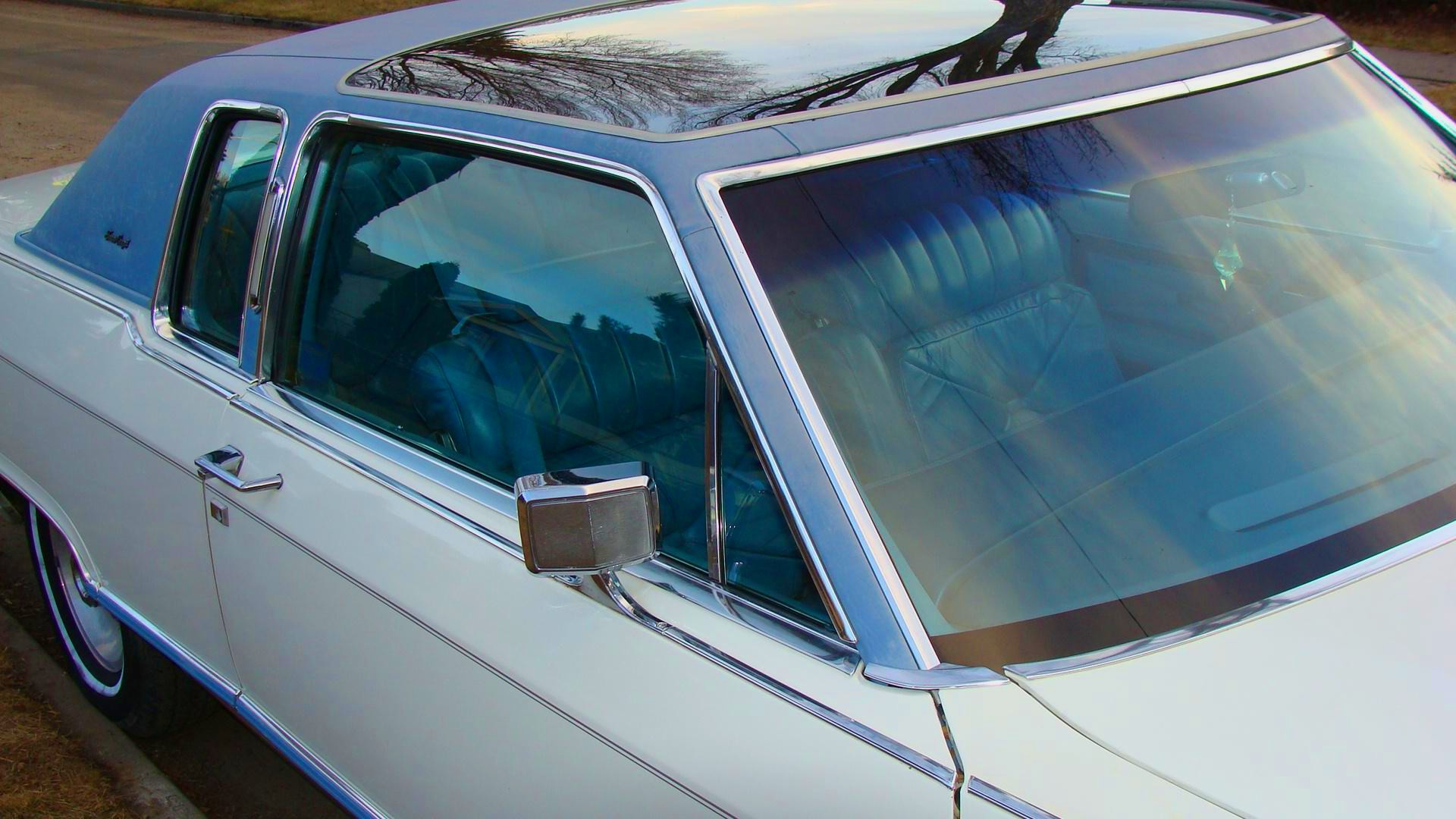
1978年型リンカーン・コンチネンタルタウンクーペのグラスムーンルーフ
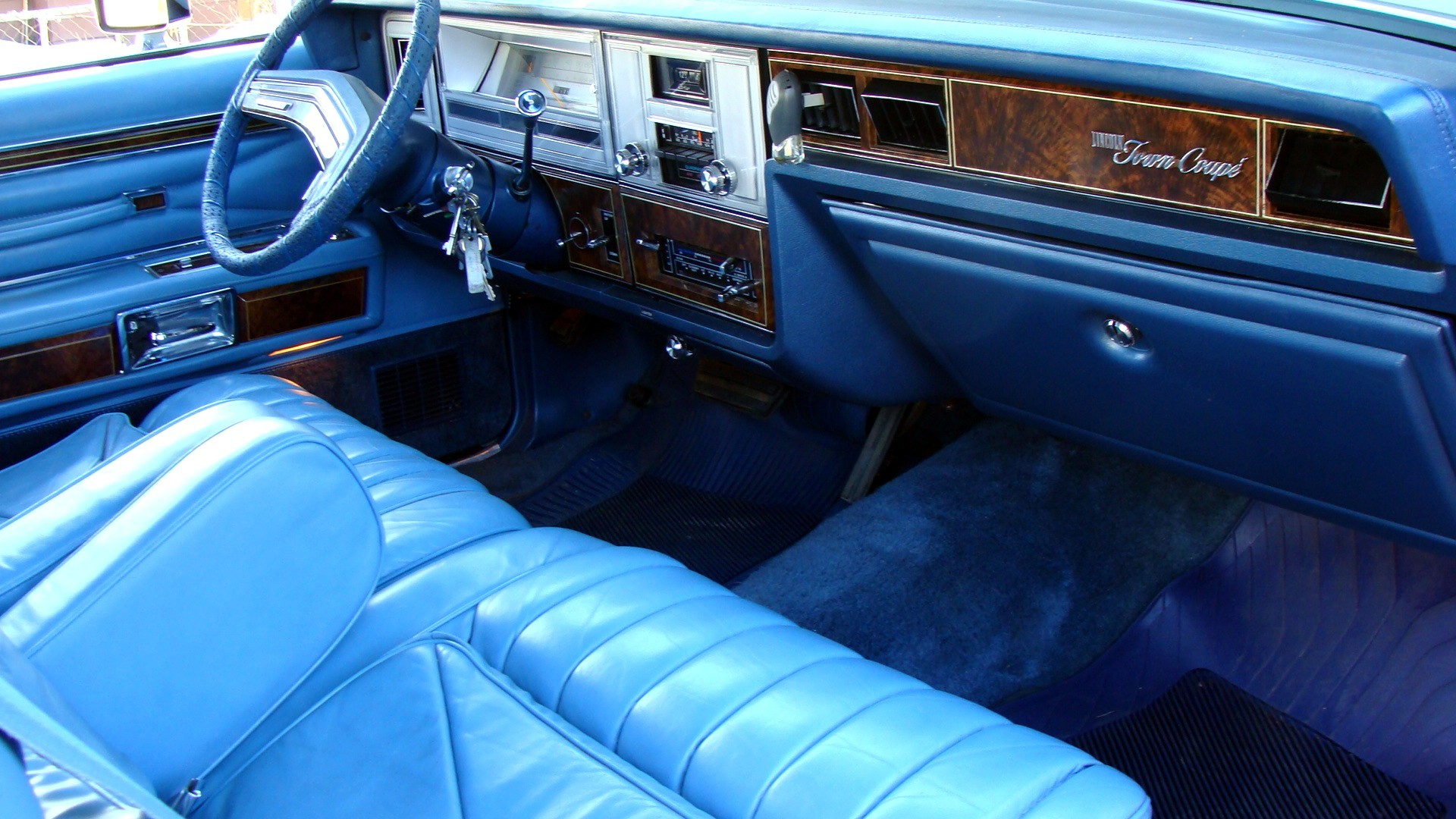
1978年型リンカーン・コンチネンタルタウンクーペ内装
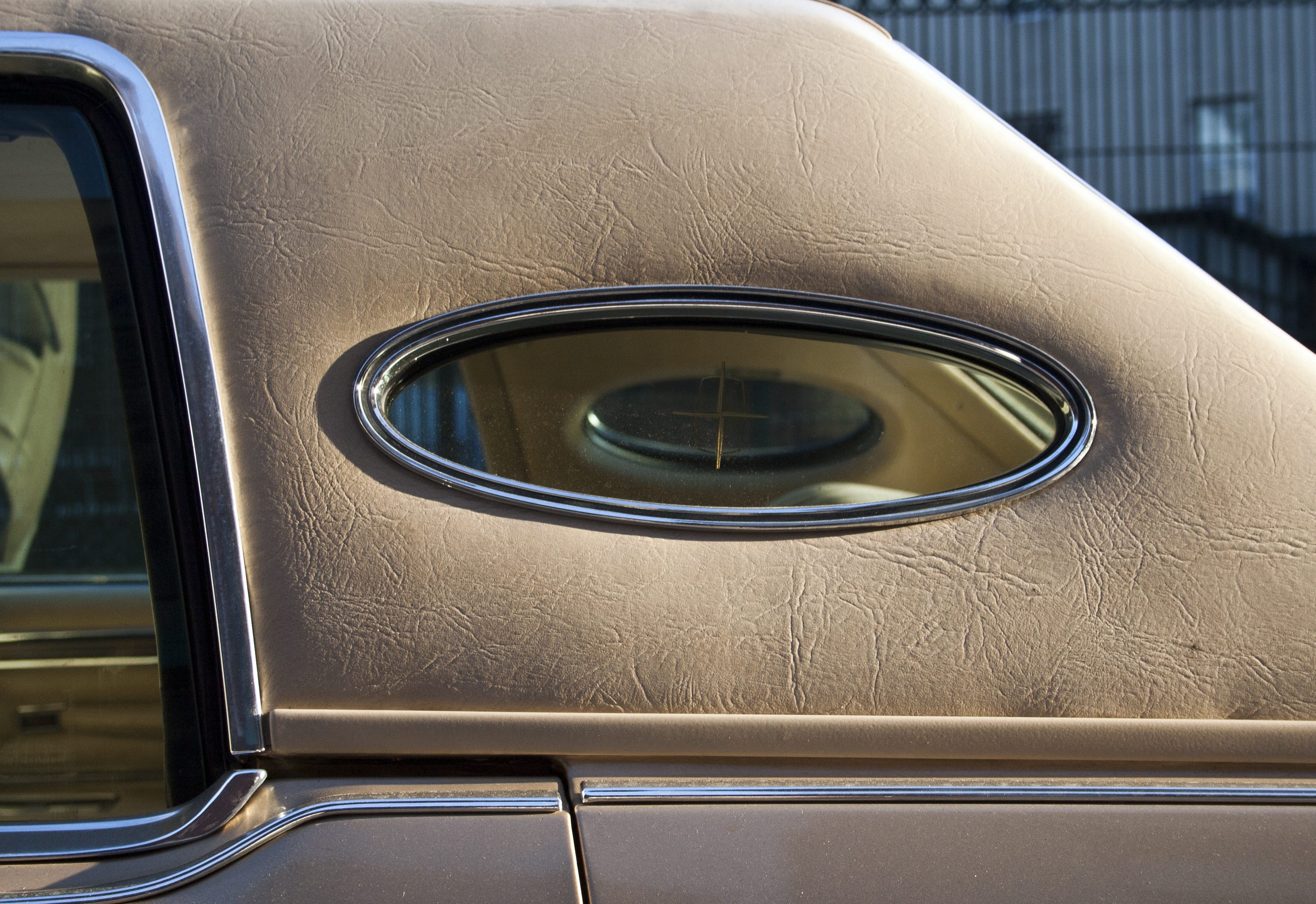
1979年型リンカーン・コンチネンタルタウンカーのオペラウィンドウ

### 特別仕様車
5代目リンカーン・コンチネンタルには、その生産期間中いくつかの特別仕様のオプションパッケージが用意された。マークシリーズとは対照的に5代目コンチネンタルにはデザイナーシリーズのエディションは設定されていなかった。

#### ゴールデン・アニバーサリー (1971年)
1971年にリンカーンの創業50周年を記念して、リンカーン・コンチネンタルの限定オプションパッケージとして「ゴールデン・アニバーサリー・タウンカー」が設定された。技術的にはリンカーンの全25色の中から好きな色を選ぶ事もできたが、ゴールデン・アニバーサリー・タウンカーにはゴールド・ムーンダスト・メタリックの専用色がオプションとして設定されており、1,040台がこのゴールド・ムーンダスト色で塗装された。 全車に車体色と同色のビニールルーフとレザーインテリア（パッケージ専用トリム付き）が設定された。
その他にも記念パンフレット、グローブボックスのバニティミラー、ダッシュボード上の記念プレート、ジュエリーボックスに入れた22金メッキのキーなどの特徴があった。当初の生産予定は 1,500台だったが、さらに75台がフォード・モーター・カンパニーの従業員向けに生産された結果、生産台数の合計は1,575台となった。

#### ウィリアムズバーグ・エディション (1977年-1979年)
1977年から1979年にかけて、リンカーンはコンチネンタルタウンカーのウィリアムズバーグ・エディションを販売した。ウィリアムズバーグ・エディションは、装飾的なオプション・パッケージとして販売された唯一のコンチネンタルまたはタウンカーであり、2トーンカラーの塗装が施されていた。ウィリアムズバーグ・エディションではいくつかのオプション装備も標準化しており、2トーン塗装の他に、フルビニールルーフ、ピンストライプ、パワーベントウィンドウ、ライト付きバニティミラー、6ウェイツイン「コンフォートラウンジシート」などが装備されていた。
1977年の発売当初、オプションパッケージはタウンカーの中でも最も保守的なバージョンとして設定され、ルーフラインにオペラウィンドウやコーチライトは取り付けられなかった。1978年と1979年にはオペラウィンドウとコーチライトがルーフラインに追加された。

#### コレクターズシリーズ (1979年)
リンカーン・コンチネンタルとコンチネンタル・マークVの生産終了を記念して、「伝統的な」アメリカ車最後のフルサイズセダンとクーペである事を示す意味から、リンカーンはコンチネンタルとマークVの両方にコレクターズシリーズを提供した。マークVと同様コンチネンタルのコレクターズシリーズには基本的にすべての機能が標準装備されていた。 コレクターシリーズのオプション装備はパワームーンルーフ、40チャンネルの市民ラジオ、「Sure-Track」アンチロック・ブレーキ・システム、通常のレザーにかわる豪華なカシミアベロアの内装の4つのみが用意された。コンチネンタル・コレクターズシリーズの価格はフル装備時には18,000ドル（現在の価値で63,409ドル）に達し、フォード・モーター・カンパニーの車種でこれを上回ったのは当時22,000ドルだったマークVのコレクターズシリーズだけだった。
4つのオプションと共にコンチネンタルコレクターズシリーズは、ダークブルーのビニールトップを備えたダークブルー、ホワイト、限定色のミディアムブルー(197台)とライトシルバー(125台)の4色で生産された。
 ウィキメディア・コモンズには、リンカーン・コンチネンタルに関するカテゴリがあります。

## 六代目 （1980年）
連邦政府の燃費基準（CAFE）の導入が間近に迫っており、1970年代の大型車がフォード・モーター・カンパニーにとって財政的な脅威となる可能性があったため、1979年にはフォードとマーキュリーのフルサイズセダンの大規模なダウンサイジングを実施した。もう一つの大規模なモデルチェンジでは、リンカーン・コンチネンタルは新たに導入され、マーク・シリーズとしては初めて先代モデルよりも小型化されたコンチネンタルマークVIのカウンターパートモデルとなった。
キャデラックに遅れる事3年でダウンサイズしたものの、コンチネンタルの再設計によりリンカーンはフォード史上最高の前年比燃費向上（38%）を達成した。 車体重量の大幅な削減に加え4速オーバードライブ・トランスミッションの導入により、リンカーンは競合他社を凌駕して1979年のCAFE評価が最悪だったブランドから、販売されているフルサイズ車の中で最も燃費の良いブランドに転身した。
当時フォードが販売した車の中で最も技術的に進んだ車のひとつである1980年型コンチネンタルは、標準的な4速オートマチックオーバードライブトランスミッション、コンピューター制御エンジンマネージメント（EEC-III）付き電子燃料噴射、デジタル計器パネル、トリップコンピューター（リアルタイムで平均的な燃費と走行距離を計測）を導入した。この10年の間に、これらの機能の多くは他の多くのフォードやリンカーン・マーキュリーの車にも採用された。
6代目のリンカーン・コンチネンタルは1980年のみ販売された。リンカーンのモデルラインの飽和状態を解消するため、6代目コンチネンタルは1981年にリンカーン・タウンカーとして再発売され、実質的には1989年モデルまで続いた。1980年にヴェルサイユが生産中止し6代目コンチネンタルがタウンカーとなった後、コンチネンタルの名称は1982年型モデルからミッドサイズセグメントを担う様変更された（コンチネンタルの1981年型モデルは存在しない）。1982年のコンチネンタルが正式にヴェルサイユの後継車と明言される事はなかったが、キャデラック・セビルの対抗馬となった。マークVIは1983年型モデル終了と共に生産を終了し、マークVIIに置き換えられた。

### シャーシー
デザイン変更の中心となったのはフォード・LTDやマーキュリー・マーキーと共通の新型フォード・パンサープラットフォームの採用である。パンサープラットフォームは、先代のボディ・オン・フレーム構造のレイアウトを踏襲し、後輪駆動のパワートレインを採用しながらも大幅なエンジニアリングの変更を行い車両重量を低減した。さらにシャーシー自体もいくつかの重要な部分で小型化された。 1980年のコンチネンタルは幅が約2インチしか狭くなっていないにもかかわらず、ホイールベースが10インチ全長が14インチ短縮され、約1,000ポンドの軽量化に成功した。1980年型コンチネンタルは「コンパクトな」リンカーン・ヴェルサイユとの車重の差が200ポンド以内に収まった。
燃費を重視したパンサープラットフォームは、1970年代を通じてリンカーン・マーキュリーのフルサイズ車に搭載されていた400や460のV8エンジンを使用せずに開発された。その代わりに採用されたのがフォード・モーター・カンパニーが製造した初の燃料噴射式V8エンジンだった。302V8が新たに命名された129馬力の5.0リッター（本来の排気量4.94Lから切り上げ表示した物）は、アメリカ・フォード初の「メートル法排気量」エンジンだった。オプションとして140馬力の5.8リッターが用意された。C6の3速オートマチックトランスミッションの代わりに、全く新しい4速オートマチック・オーバードライブ・トランスミッション（AOD）が採用された。フォード・インテグラルオーバードライブ（FIOD）という名前で開発されたこの業界初のトランスミッションは機械式オーバードライブ（0.67/1レシオ）4速と3速・4速トルクコンバータロックアップの両方を搭載していた。
新たなパンサープラットフォームの採用により、新型コンチネンタルのサスペンションのジオメトリーが変更されパワーステアリングにも多くの改良が加えられた。これにより1980年型リンカーン・コンチネンタルは全体のサイズを縮小し、伝統的な大型車の乗り心地とフィーリングを維持しつつハンドリングを大幅に向上させた。1980年型コンチネンタルの対抗馬に当たるGMやクライスラーのモデルや1979年型のリンカーンと比較すると、新型車はより俊敏な操縦性を実現し小回りが8フィート（1979年型のリンカーン・コンチネンタルと比較して）以上短縮された。

### ボディ
プラットフォームやパワートレインはフォード・LTDやマーキュリー・マーキーと共通ではあるが、3車種の間でボディパネルの共通化は行われずリンカーン・コンチネンタルは他のモデルとの差別化が図られていた。一方、1980年のコンチネンタルはリンカーン・モデルラインのベースモデルとして位置付けられ、コンチネンタルタウンカーおよびタウンクーペはトップトリムモデルとして復活した。コンチネンタルはすべてパッド入りルーフを採用していたため、コンチネンタルタウンカーは2トーンカラーの塗装で大きく差別化された。コンチネンタルマークVIとの差別化は露出したヘッドライトとフルワイドのテールランプ（「コンチネンタル・スペアタイヤ・トランク」の代わりに）によって行われた。4ドアのリンカーンとホイールベースを共有していた2ドアリンカーンはその「ノッチバック」ルーフラインによって2ドアのマークVIと区別できた。

## 七代目 （1982年 - 1987年）
1980年型モデルのコンチネンタルをフォード・パンサープラットフォームの採用でダウンサイジングした後、リンカーン部門は危機的な問題に直面していた。1980年初頭にコンパクトモデルにあたるリンカーン・ヴェルサイユが生産中止となった後、リンカーンには2車種のフルサイズセダンが残された。リンカーン・コンチネンタルとコンチネンタルマークVIは、それぞれその年の新モデルだったが機能的には全く同じ車だった。マークVIのコンチネンタル・タイヤのトランクリッド、ユニークなリアクォーターパネル、テールランプの異なるデザイン、リトラクタブル・ヘッドライトを除けば、この2車種にはほとんど違いがなかった。
リンカーン・コンチネンタルは1981年初頭に1982年型モデルとして再登場した。タウンカーに車名を改めた先代コンチネンタルとの差別化を図るために、リンカーンのデザイナーはコンチネンタルの名称をミッドサイズセグメントに移動させた。4ドアセダンのみの設定となったコンチネンタルはキャデラック・セビルやインペリアルを直接意識する様なバストルバック型のリアエンドが採用された。リンカーンのスタイリストたちはヴェルサイユのバッジエンジニアリングから学んだ教訓を生かし、高級モデルであるコンチネンタルをフォード・フォックスプラットフォームを共有するフォード・グラナダやマーキュリー・クーガーと差別化するために細心の注意を払った結果、ヴェルサイユと違って目に付く部分の車体パネルは共有されていなかった。また、コンチネンタルは1984年型モデルとして登場したコンチネンタル・マークVIIとホイールベースとパワートレインを共有していた。
1981年型モデルから、すべての自動車メーカーは17文字のVINコードを使用する事が義務付けられた。最初の3桁はその車の製造元を示すWorld Manufacturer Identifier（世界製造者識別子）であり、1982-1985年型モデルのコンチネンタル4ドアセダンとタウンカーにはVINコード1MRがリンカーンの1LNとは別個に設定され、これはコンチネンタルを製造元とする事を意味していた。1986年にはフォード・モーター・カンパニーによって状況が明らかにされ、コンチネンタルのVINコードも1LNに変更されリンカーンを製造元とするようになった
。

### シャーシー
フォード・パンサープラットフォームからフォード・フォックスプラットフォームに移行したリンカーン・コンチネンタルは初めてミッドサイズセグメント車となった。 コンチネンタルは再設計によってホイールベースが約9インチ、全長が18インチ短くなり、重量の軽量化は400ポンド以上になった。当時のリンカーンとしては最も短いホイールベースではあったが、コンチネンタルはフォード・サンダーバードやマーキュリー・クーガーが用いていたフォックスプラットフォームを延長した108.5インチのホイールベースを採用した。 前輪駆動のGMプラットフォームに切り替えたキャデラック・セビルとは対照的にコンチネンタルは後輪駆動を採用した。
1982年のリンカーン・コンチネンタルには2種類のエンジンが搭載されていた。標準装備のエンジンは5.0リッター 131馬力のキャブレター版であった。フォード・サンダーバードやマーキュリー・クーガーと共用の3.8LV6エンジンも無償のオプション装備として設定された。これは1948年以来リンカーン車に初めてV8以外のエンジンが搭載された事例となった。どちらのエンジンも1983年型モデルで生産中止となり、タウンカーと共用の燃料噴射式5.0LV8に置き換えられた。3つのエンジンはすべて4速のフォードAODオーバードライブトランスミッションを装備していた。キャデラックや欧州の高級ブランドではオプション装備としてディーゼルエンジンが設定されていたが、リンカーンも1984年にZF製4速オートマチックトランスミッションを装備したBMW製の114馬力の2.4Lターボディーゼル直列6気筒エンジンをオプション装備で導入した。ディーゼルエンジンのコンチネンタルの売れ行きは低調で1,500台の販売にとどまり、1985年モデル以降は生産中止となった。7代目コンチネンタルでは業界初となるガスチャージ式ショックアブソーバーとランフラットタイヤという2つの機能が導入された。

### ボディ

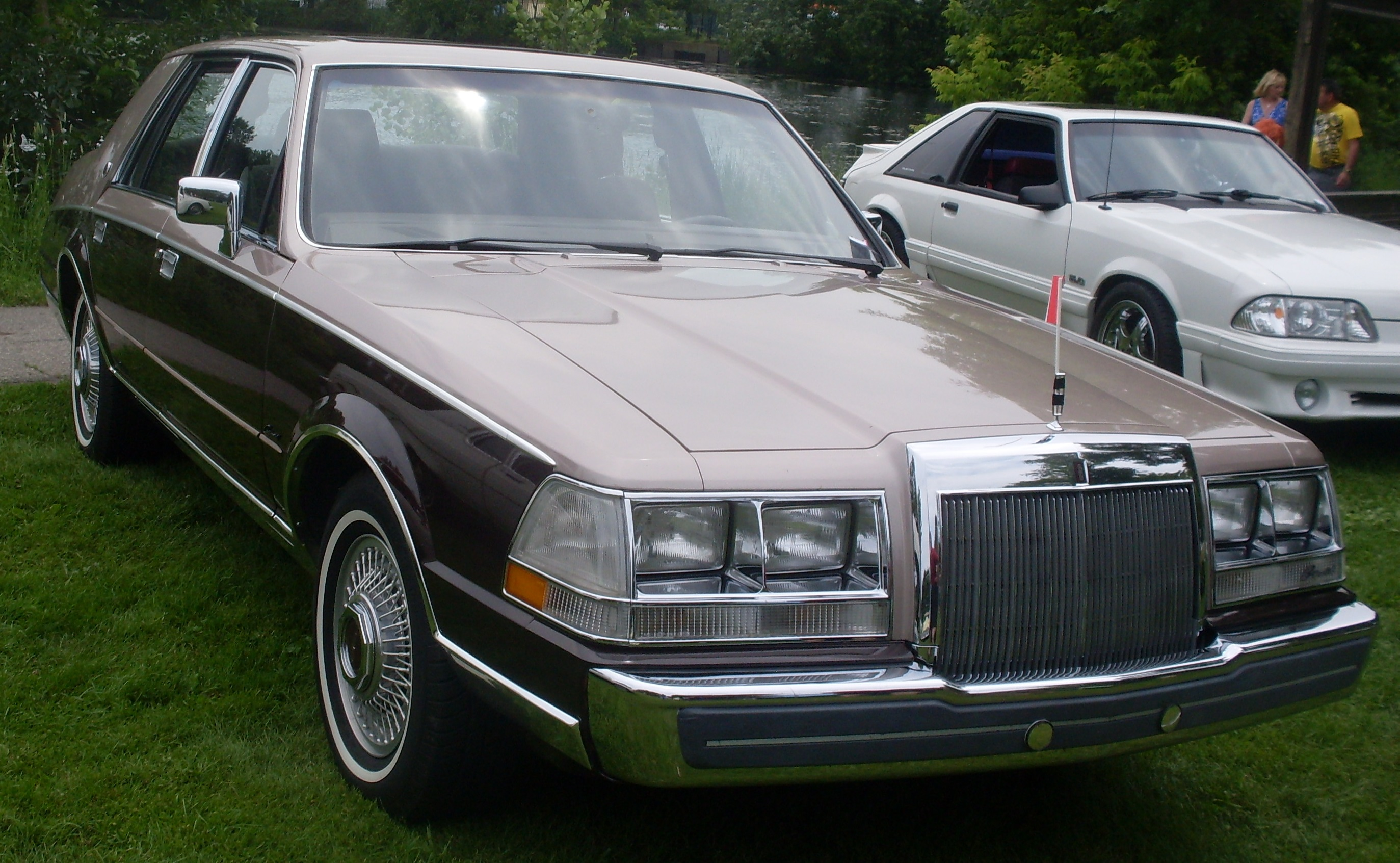
1984–1987年 リンカーン・コンチネンタル

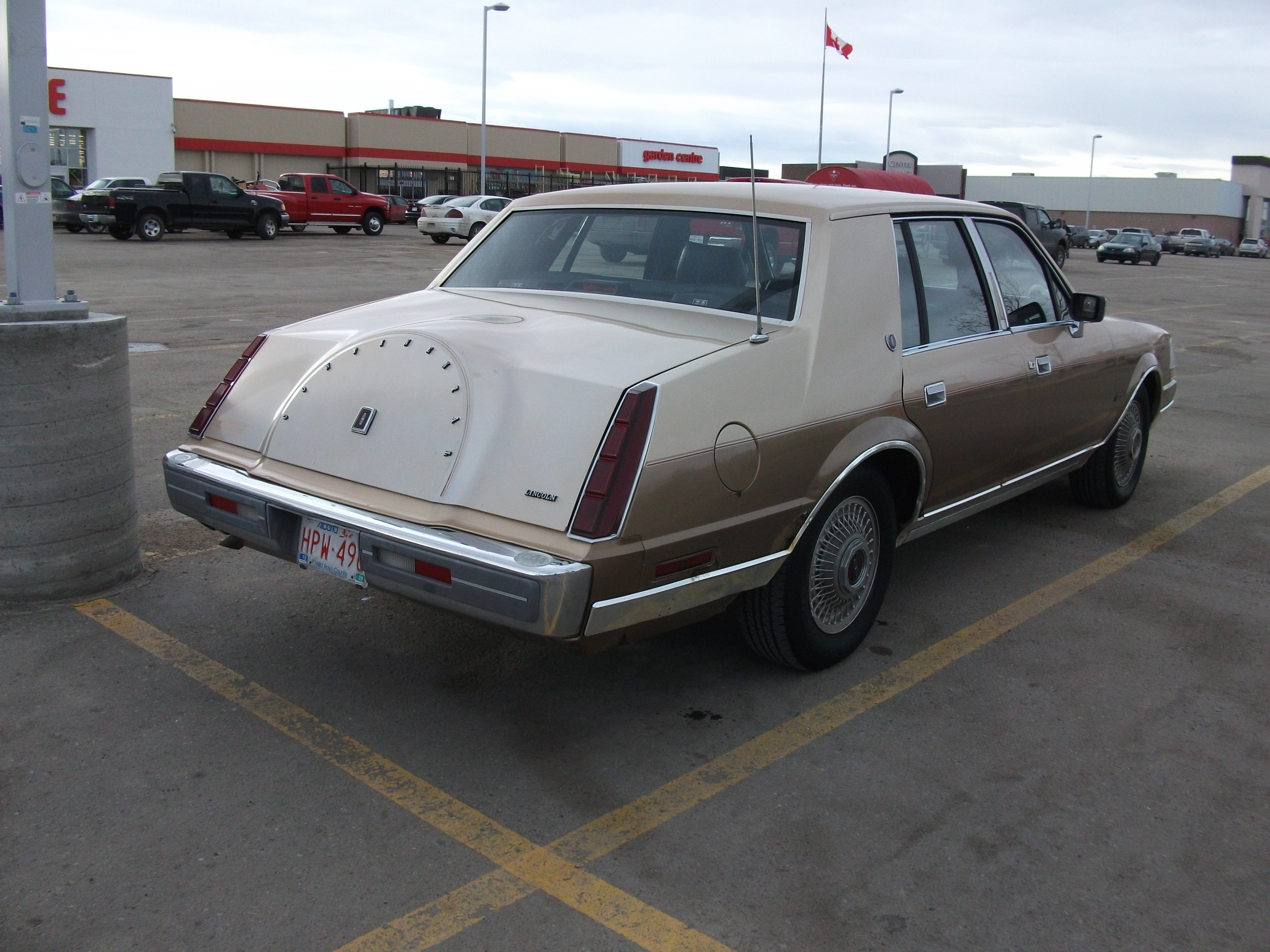
1986–1987年 リンカーン・コンチネンタル

マーク・シリーズやヴェルサイユにもあるコンチネンタル・スペアタイヤ・トランクの意匠が、初代のみで途絶えてから初めてリンカーン・ブランドのコンチネンタルのトランクリッド・デザインに採用された。ただヴェルサイユとは異なりデッキリッドには「LINCOLN」ではなく「CONTINENTAL」の文字が表記された。フォード・モーター・カンパニーはリンカーン・コンチネンタルをキャデラック・セビルに対抗させるため、車の後部に1930年代後半のリンカーン・ゼファーからインスピレーションを受けた「バストルバック」と呼ばれる傾斜のあるデクリッドがデザインした。コンチネンタルのデッキリッドのデザインはキャデラック・セビルよりも極端ではなかった。コンチネンタルの両サイドに沿って横長のブラッシュドクロームストリップが追加され、豊富な2トーンカラーの組み合わせによりキャデラックに比べてより中庸な外見となった。
1984年モデルでは2ドアのコンチネンタルマークVIIの登場に合わせてスタイリングを一新した。 ボディは前後のバンパーがフラッシュフィット化されテールランプが変更された。 コンチネンタルはマークVIIと違って複合ヘッドライトは装着されていなかったが、フロントフェイシアは角度のついたグリルを中心に凹型の角型ヘッドランプとコーナリングランプを組み込んだ大型のラップアラウンドマーカーランプを備え、より空力的な外観に変更された。 内装ではドアとダッシュボードに黒の本しゅす製トリムが装着された（1986年モデルのみは低光沢のウォールナット突板がアクセントとなっている）。 また、全車にフォードのドアマウント式キーレスエントリーシステムが採用された。これはリモートキーレスシステムとは異なる物である。

### トリム
1982年、コンチネンタルはベーストリム、シグネチャーシリーズ、ジバンシィデザイナーシリーズの3種類のトリムで発売された。1983年にはシグネチャーシリーズが廃止され同グレードはタウンカーとマークVIに導入された。一方でコンチネンタルにはヴァレンティノデザイナーシリーズが追加された。1985年モデル以降、ヴァレンティノデザイナーシリーズはジバンシィシリーズに取って代わられた。多くの標準装備を追加したシグネチャーシリーズ、ヴァレンティノ、ジバンシィデザイナーシリーズのコンチネンタルは標準モデルより3,100-3,500ドル高価であった。シグネチャーとジバンシィのフル装備モデルの価格は最高で26,500ドル（現在の価値で70,207ドルに相当）以上となった。
 ウィキメディア・コモンズには、リンカーン・コンチネンタルに関するカテゴリがあります。

## 八代目 （1988年 - 1994年）

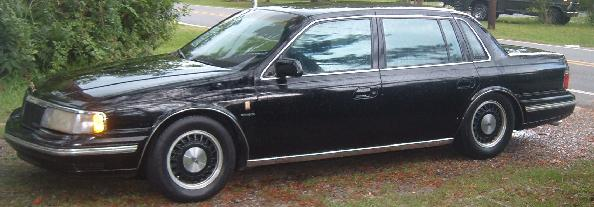
1989年 リンカーン・コンチネンタル シグネチャーシリーズ

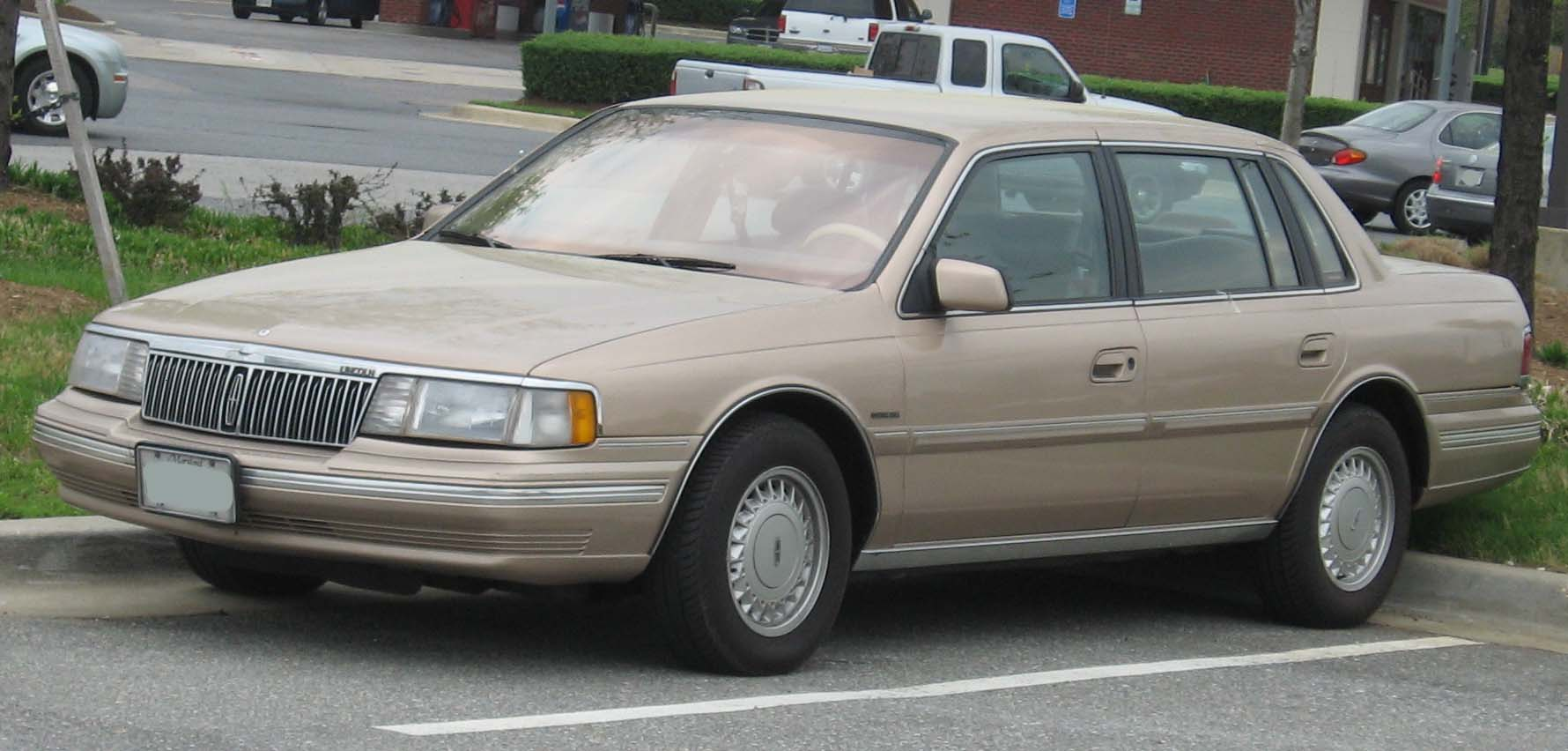
1990–1993年 リンカーン・コンチネンタル

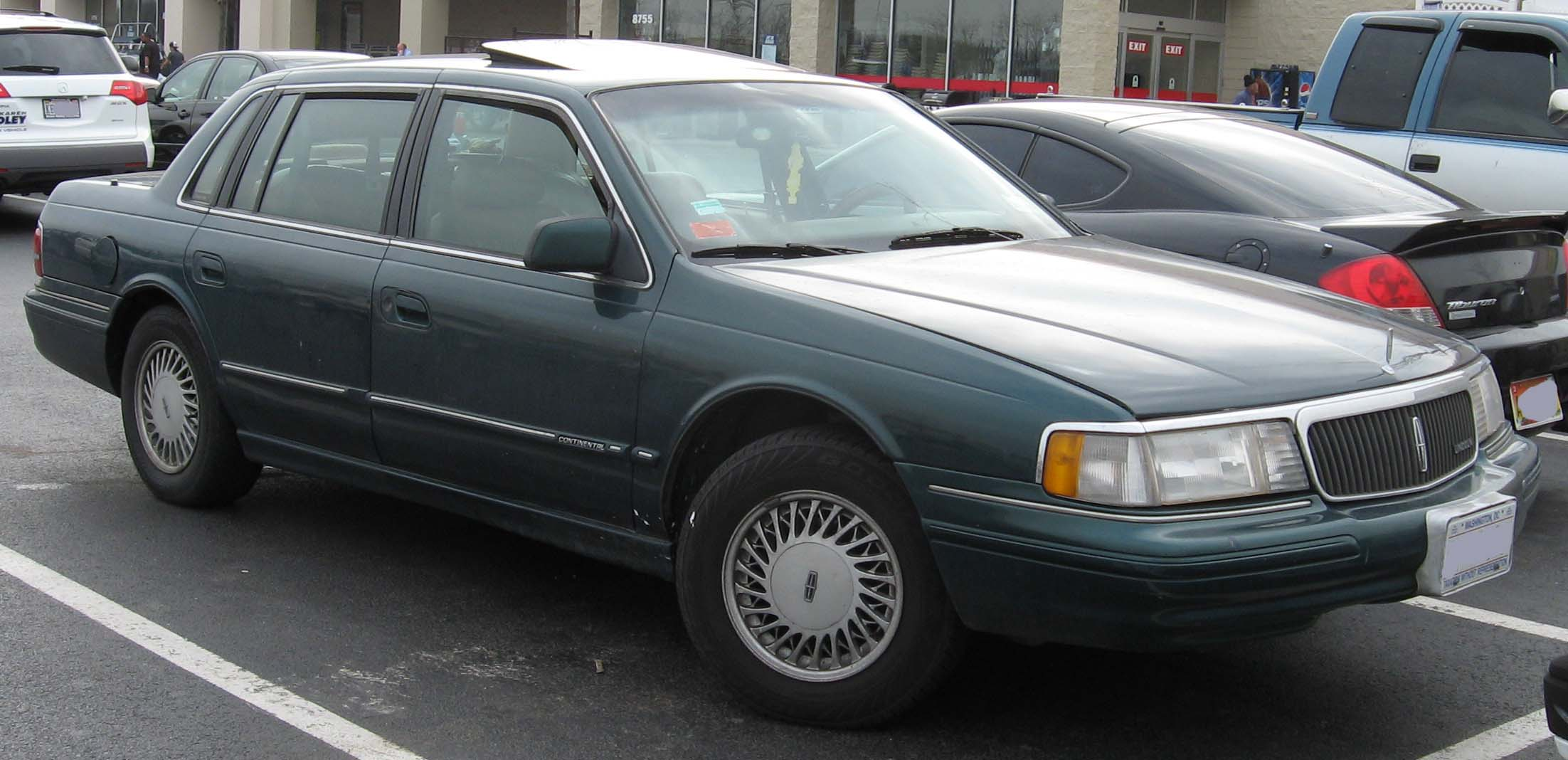
1994年 リンカーン・コンチネンタル

1980年代後半、コンチネンタルが属する高級車分野の状況はその10年前とは大きく変化していた。伝統的なライバルであるキャデラックやクライスラーに加えメルセデス・ベンツ、BMW、アウディが参入し、最終的にはアキュラ、レクサス、インフィニティといった高級車もコンチネンタルの競合相手となった。 この様な状況を見越してリンカーンは1981年第4四半期に第8世代モデルの開発に着手、コンチネンタルを完全に再設計する事を選択した。 1988年型モデルのコンチネンタルは1987年12月26日に発売され、ユニボディのシャシーをフォード・トーラスやマーキュリー・セーブルと共有し独自のボディとインテリアデザインを採用した。このコンチネンタルはリンカーン初の前輪駆動車となった。より保守的なエクステリア採用の一環として傾斜したコンチネンタル・トランクリッドは廃止された。4インチ長くなったにもかかわらず、先代モデルより170ポンドも軽くなり、1980年以来初めてコンチネンタルはキャデラック・セダン ドヴィルとほぼ同じサイズになった。
コンチネンタルは1988年に販売された前輪駆動車の中で最大の室内容積の車種であり、カー・アンド・ドライバー誌の1989年度ベスト10リストに掲載された。エンジンは1988年にトーラス/セーブルに新たに導入された140馬力の3.8LエセックスV6が搭載され、アダプティブ・エアライド・サスペンションと可変アシスト・パワーステアリングが標準装備されていた。エンジン出力は1990年（1991年モデル）に155馬力、1993年モデルでは160馬力に変更された。すべてのコンチネンタルには4速オーバードライブオートマチックトランスミッションが装備された。

### ボディ
コンチネンタルの外装はトーラスと並びフラッシュマウントガラス、フラッシュマウントヘッドライト、ラップアラウンドドアなど流麗なラインを多く採用する一方で、より直立したCピラー、クロムグリル、ロングデッキなどのより保守的なスタイリングを採用し、傾斜したトランクリッドのデザイン変更により、15立方フィートだったトランクスペースがほぼタウンカーに匹敵する19立方フィートに増加した。
1988年10月に発表された1989年モデルでは、ダッシュボードのデザインを一新しデュアルエアバッグを搭載するようになった。この前例のない措置によりフォードはアメリカの自動車会社として初めて運転席と助手席の両方にエアバッグを標準装備したメーカーとなった。 (世界の自動車メーカーではポルシェの1987年型944ターボに次いで2番目)  1989年発表の1990年モデルではグリル、ボンネットオーナメント、テールライトがマイナーチェンジされた。1993年後半期に発表された1994年モデルではバンパー、ロッカーモール、ボディサイドモールを含む大規模なフェイスリフトが行われた。エクステリアトリムは銀白色のグリル、テールランプ、デッキリッドトリムを含め再設計され、リンカーンの銘板はグリルとテールランプに移動された。オプション装備のバケットシートにはデザインを変更したステアリングホイールが付けられた。

### トリム
再設計の一環としてトリムラインナップが単純化され、スタンダード（後にエグゼクティブと改称）とシグネチャーシリーズのみとなった。1981年以来初めて6人乗りシートが復活、本革シートが標準装備となりベロアは無料オプションとされた。主なオプション装備はCDプレーヤー、インスタクリア電熱式フロントガラス（1988-1992年）、JBLサウンドシステム、パワーガラスムーンルーフ、キーレスエントリー、盗難防止アラームシステム、携帯電話（1990年モデルから）、3ポジションメモリーシート、ホイールの選択などであった。1993年モデル（1992年発表）では通常のクロームコラムシフターと50/50の「コンフォートラウンジ」分割ベンチシート（6人乗り）以外に、フロアシフター付きセンターコンソール（コンチネンタル初）、収納アームレスト、カップホルダー、5人乗りシートを採用した「個別シート」グループが設定された。1994年はコンチネンタルがエグゼクティブとシグネチャーシリーズで提供された最後の年だった。またエグゼクティブ・ツーリング・パッケージも用意された。

### フィフティーズ・アニバーサリーエディション (1990年)
フィフィティーズ・アニバーサリーエディション・コンチネンタル・シグネチャーシリーズはモデル50周年を記念し、1990年モデルとして提供された。50周年バッジ、ユニークなセンターハブオーナメントをあしらった幾何学的なスポークアルミホイール、独自の赤と青のアクセントストライプを施したチタン製エクステリアペイント、2トーンカラーのインテリアが採用された。
 ウィキメディア・コモンズには、リンカーン・コンチネンタルに関するカテゴリがあります。

## 九代目 （1995年 - 2002年）
9代目、1995年モデルでは内外共に大幅な変更がなされ、エクステリアはクーペモデルであるマークVIIIに似た、より丸みを帯びたものに変更された。製造は1994年の11月に、ミシガン州のウィクソム工場にて開始された。エクステリアは前述の通り一新されたが、プラットフォームは先代のキャリーオーバーとなっていた。但しエンジンに関しては、先代とは異なりV8エンジンに回帰しており、競合するキャデラックのドゥビルやセビルが搭載するノーススターエンジンに近づいた形となった。この新型コンチネンタルの価格は当時で40,750ドルからとなっていた。
このモデルには、「インテックエンジン」と呼称される4.6LのV8エンジン1種類のみが用意されていた。これはマークVIIIと共通であったが、マークVIIIが後輪駆動だったのに対しコンチネンタルは前輪駆動であったため若干出力が落とされており、最高出力は264PSと359Nm、0-97km/h加速は7.2秒となっていた。インテリアには贅沢な本革を用いており、多数の装備と先進的な電子機器が搭載された。その他にオプション装備として、JBLオーディオシステム、6連奏CDチェンジャー、自動サンルーフ、シートヒーター、自動車電話、盗難防止アラーム、トラクションコントロールやメッキホイールが用意されていた。また、それまでのモデルと同様に5人乗り仕様と6人乗り仕様とが用意されていたほか、上級グレードではブリッジオブウィアー製本革を使用したインテリアを選択することもできた。
1995年モデルと1996年モデルは総輪エアサスペンションを用いていたが、1997年モデルからは後輪エアサス、前輪コイルサスへと変更された。このような装備の簡略化および熾烈化する高級車市場のあおりを受け、1997年モデルではベース価格が10％引き下げられている。

### フェイスリフト（1998年）
1997年暮れにはマイナーチェンジを実施し、1998年モデルとして発売された。エクステリアでは、前後のパーツが変更されることで、同じく1998年モデルとして新発売されたタウンカーとよく似たものとなった。インテリアについても変更が加えられ、光沢のあるダッシュボードはそのままにデザインが変更された。これらのように大きく変更された1998年モデルであったが、価格はそれまでと比べて若干しか上げられなかった。
1999年モデルでは価格がやや引き上げられ、ベース価格が一回り大きいタウンカーと同じ38,525ドルとなった。こうしてリンカーンは後輪駆動のタウンカー、前輪駆動のコンチネンタル、そして新たに加わったLSという3種類のセダンを用意することになった。この1999年モデルは、座席内蔵のサイドエアバッグと279PSにまで高められたエンジンパワーを特色としていた。オプション装備としては、GPSによる緊急通報システム「RESCUパッケージ」、サンバイザー部のスイッチ操作で車庫のシャッターを開閉できる「ホームリンク」、ハンズフリー電話、アルパイン製オーディオシステム（デジタルサウンドプロセッサー、サブウーファー、追加スピーカー）、6連奏CDチェンジャー、前席シートヒーターや着色ガラスサンルーフ（遮光カーテン付き）が用意された。6人乗りモデルも引き続き無料オプションとして用意されており、選択した場合はコラムシフトとベンチシートが装着された。更に有償のパッケージオプションとして、「ラグジュアリーアピアランスパッケージ」と「ドライバーセレクトシステム」が用意された。前者には木目パネルを用いたステアリングホイールとシフトノブ、専用ツートンシート、メッキホイールと専用フロントグリルとが、後者にはセミアクティブサスペンション、選択式ライドコントロール、オーディオとエアコンのステアリングスイッチ、自動防眩ミラー、「メモリープロファイルシステム」（2人分のパワーステアリングとライドコントロール設定の記憶機能）と「パーソナルセキュリティパッケージ」（光輝アルミホイール、ランフラットタイヤ、タイヤ空気圧警報、共通規格の車庫シャッターオープナー）とが装備された。
2000年モデルから2002年モデルにかけては、製造が終焉に向かっていたため大がかりな変更は施されなかった。2000年モデルではチャイルドシート固定機構、緊急用トランクオープナー、シートベルト未装着警報といった安全装備が標準装備化された。2001年モデルでは、それまでオプションだった共通規格車庫シャッターオープナーが標準装備へと変更された。2002年モデルには、ハンズフリー電話、緊急通報システム、情報提供サービスとルート案内機能をセットにした新型ビークルコミュニケーションシステム（VCS）がオプション装備として設定された。

### 特別仕様車
1996年モデルには2種類の特別仕様車が設定された。ひとつはリンカーン75周年記念モデル「ダイヤモンドアニバーサリーエディション」であり、これを選ぶと専用エンブレム、本革シート、ハンズフリー電話、JBLオーディオシステム、方位磁針内蔵の自動防眩ミラーとトラクションコントロールが装備された。もうひとつの特別仕様車は、前1995年モデルのタウンカーにも用意された「スピネーカーエディション」であり、こちらには専用エンブレム、三層コート塗装、ツートン本革シートと16インチのスポークアルミホイールが装備された。
2001年モデルには「リミテッドエディション」が設定された。これは"Limited"の刺繍が入った専用の本革内装、ツートンカラーのトリム、木目ステアリングホイール、6連奏CDチェンジャー、16インチのスポークアルミホイールからなっていた。なおこの仕様は他の一部の国では「グリーンブライアーリミテッドエディション」として発売されている。
2002年モデルには、コンチネンタルの生産終了を記念して「コレクターズエディション」が設定された。専用装備として、ウォルーナット材の本杢目を使用したステアリングホイール、インパネとサイドドアトリム、頭文字"CE"のエンブレム、プラチナ塗装のフロントグリル、10本スポークのメッキホイール等が装備された。加えて、チャコールグレーの専用塗装も選択することができた。この仕様は約2,000台が生産された。

### 生産中止と後継車
数年に渡って生産台数が落ち込んだのち、リンカーンは2002年モデルをもってコンチネンタルの生産を終了することを発表した。この生産終了には、売れ行きの鈍化の他に、殆ど価格の変わらない中型の後輪駆動セダンLSが2000年モデルで追加され、やはり同価格帯のタウンカーと三つ巴となったことも影響している。
1958年以降、全てのコンチネンタルはフォードのウィクソム工場で生産されてきた。コンチネンタルの最終生産車は2002年7月26日に工場をロールオフした。その後この工場ではタウンカーとLS、またフォードのサンダーバードと少量生産のGTが生産されていたが、2007年にタウンカーを出荷した後閉鎖されている。
2008年中旬に、リンカーンは新しいフラッグシップモデルとなるMKSを2009年モデルとして発売した。MKSは9代目コンチネンタルに近いサイズとなっているが、エンジンはV8の代わりにV6ターボとなっている。

## 十代目 （2017年 - 2020年）
先代の廃止から15年の歳月を経て復活した10代目コンチネンタルは2016年秋に販売が開始された。これに先立つ2015年にはニューヨーク国際オートショーでお披露目されており、この10代目はMKSの後継車種となる。製造はフォード・マスタングと同じミシガン州のフラットロック工場にて行われる。
プラットフォームには7代目フォード・トーラス（現時点で中国市場専売）、MKZやフォード・フュージョンと同じCD4プラットフォームを用いているが、ホイールベースは145mm延長されている。駆動方式はFFが標準だがオプションで4WDも選択できる。
エンジンは3種類用意されており、全て6速ATが組み合わされる。アメリカ市場では309PS、380 N⋅mを発生するV6自然吸気エンジンが標準となり、その他に340PS、515 N⋅mを発揮する2.7Lの直噴ツインターボエンジンと、リンカーン専用となる新型の3.0L直噴ツインターボエンジンをオプションで選択することが可能となっている。この3.0Lエンジンは一回り小さいMKZにも搭載されるもので、オクタン価93((R+M)/2)のガソリンで406PS、542 N⋅mを発揮する。カナダ市場においては2種類のターボエンジンと4WDのみが用意される。
このコンチネンタルには、今までフォードブランドの車で採用されたことのない数々の装備が用意されている。例えばリンカーンが"E-Latch"と称するドアオープナー機構は、オートクロージャー機能に加えてドア開閉時のロック解除を電動で行うもので、乗降時には窓下のベルトライン部、もしくは室内に設置されたスイッチに触れるだけでロックが解除される。また、3.0Lエンジンと4WDを選択した場合はトルクベクタリングシステムも装備される。トランスミッションはシフトノブを廃し、センタースクリーンの左にあるスイッチ(P, R, N, D, S)で操作するものとなっている。これは1950年代にクライスラーやパッカードが用いた手法の再来である。これらのスイッチのうち、スポーツモードを意味する"S"を選択すると、連続可変サスペンション、電動パワーステアリングとトランスミッションの変速タイミングが専用のものとなる。追従式クルーズコントロールとレーンキーピング機能はMKSでも採用していたが、コンチネンタルではこれらに加えて360°カメラシステムをオプションで用意している。オーディオに関しては、標準の10スピーカー仕様の他に、ハーマンのREVELブランド製の、13スピーカー仕様と19スピーカー仕様をオプションで選択できる。これらを選ぶと前後ドアのスピーカーグリルがアルミ製のものとなる。また、「セレクト」と「リザーブ」グレードでは、SiriusXM社のトラベルリンクを6年間無料で利用できる、ボイスコントロール機能付きのタッチスクリーンナビが装備される。
グレードは下から「プレミア」、「セレクト」と「リザーブ」の3種類があり、更にそれらに加えて5つのオプションパッケージが用意されている。「リアシートパッケージ」ではリアシートに冷却/温熱機能、「アクティブモーション」と呼ばれるマッサージ機能、リクライニング機構と、統合型エアコン操作盤を設けたセンターアームレストが装備される。フロントシートには、10WAY運転席メモリーパワーシート、座面を延長できる24WAYパワーシート、そしてマッサージ機能を備えた30WAYパワーシートの3種類を用意しており、リンカーンはこれらを「パーフェクトポジション」と名づけている。シートの素材には、リンカーン伝統のブリッジオブウィアー製本革「ディープソフト」を、「セレクト」と「リザーブ」グレードに採用している。
リンカーンはこのモデルから、「ブラックレーベル」と呼ばれるスペシャルパッケージの提供を開始した。これに似たサービスとして、リンカーンは1976年から「デザイナーエディション」を用意していたことがあり、今回のものはこれの再来ともいえる。コンチネンタルには当該車種専用の「ラプソディー」のほか、「シャレー」と「サラブレッド」が用意されている。
近年の米国市場におけるクロスオーバーSUVの台頭やセダン市場の縮小などによる煽りを受け、リンカーン・MKZと共に2020年7月を以って生産、および販売終了となり、商標としてのリンカーン・コンチネンタルは通算10代・66年の歴史に幕を下ろす事となった。これによりリンカーンは1920年登場のLシリーズ以来、1世紀（100年）に渡り生産・販売を続けてきたセダンから完全撤退することとなった。

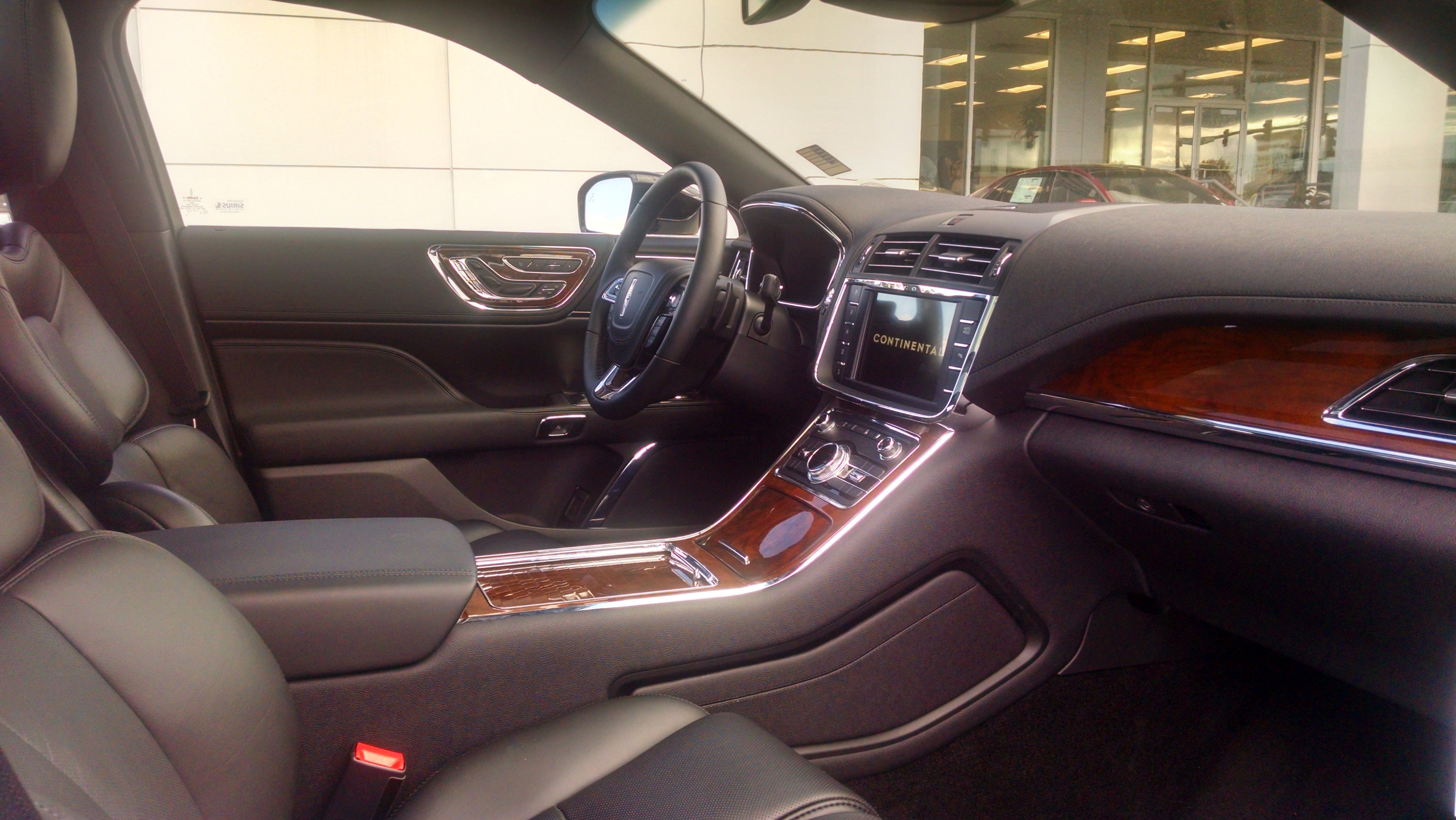
インテリア

## コンセプトカー

### 2002年 (ロサンゼルスオートショー)

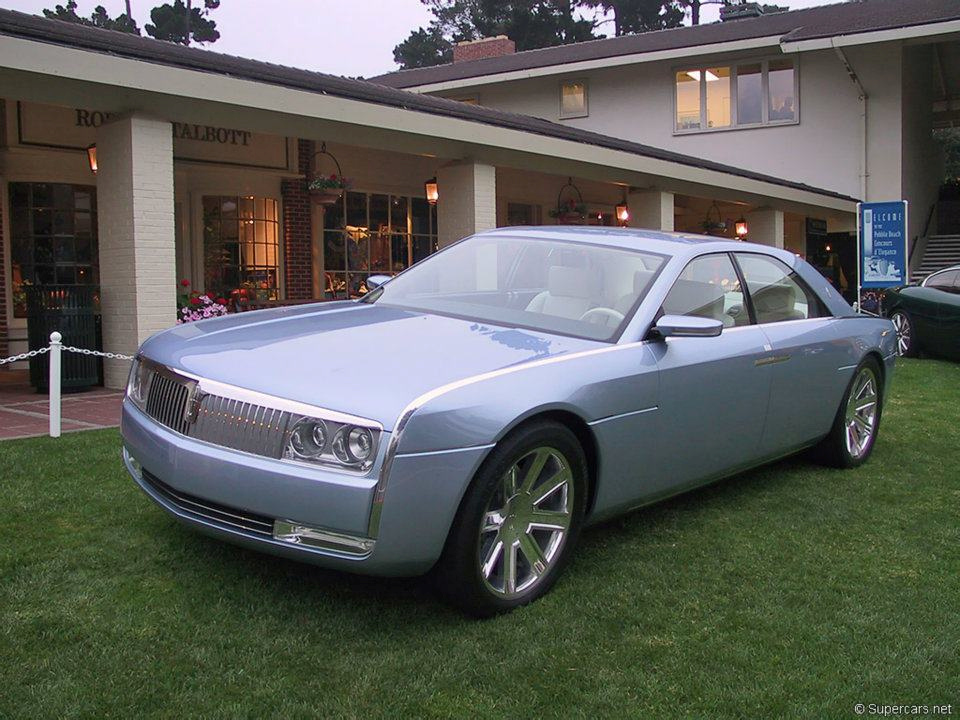
2002年のリンカーン・コンチネンタル・コンセプト (2002年ペブルビーチ・コンクールデレガンス)

2002年のロサンゼルスオートショーで発表された、リンカーン・コンチネンタル・コンセプトは、PAG傘下となったリンカーンの最初のプロジェクトのひとつであった。伝統的なデザインと先進的なデザインを組み合わせたこのコンセプトカーは、フルサイズセダン（全長214.3インチ、2002年型のリンカーン・タウンカーより1インチ短い）であり、乗員と荷室スペースを最大化することを目的としたデザイン機能を備えている。コンセプトカーは414馬力（309kW）の6.0LV12エンジンを搭載し、6速オートマチックトランスミッションと組み合わされて後輪に動力を送る。
コンチネンタルは乗員の乗り降りを容易にするために、1960年代のリンカーンと同様リアヒンジ式のコーチドアを採用しており、キャビンスペースをさらに拡大するために、136.6インチのホイールベースが採用され、客室を中央に効果的に配置している。
2002年のコンセプトが生産される事はなかったものの、2006年のリンカーン・ゼファー(後のリンカーン・MKZ) にルーフラインが採用され、2007年-2010年のリンカーン・MKXにフロントフェイスが採用されるなど、一部のデザイン要素は他のリンカーン車に採用された。

### 2015年 (ニューヨーク国際オートショー)

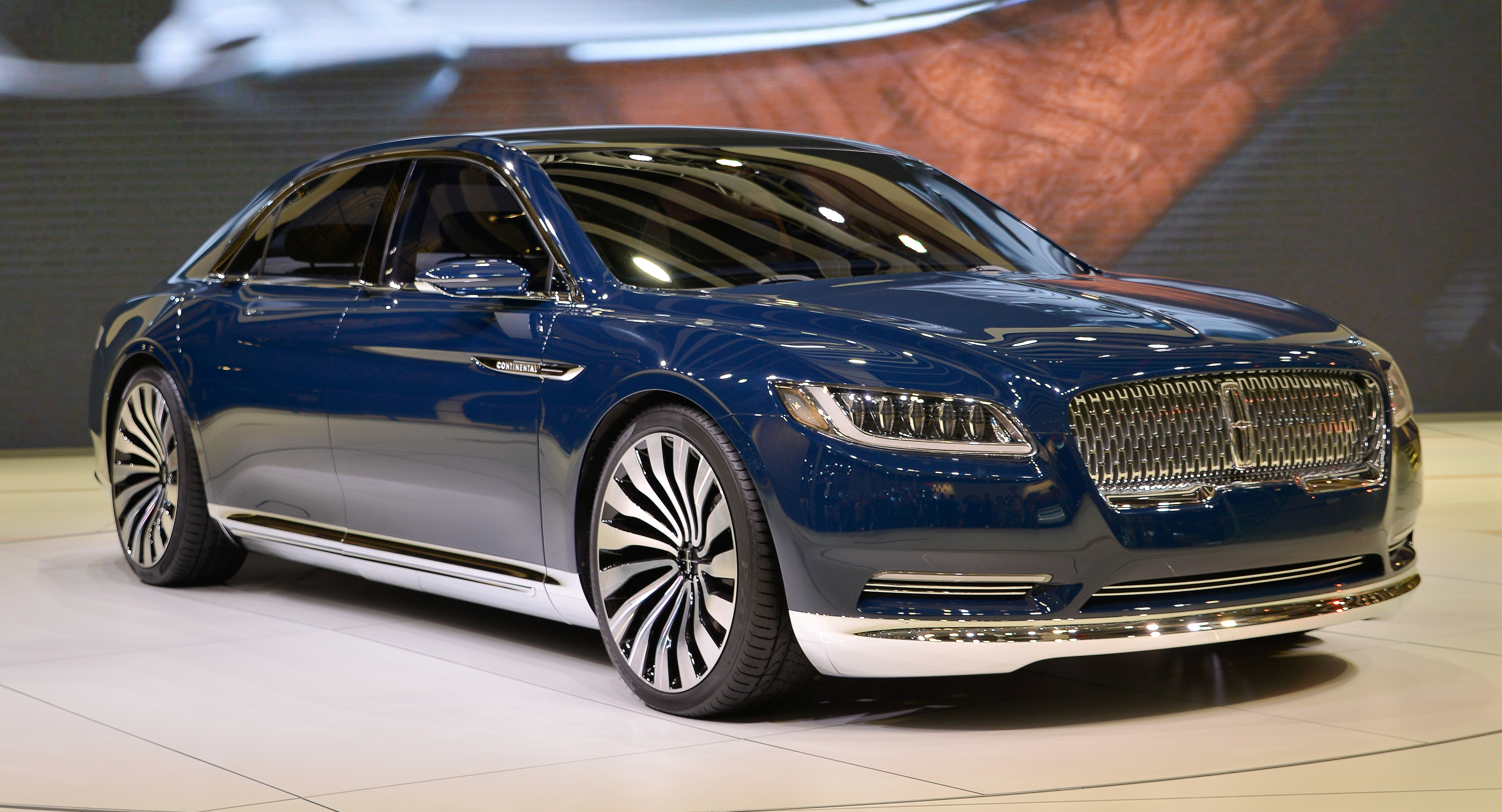
2015年 リンカーン・コンチネンタル (2015年 上海オートショー)

2015年のニューヨーク国際オートショーで、リンカーンはコンチネンタルの復活に向けた内覧として、コンセプトカーを発表した。 このコンセプトカーは3.0LツインターボV6を搭載していた（最終的な駆動形式は生産されるまで明らかにされなかった）。
コンセプトカーと市販の2017年型コンチネンタルの間にはいくつか相違があった。コンセプトカーにはガラスルーフと4人乗りのインテリアが装着されていたが、市販のコンチネンタルには含まれなかった。市販のコンチネンタルは、サイドビューミラーやフロントフェイシアのエアインテークが大きくなり、ブレーキランプが赤に着色されていた。